# Architektura Katowic

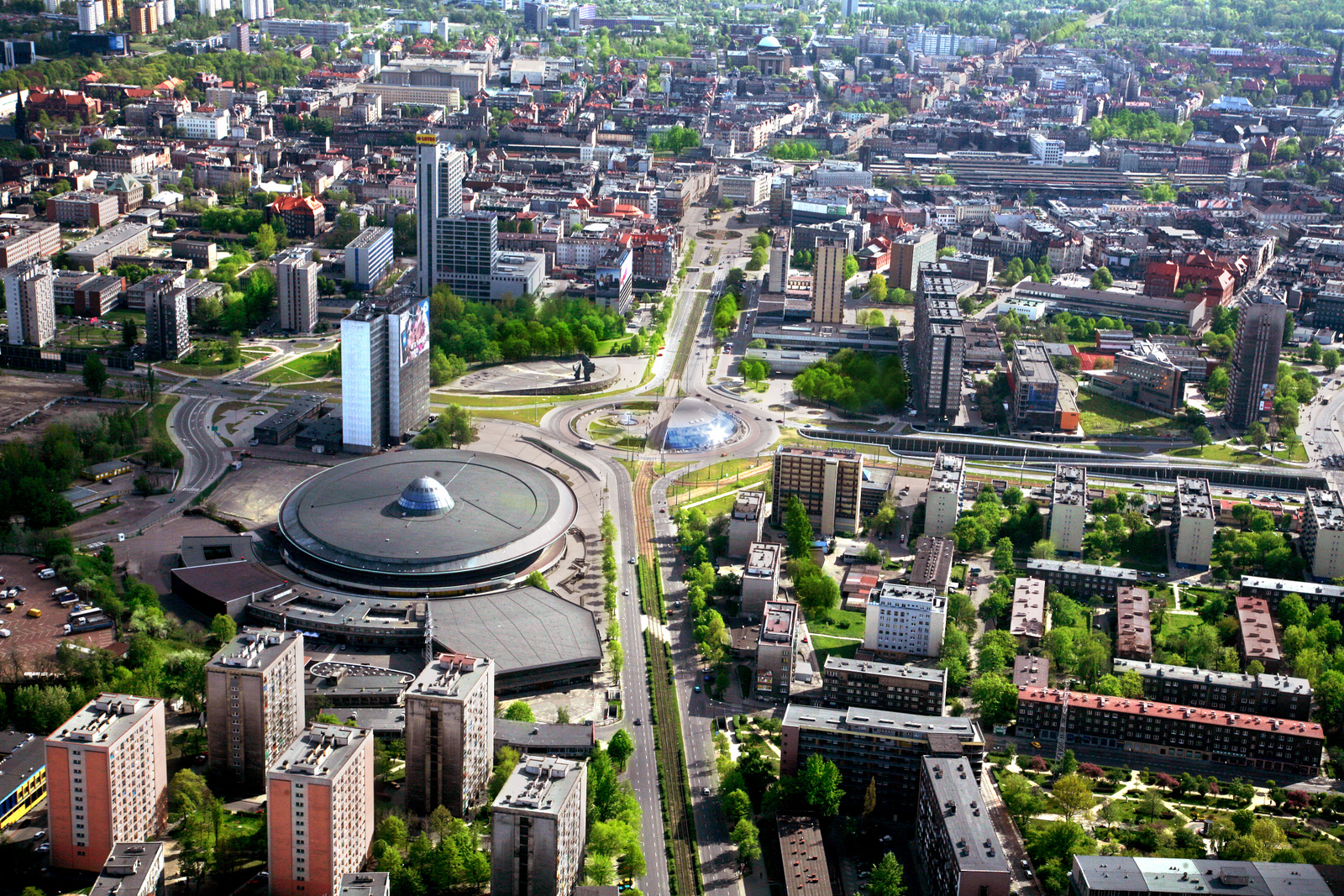
Widok na centrum Katowic w 2007 roku na wysokości alei W. Korfantego; pośrodku rondo gen. J. Ziętka

Architektura Katowic stanowi mieszankę różnorodnych stylów i epok odzwierciedlających historię miasta oraz jego ewolucję od ośrodka przemysłowego do współczesnego centrum biznesowo-kulturalnego. Charakteryzuje się ona wyraźnie wyodrębnioną częścią śródmiejską kształtującą się od lat 40. XIX wieku z zaplanowaną siatką ulic i placów, która wypełniona jest zabudową różnego typu, w tym kamienicami mieszczańskimi i obiektami użyteczności publicznej z okolic przełomu XIX i XX wieku reprezentującymi m.in. style historyzmu, eklektyzmu i secesji przez zabudowę modernistyczną i funkcjonalistyczną lat międzywojennych po obiekty powojenne i współczesne. Centrum miasta otaczają dzielnice o różnym rodowodzie i są to zarówno części będące pierwotnie osobnymi wsiami i gminami (m.in. Bogucice, Dąb, Piotrowice, Szopienice czy Załęże), osiedla patronackie (Giszowiec i Nikiszowiec), powojenne osiedla mieszkaniowe (m.in. Tysiąclecia, W. Roździeńskiego, I.J. Paderewskiego czy Odrodzenia), jak i współczesne układy urbanistyczne (m.in. Bażantowo, Dębowe Tarasy czy osiedle Książęce).

## Ogólna charakterystyka

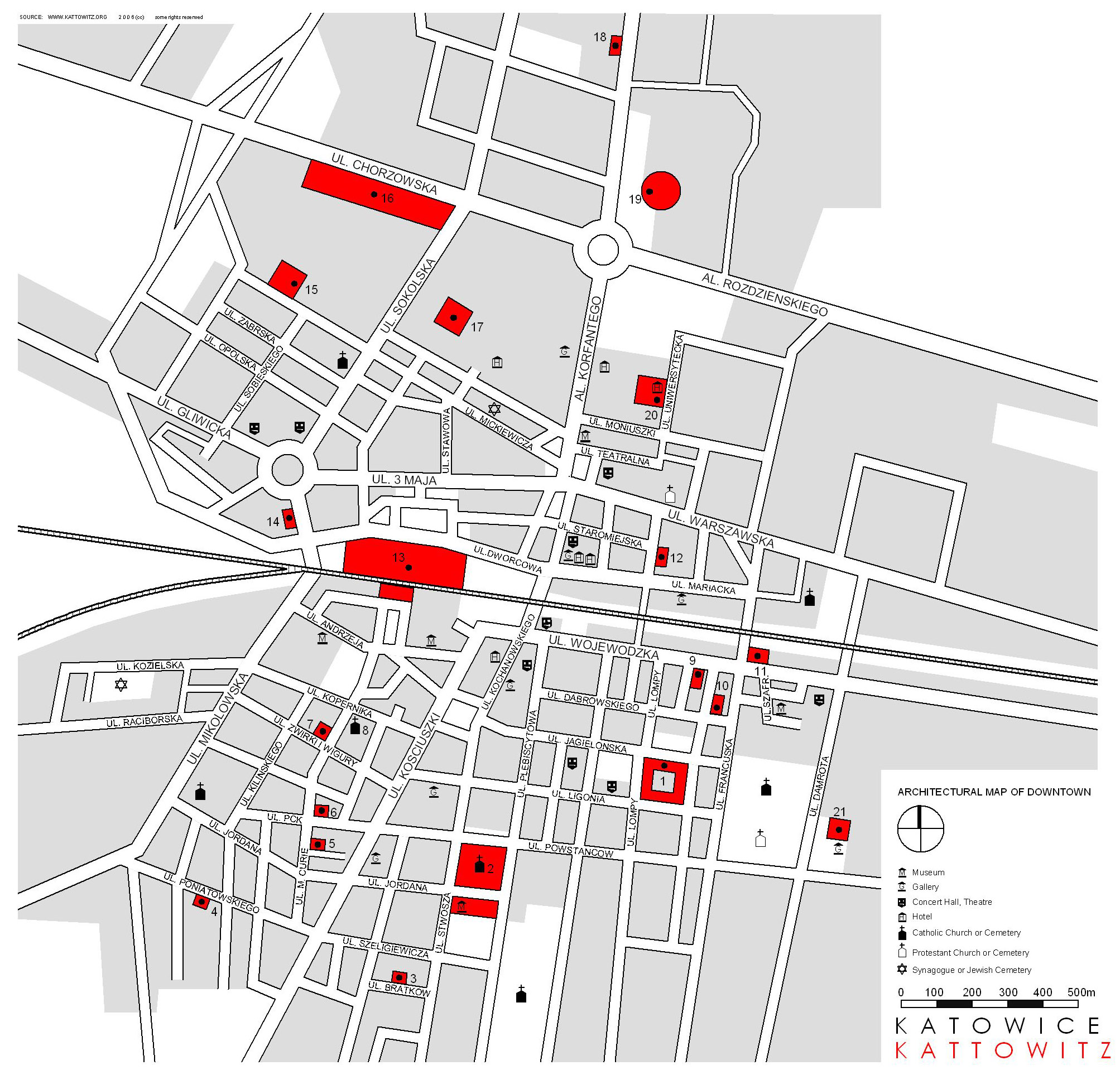
Architektoniczna mapa centralnej części Katowic z 2007 roku, przedstawiająca najważniejsze wówczas obiekty i gmachy

Struktura architektoniczno-urbanistyczna Katowic nosi wyraźne ślady genezy miasta i jego pierwotnych czynników miastotwórczych, jakim był m.in. surowcowy profil gospodarki. Miasto składa się z wyraźnie wyodrębnionej części śródmiejskiej o czytelnym i planowym układzie kompozycyjnym oraz szeregu dzielnic o zróżnicowanej genezie, funkcjach i strukturze. Układ ten ukształtował się w stosunkowo krótkim okresie, czyli od czasu poprowadzenia w latach 40. XIX wieku pierwszej linii kolejowej do miasta. Części miasta, które od 1924 roku tworzyły Wielkie Katowice (Bogucice, Brynów, Dąb, Ligota, Załęże i Zawodzie) są najsilniej połączone ze Śródmieściem, a dzielnice południowe (Murcki, Kostuchna, Podlesie i Zarzecze) najsłabiej. Dość wyraźna jest także odrębność wschodniej części Katowic, włączonej do miasta pod koniec 1959 roku.

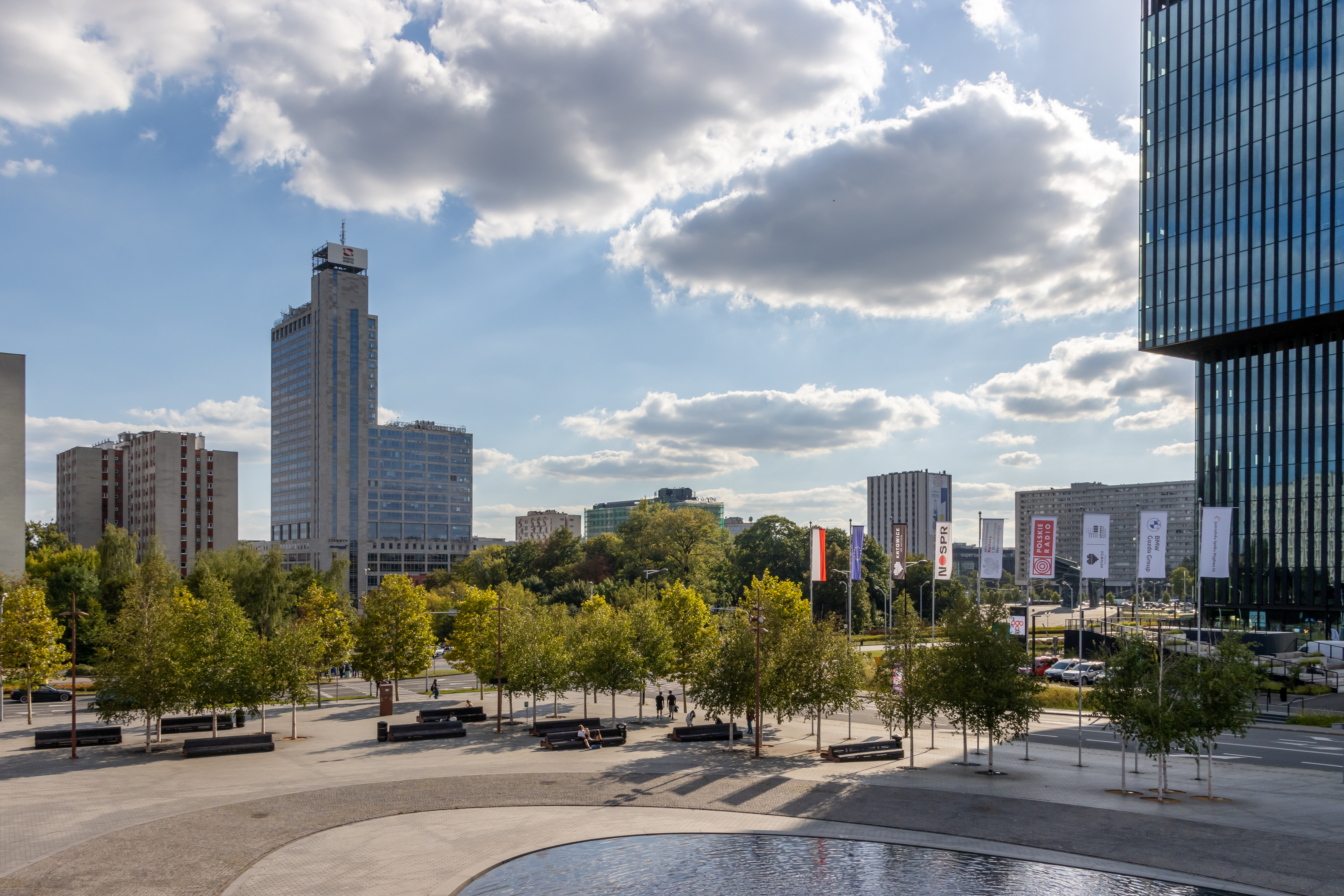
Centrum Katowic w 2024 roku (widok z kładki nad ulicą Olimpijską)

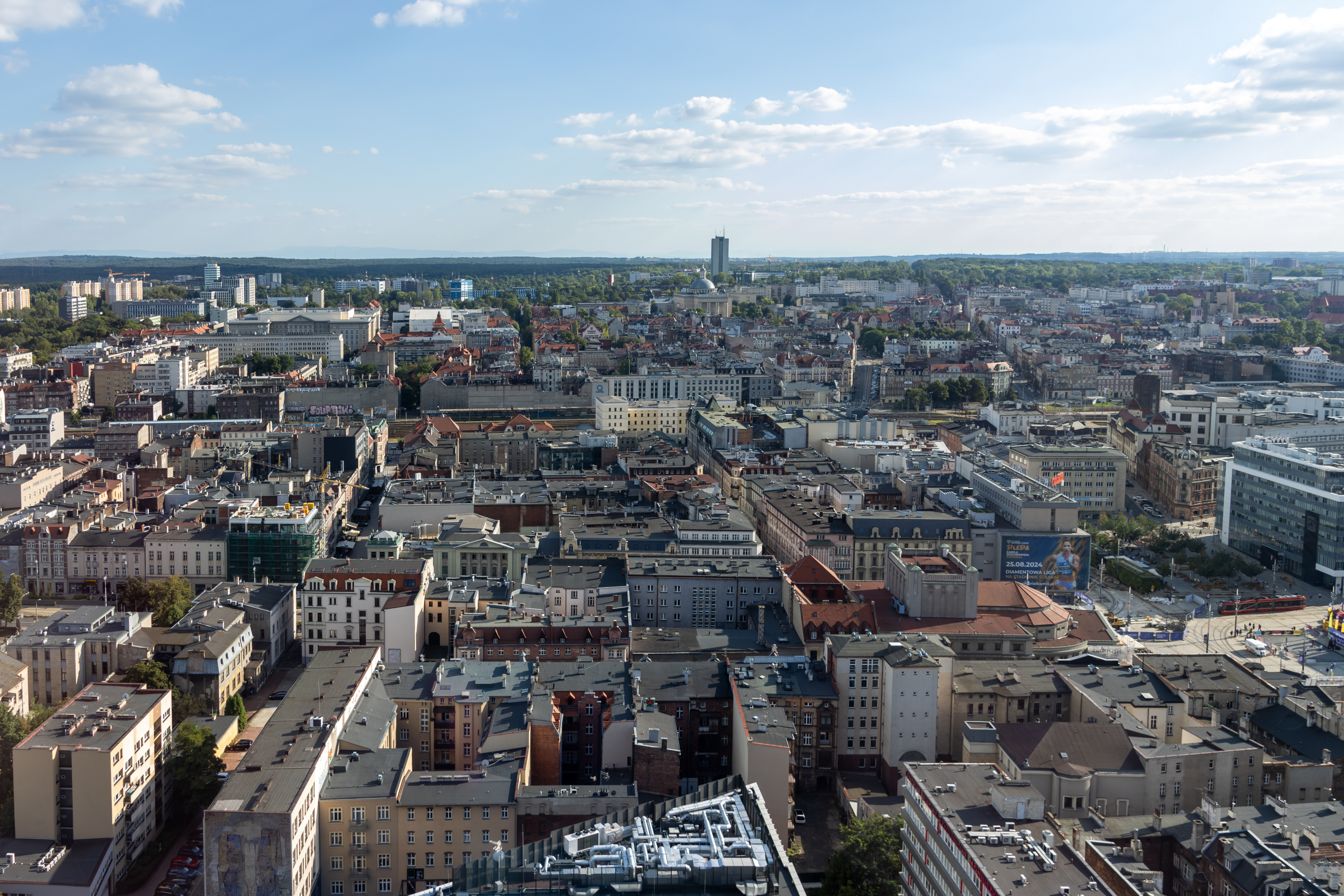
Widok na śródmiejską część Katowic z wieżowca Altus (2024)

Osią założenia urbanistycznego Katowic są ulice 3 Maja i Warszawska, u zbiegu których znajduje się Rynek. Jest ona zaakcentowana dwoma placami: Wolności i ks. E. Szramka. W pobliżu położone są dwa kolejne obszary położone prostopadle do tej osi: plac K. Miarki oraz rondo gen. J. Ziętka wraz z otaczającymi go przestrzeniami publicznymi eksponującymi obiekty będące wizytówkami Katowic – Spodkiem i pomnikiem Powstańców Śląskich. Znaczenie kompozycyjne mają też ulice A. Mickiewicza i Mariacka z zamykającym ją kościołem Niepokalanego Poczęcia Najświętszej Maryi Panny. Poza Śródmieściem, strukturę tkanki miejskiej uczytelniają m.in. plac Grunwaldzki czy plac Rady Europy.
Według stanu z grudnia 2007 roku w strukturze terenów zurbanizowanych największy udział mają tereny zabudowy mieszkaniowej, w tym jednorodzinnej (11,9% obszarów zurbanizowanych) i wielorodzinnej (10,5%), a także tereny komunikacji (22%). Tereny produkcyjno-usługowe stanowią 14,4% terenów zurbanizowanych, a tereny usług 10,6%. Tereny zabudowy mieszkaniowej jednorodzinnej koncentrują się w dzielnicach zachodnich i południowych – głównie w Piotrowicach-Ochojcu, Ligocie-Panewnikach, Kostuchnie, Podlesiu i Zarzeczu. Zabudowa wielorodzinna dominuje w dzielnicach śródmiejskich oraz północnych, natomiast tereny usług głównie w Śródmieściu oraz w Ligocie-Panewnikach, Piotrowicach-Ochojcu i Osiedlu Paderewskiego-Muchowcu.
W Katowicach w 2007 roku udział powierzchni zabudowanej w powierzchni terenu wynosił średnio 23%, a wskaźnik intensywności zabudowy wynosił 0,5. Najwyższe wartości miały te wskaźniki w Śródmieściu (odpowiednio 50% i 1,79), natomiast w pozostałych dzielnicach odsetek powierzchni zabudowy wahał się od 32% w Zawodziu i Załężu po 14–15% w Zarzeczu i Podlesiu.
W Katowicach dominuje zabudowa średniowysoka, a w dzielnicach peryferyjnych niska. Budynki wysokie i wysokościowce skupiają się głównie w Śródmieściu oraz kilkunastu dzielnicach mieszkaniowych. Koncentrują się one w rejonie ulic Uniwersyteckiej (Altus) i A. Mickiewicza (Stalexport, Global Office Park), alei W. Korfantego i W. Roździeńskiego (.KTW, Superjednostka i Ślizgowiec) oraz przy ulicach W. Stwosza (Wojewódzki) i Francuskiej (Francuska 70). Ponadto tego typu budynki koncentrują się na osiedlach W. Roździeńskiego i Tysiąclecia, a także na Koszutce.

## Architektura lat przedwojennych (do 1922)

### Śródmieście Katowic

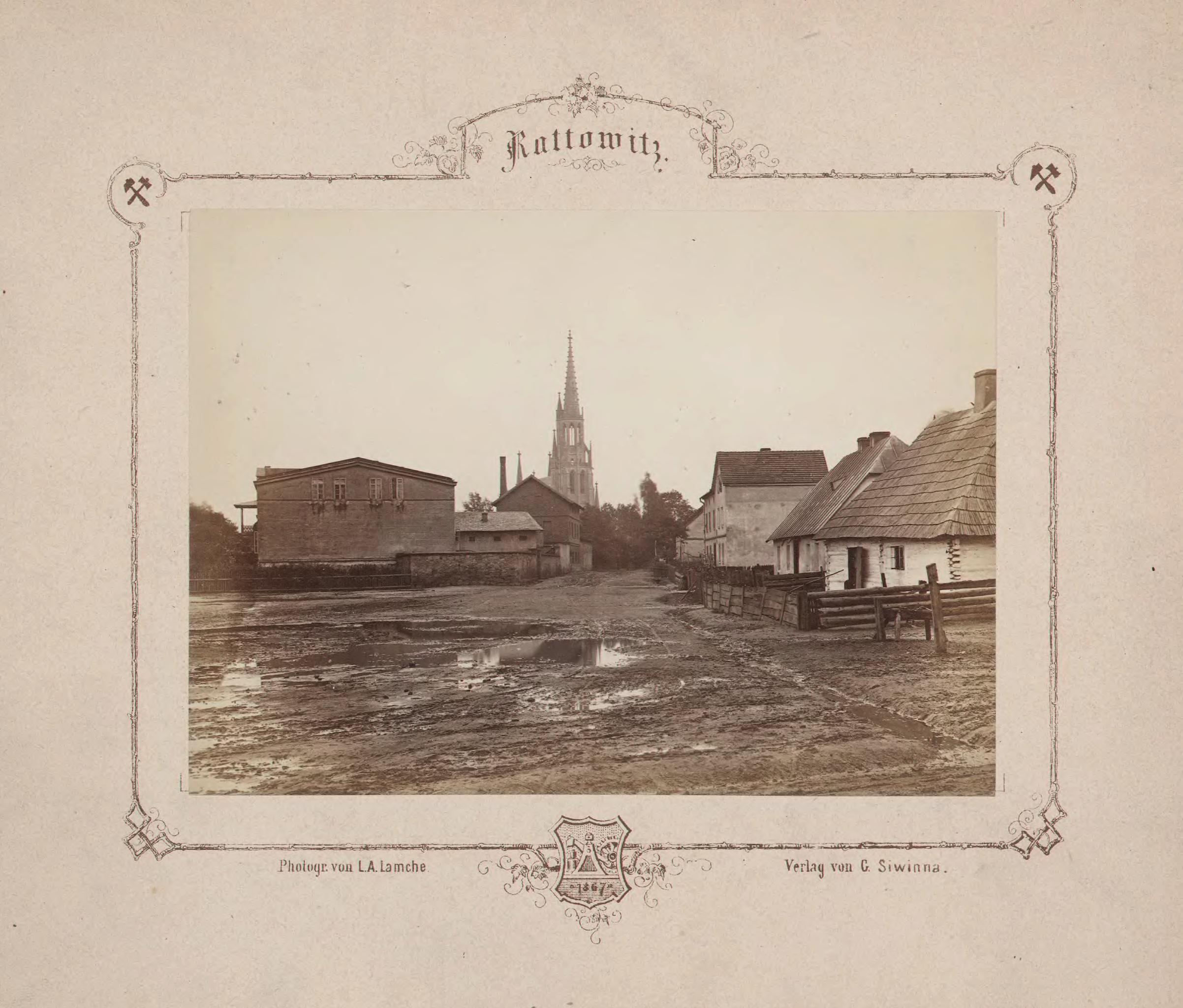
Ulica Starowiejska na zdjęciu z 1872 roku; w tle kościół Mariacki

Jeszcze w pierwszej połowie XIX wieku Katowice były niewielką osadą, a jej zabudowę tworzyły wiejskie zagrody. Nad stawem hutniczym zlokalizowana była Kuźnica Bogucka, a naprzeciwko niej znajdowały się obiekty wchodzące w skład folwarku dworskiego. Właściwa wieś Katowice składała się z zabudowy zagrodowej i zlokalizowana była wzdłuż ulicy Starowiejskiej, której relikty uwieczniono na zdjęciach z około 1870 roku. Na litografii Ernesta Wilhelma Knippla z 1848 roku uwieczniono pierwotną zabudowę Rynku, a także istniejącą nieopodal zabudowę hut „Franz” i „Fanny”.

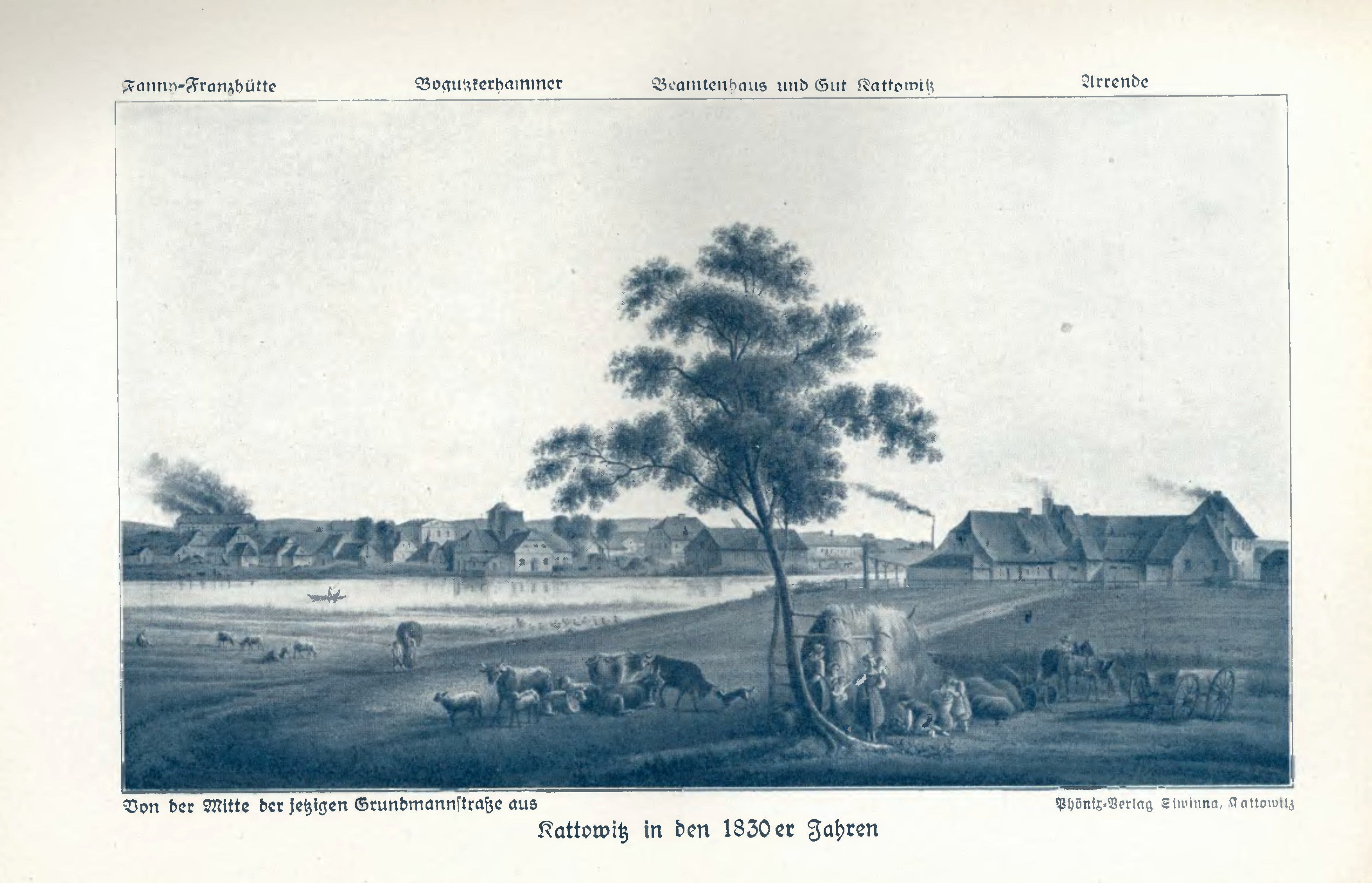
Katowice w latach 30. XIX wieku na litografii Ernesta Knippla

Proces przekształcenia Katowic w miasto rozpoczął się w połowie XIX wieku, po oddaniu do użytku odcinka linii kolejowej Kolei Górnośląskiej wraz ze stacją 3 października 1846 roku. Dogodna lokalizacja sprzyjała rozwojowi usług, a także powstawaniu szeregu instytucji państwowej administracji terytorialnej i gospodarczej. Zaczęto budować murowane domy, a pierwszym monumentalnym obiektem architektonicznym Katowic był hotel Welta wzniesiony w 1848 roku. Był on najbardziej okazałą budowlą do 1855 roku, kiedy to prawdopodobnie pomiędzy latami 1855–1858 wzniesiono hotel De Prusse. W 1859 roku przy ulicy Dworcowej oddano do użytku nowy dworzec kolejowy.
Pierwszy plan regulacyjny Katowic został opracowany przez Heinricha Moritza Augusta Nottebohma w 1856 roku na zlecenie Friedricha Wilhelma Grundmanna. Zakładał on wytyczenie dwóch placów – Wilhelmsplatz (późniejszy plac Wolności) i Friedrichsplatz (późniejszy Rynek), które miały przejąć sieci zewnętrznych ulic łączących peryferyjne części zabudowy. Place te miały być połączone ze sobą centralną drogą, zwaną od 1868 roku Grundmannstrasse (późniejsza ulica 3 Maja). Jej przedłużeniem w kierunku wschodnim była trasa prowadząca do Mysłowic – późniejsza ulica Warszawska. Z Rynku rozchodziły się szlaki komunikacyjne w kierunku Wełnowca, Dębu i Brynowa, a z placu Wolności wzdłuż ulicy Gliwickiej w kierunku Załęża. Istotną rolę na lokalizację Rynku miało skupienie w tym rejonie zabudowy o funkcjach usługowych: karczmy, browaru, kuźni oraz hoteli.

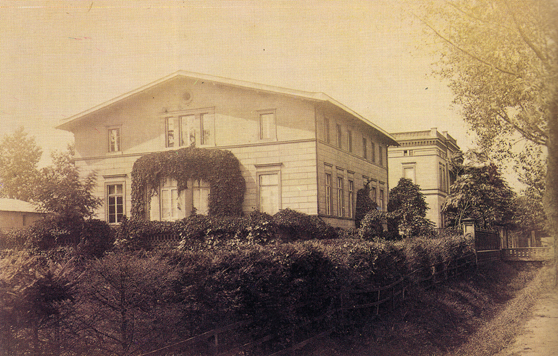
Willa dr. Richarda Holtzego na zdjęciu sprzed 1891 roku

Nadanie praw miejskich Katowicom 11 września 1865 roku spowodował rozkwit budownictwa w mieście, a najstarsze budynki na terenie współczesnego Śródmieścia Katowic sięgają lat 60. i 70. XIX wieku. Pierwsze wznoszone obiekty w ówczesnych Katowicach były przeważnie jedno- i dwupiętrowe. Przebudowywano i podwyższano je dopiero na przełomie XIX i XX wieku. Architektonicznie budowano najpierw obiekty w stylu historyzmu nawiązującego go architektury gotyku, renesansu, baroku, rokoka i klasycyzmu, a jedność stylistyczna wczesnej zabudowy Katowic wynikała z faktu, iż autorami i budowniczymi tych domów byli zazwyczaj dwaj miejscowi architekci: Julius Haase i Ignatz Grünfeld.

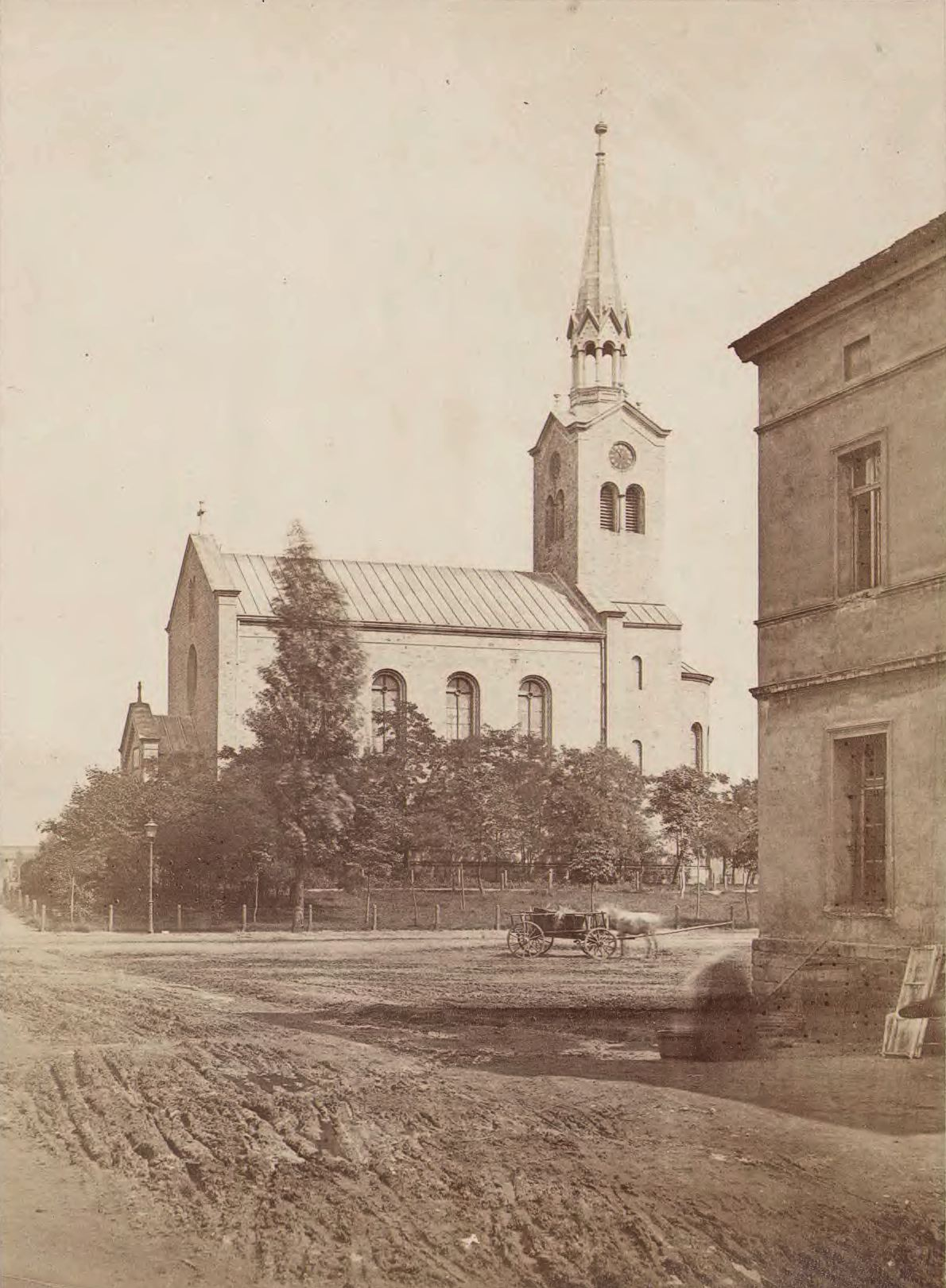
Kościół Zmartwychwstania Pańskiego w 1872 roku

Początkowo wzdłuż ulic Warszawskiej, Francuskiej i Dworcowej powstawały liczne wille, które budowali dla siebie zamożni mieszczanie, m.in. Richard Holtze, Julius Haase czy Ignatz Grünfeld. Obiekty tego typu zachowały się przy ulicy Warszawskiej, gdzie znajdują się wille m.in.: Ignatza Grünfelda, Edwarda Nacksa, rodziny Kramstów czy Juliusa Haase. Wiele z willi w kolejnych latach przebudowano na kamienice czynszowe bądź zburzono. Również przy ulicy Warszawskiej powstały pierwsze ważniejsze budynki publiczne, jak m.in.: wzniesiony w latach 1856–1858 ewangelicki kościół Zmartwychwstania Pańskiego, w latach 1862–1870 rzymskokatolicki kościół Mariacki, w 1876 roku gmach starostwa powiatowego, w latach 80. XIX wieku gmach Banku Spółek Zarobkowych czy kilka kamienic w stylu neobarokowym (w tym pod nr. 35).
W 1875 roku kontroler katastralny Napilly opracował kolejny plan zagospodarowania przestrzennego Katowic, który stanowił niejako kontynuację planu z 1856 roku, lecz jego główną funkcją było zagospodarowania wolnych jeszcze terenów pod zabudowę miejską. Na planie tym naniesiono szachownicowy układ ulic w granicach ówczesnego miasta. Wcześniej, bo na przełomie lat 60. i 70. XIX wieku zaczęto wytyczać ulice po wschodniej stronie Katowic, w tym ulicę Mariacką. Na początku lat 70. XIX wieku uregulowano ulicę św. Jana, budując u jej wylotu wiadukt kolejowy. W latach 70. XIX wieku zaczęto rozbudowę miasta po południowej stronie torów kolejowych, wokół ulic Andrzeja i Mikołowskiej. Pod koniec 1870 roku w Katowicach istniało 48 budynków trójkondygnacyjnych, 68 dwukondygnacyjnych i 151 jednopiętrowych domów.

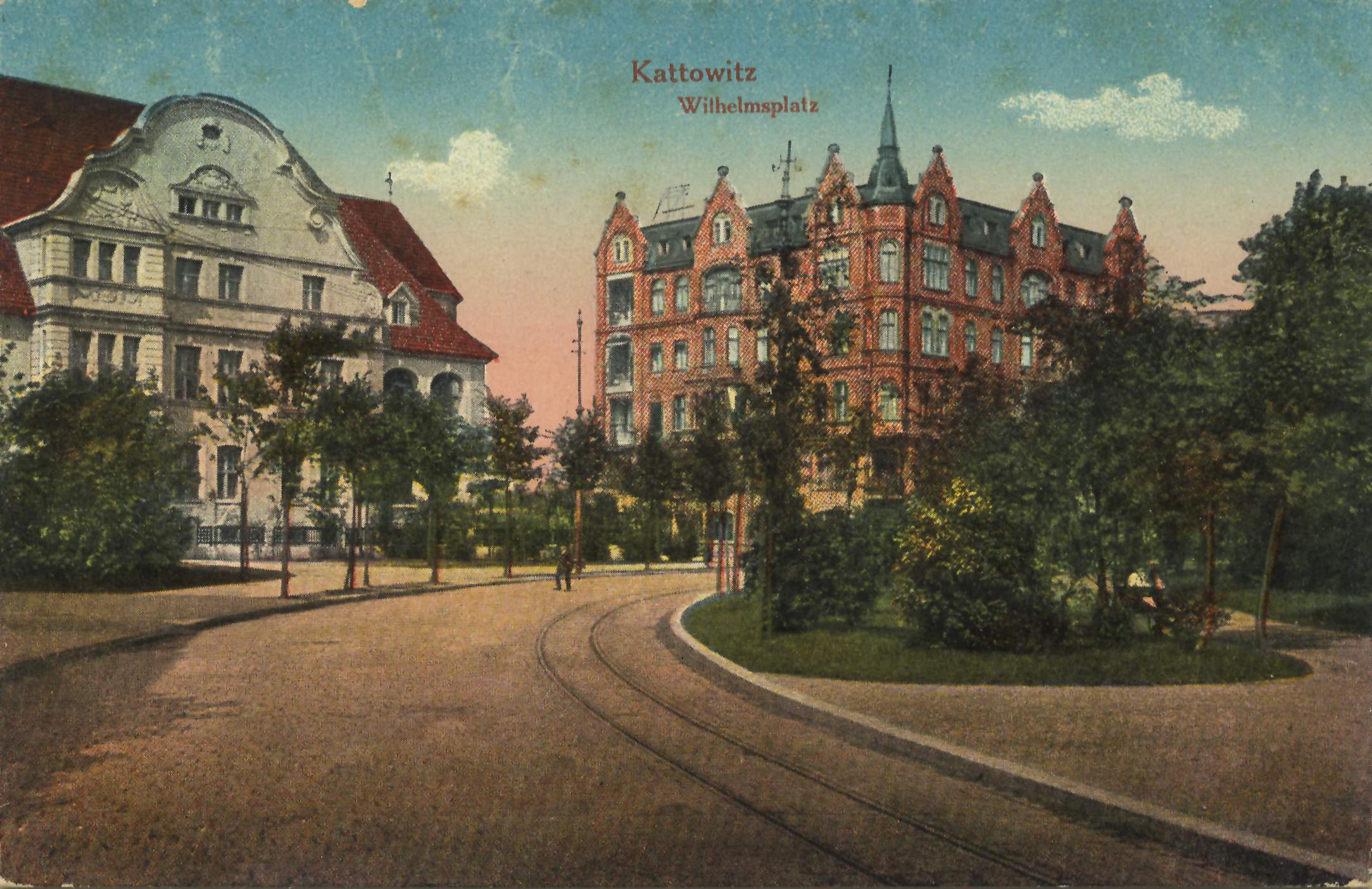
Fragment placu Wolności na pocztówce wydanej w 1917 roku

W ostatnim ćwierćwieczu XIX wieku po latach kryzysu gospodarczego lat 1874–1880 w Katowicach rozwijał się silny ruch budowlany w rejonie placu Wolności, ulicy Mariackiej i południowej części Katowic. Powstało wówczas kilkadziesiąt kamienic w stylu eklektyzmu i wiele z nich posiada cechy stylów historycznych. W latach 70. XIX wieku rozpoczęto zabudowę placu Wolności, a jednym z najbardziej okazałych obiektów stała się siedziba firmy braci Abrahama i Józefa Goldsteinów. Wznoszone w ostatnim ćwierćwieczu XIX wieku kamienice mieszczańskie w oparto na wzorcach XVIII-wiecznych, były to domy jedno- lub dwukondygnacyjne, dwutraktowe, z sienią przejazdową w osi. Na parterze zazwyczaj mieścił się sklep bądź warsztat, dom był otoczony ogrodem, a na jego tyłach znajdowała się oficyna i inne zabudowania gospodarcze.
Na przełomie XIX i XX wieku w architekturze Katowic pojawiły się style secesji i modernizmu, a na wielu budynkach łączono także elementy kilku stylów, tworząc zabudowę eklektyczną. Secesja natomiast była łączona z renesansem, klasycyzmem czy innymi stylami historyczno-eklektycznymi. Klasycznymi przykładami architektury secesji w Katowicach są kamienice przy ulicy A. Mickiewicza 14 czy F. Chopina 11.
Około 1914 roku Katowice były już miastem o rozwiniętej tkance urbanistycznej, w której znajdowały się publiczne place, urzędy, szkoły, hotele, szpitale, świątynie, obiekty kultury, siedziby firm, kamienice, wille czy domy robotnicze. Historyczne centrum Katowic ukształtowało się w zabudowie, która wypełniła przestrzeń pomiędzy terenami kolejowymi na południu a terenami przemysłowymi na północ od Rawy.

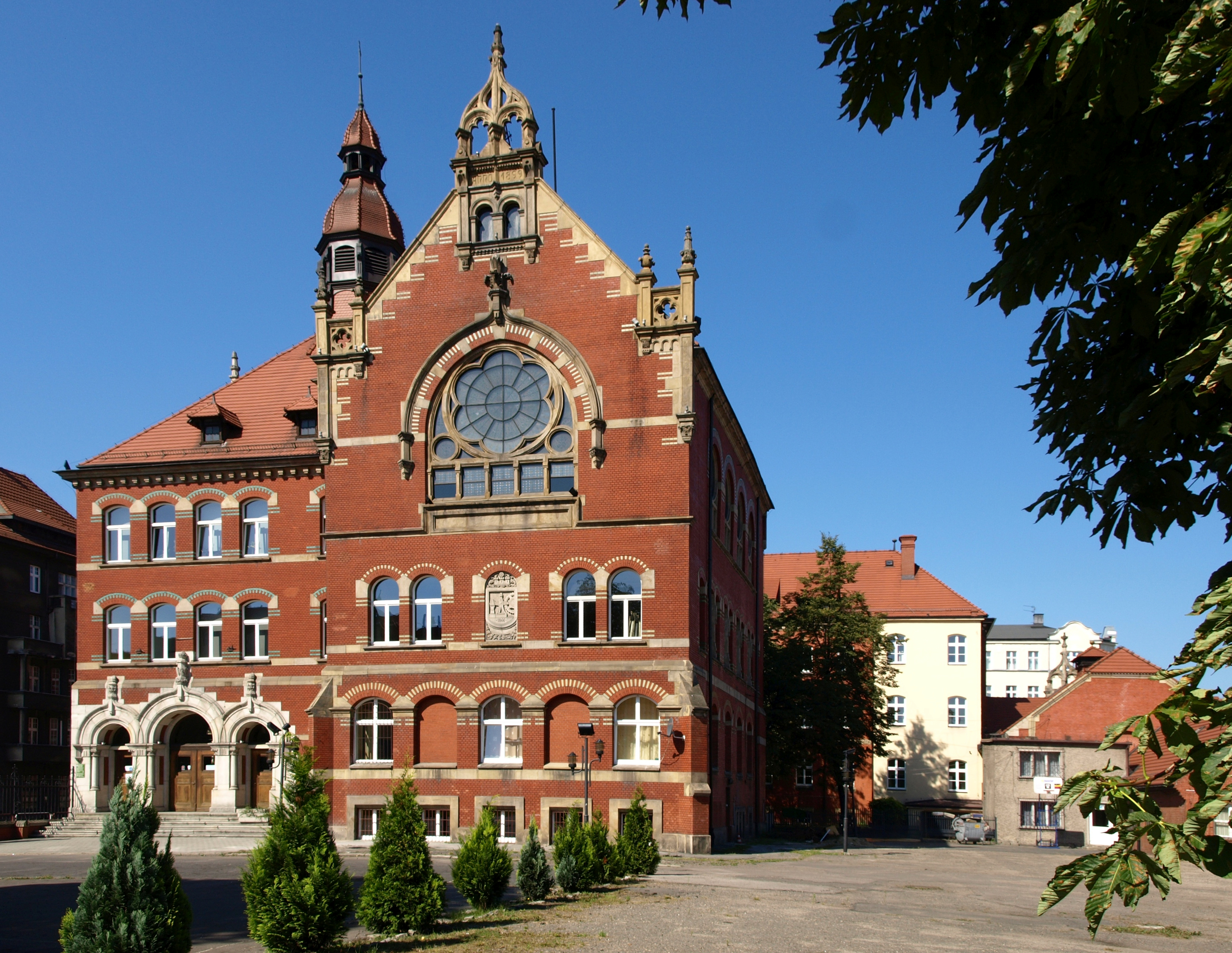
Gmach III LO położony przy ulicy. A. Mickiewicza 11 (2011)

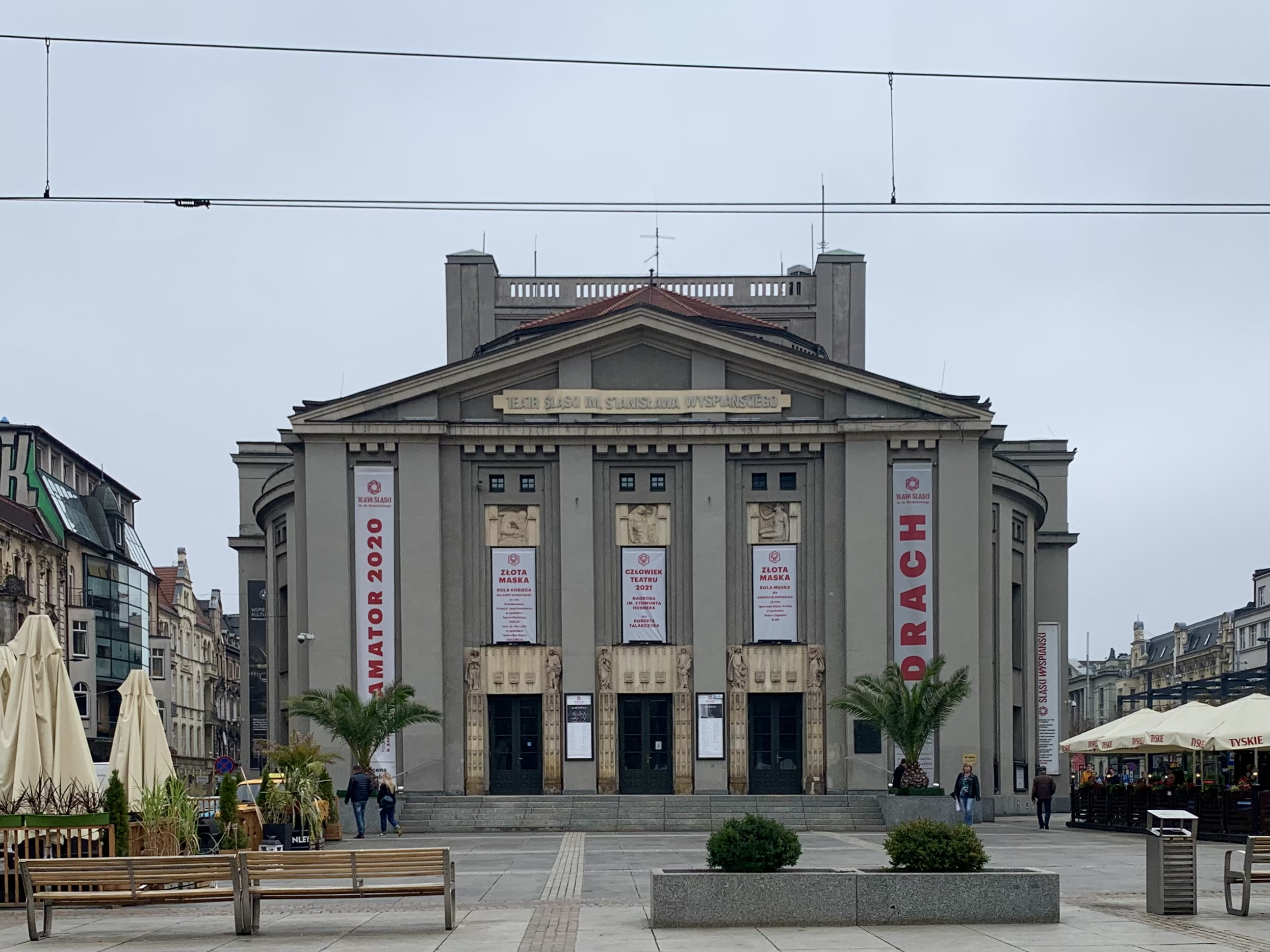
Budynek Teatru Śląskiego im. S. Wyspiańskiego (Rynek 2)

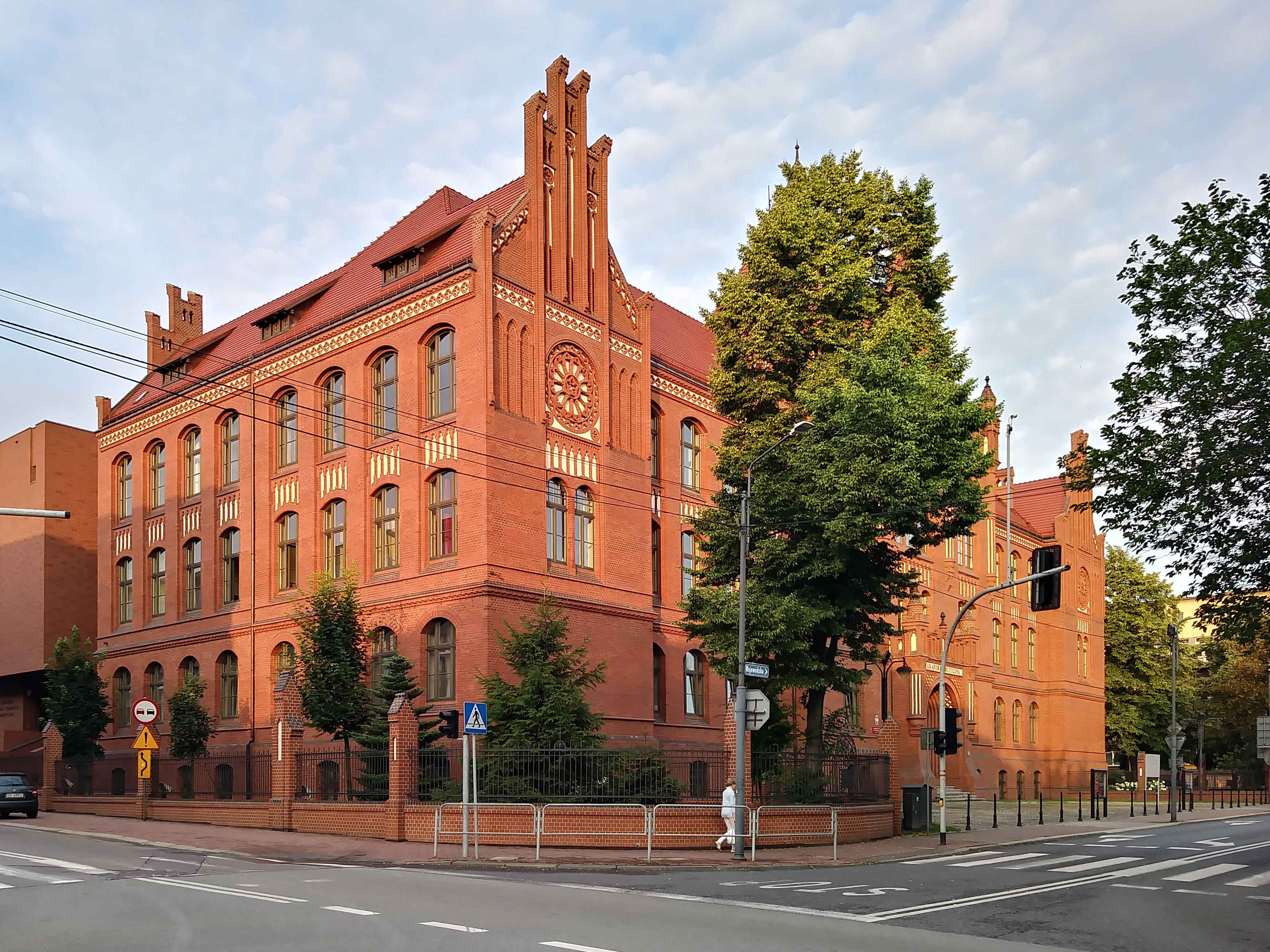
Gmach Akademii Muzycznej przy ulicy Wojewódzkiej 33 (2018)

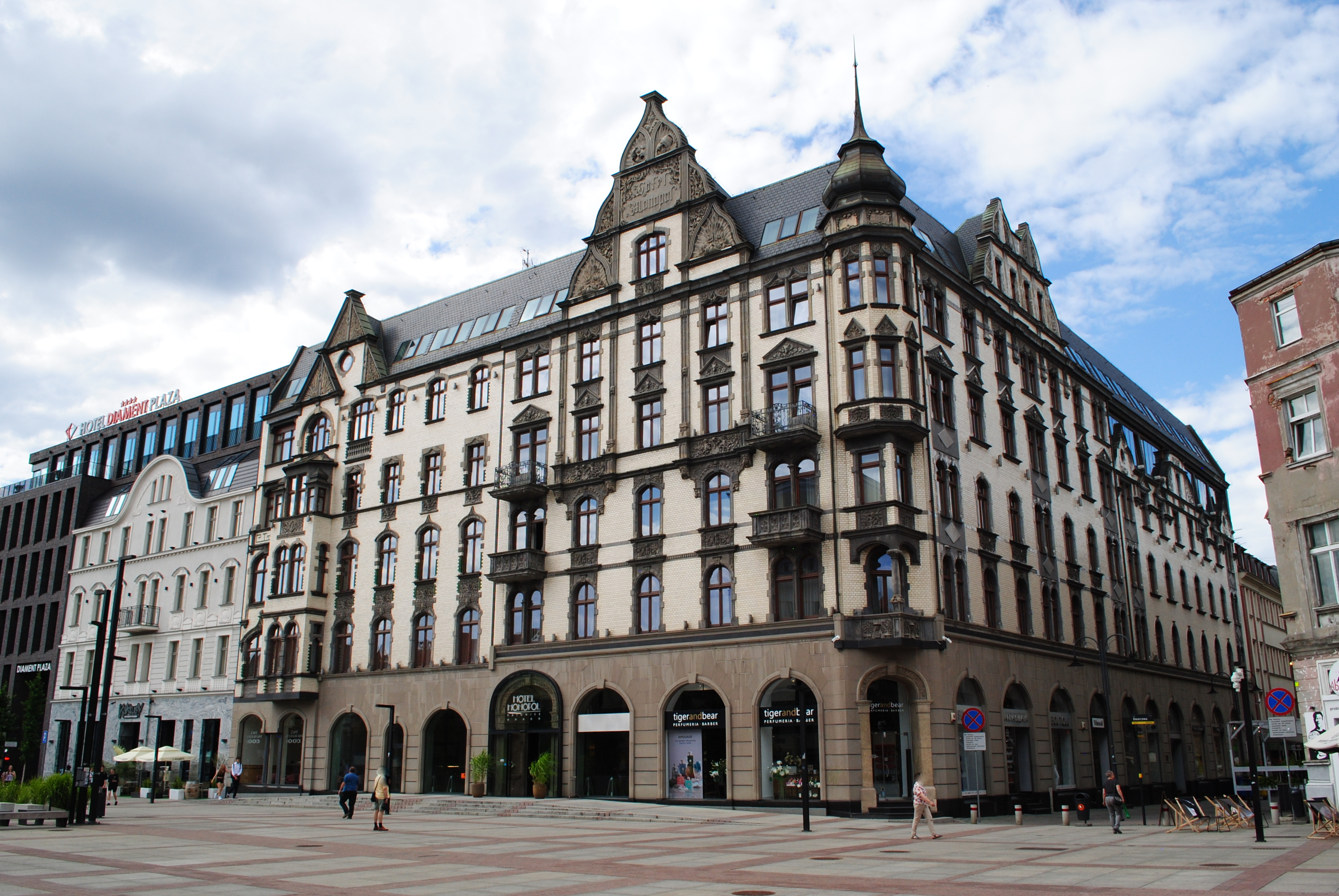
Hotel Monopol (ul. Dworcowa 5)

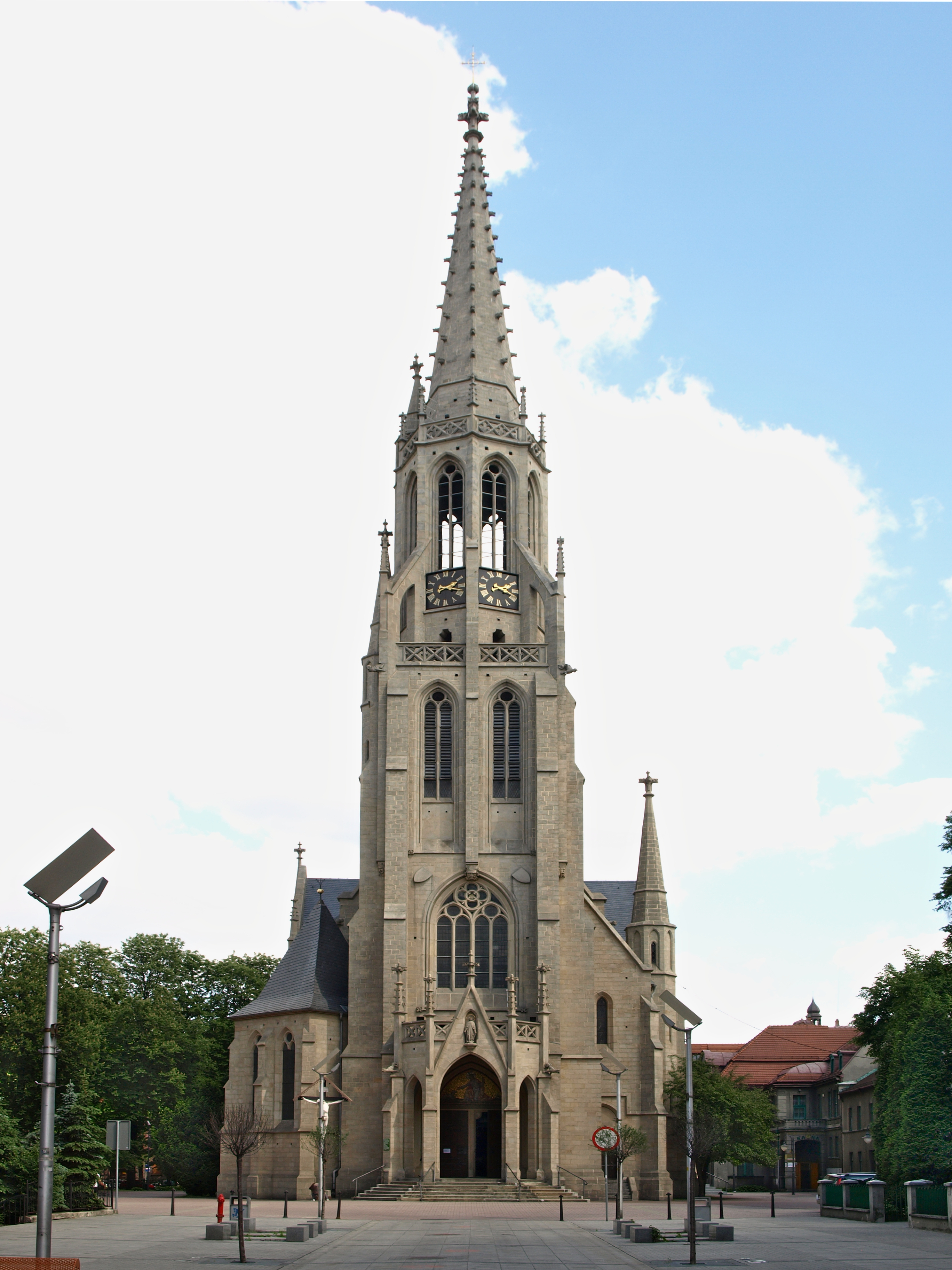
Kościół Mariacki od strony ulicy Mariackiej (2012)

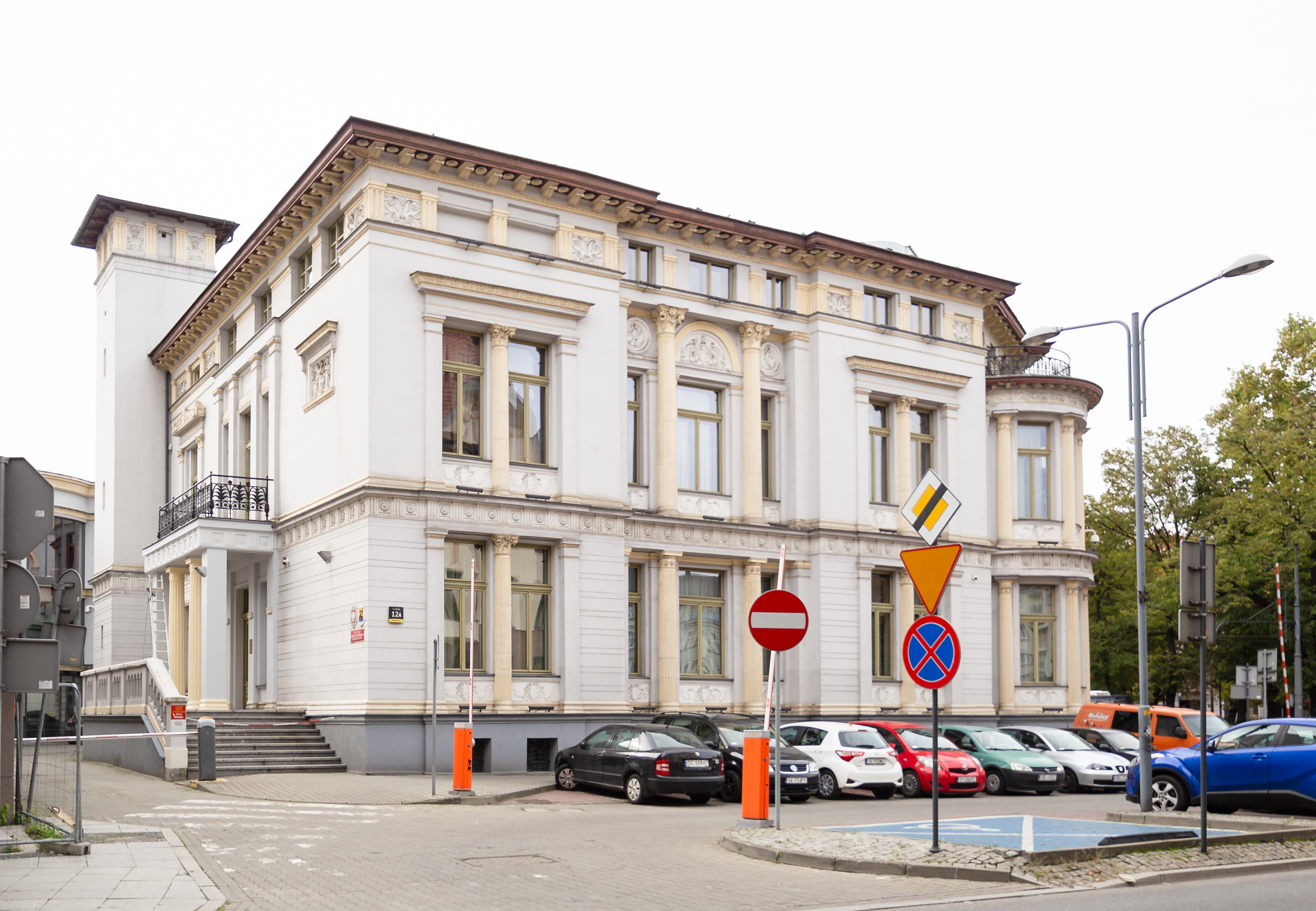
Pałac Goldsteinów przy placu Wolności 12a (2023)

Do zabytków przedwojennej architektury ówczesnych Katowic zaliczają się m.in.:
- Budynek Filharmonii Śląskiej (ul. Sokolska 2) – wzniesiony w latach 1873–1874 w stylu historyzmu i klasycyzmu[26]; zmodernizowany w latach 2010–2014; jest to najstarsza sala koncertowa w Katowicach[27],
- Budynek III Liceum Ogólnokształcącego (ul. A. Mickiewicza 11) – siedziba III Liceum Ogólnokształcącego im. Adama Mickiewicza w Katowicach, wzniesiona w latach 1898–1900 w stylu neogotyku[28] z elementami neorenesansu niemieckiego, jest to obiekt trójkondygnacyjny, wzniesiony z czerwonej cegły, nad bryłą którego góruje wieża z hełmem; charakterystycznym elementami gmachu są m.in. trójdzielny portal oraz okrągła rozeta wpuszczająca światło do auli na drugim piętrze[29],
- Budynek VIII Liceum Ogólnokształcącego (ul. 3 Maja 42 / J. Słowackiego 35) – siedziba VIII Liceum Ogólnokształcącego im. Marii Skłodowskiej-Curie z Oddziałami Dwujęzycznymi w Katowicach, wzniesiona w latach 1872–1873 i rozbudowana w 1908[30] (bądź 1910[31]) roku w stylach historyzmu, modernizmu i neorenesansu[31]; starsza część to gmach dwupiętrowy z podpiwniczeniem, wzniesiony na planie litery „L”, znajdujący się w rogu ulic 3 Maja i J. Słowackiego; nowsza część to wielobryłowy obiekt składający się z trójkondygnacyjnej bryły od strony ulicy 3 Maja, bryły wewnętrznej o pięciu kondygnacjach i górującej nad nim wieży[30],
- Budynek Łaźni Miejskiej (ul. A. Mickiewicza 5) – wzniesiony w latach 1894–1895 w stylu ceglanego historyzmu; przebudowany w latach 1997–1999; jest to obiekt dwubryłowy, z czego część frontowa jest trójkondygnacyjna, a pierwotnie w niej funkcjonowały łazienki, zakład fryzjerski i łaźnia rzymska, a za nią znajduje się niższa część, w której działał basen[32],
- Budynek Teatru Śląskiego (Rynek 2) – wybudowany w latach 1906–1907 według projektu Carla Moritza w stylu neoklasycyzmu[33]; składa się z trójczłonowej bryły złożonej z kubicznego bloku z westybulem i klatką schodową, podkowiastej widowni z galeriami oraz powstałym przez zestawienie dwóch prostopadłościennych brył blokiem sceny; elewację opięto lizenami, których wertykalizm zrównoważono płycinami podokiennymi[34],
- Gmach Akademii Muzycznej (ul. Wojewódzka 33) – wzniesiony w latach 1898–1901 w stylu neogotyku; jest to obiekt trójkondygnacyjny o zwartej bryle, z podpiwniczeniem i poddaszem, kryty wysokim dachem; fasadę zaakcentowano szczytami ze sterczynami, a ponadto elewacje posiadają blendy i ryzality; na szczycie fasady znajduje się mozaikowy herb Katowic[35],
- Gmach dawnego Grand Hotelu (al. W. Korfantego 3) – wybudowany w latach 1898–1899 według projektu Gerda Zimmermanna[36] w stylu historyzmu[28]; jest to obiekt czterokondygnacyjny z poddaszem; na parterze jest boniowany; pierwotnie szczyt tympanonu gmachu zdobiły dwie figury, a południowy ryzalit wieńczył taras[36],
- Gmach dawnego Reichsbanku (ul. Bankowa 5) – z 1911 roku (bądź z lat 1911–1912[14]) według projektu Juliusa Habichta(inne języki); jest to obiekt wzniesiony na planie prostokąta, na parterze którego pierwotnie ulokowana była sala operacyjna banku; siedmioosiowa fasada jest artykułowana parami pilastrów[37],
- Gmach Sądu Rejonowego (pl. Wolności 10) – pierwotnie willa ogrodowa, wzniesiona w latach 1907–1909 w stylu eklektyzmu[26],
- Hotel Monopol (ul. Dyrekcyjna 2 / ul. Dworcowa 5-7) – z 1902 roku w stylu eklektyzmu; składa się z trzech skrzydeł oraz patia; elewacje frontowe gmachu licowane są białą klinkierową cegłą ze zdobieniami w postaci ornamentów fryzów podokiennych i ornamentów attyki; na wyższej attyce od strony południowej znajduje się zrekonstruowany napis „Hotel Monopol” oraz dekoracja w formie dwóch krzyczących masek[38],
- Kamienice mieszczańskie – m.in. przy ulicach: Dyrekcyjnej 3, Dyrekcyjnej 10[28], św. Jana 6[28], 3 Maja 6-8[28], 3 Maja 13, 3 Maja 18, 3 Maja 40[26], Mariackiej 10, A. Mickiewicza 8[28], Mickiewicza 22, Młyńskiej 2, J. Słowackiego 24, Stawowej 13[26] i Warszawskiej 1[26] oraz przy placu Wolności 2[26],
- Kinoteatr Rialto (ul. św. Jana 24) – z 1912 roku w stylu klasycyzującym według projektu Martina Tichauera[25]; jest to obiekt trójkondygnacyjny; na fasadzie umieszczono pilastry i trójkątny naczółek, a nad wejściem znajduje się płaskorzeźba wieńcząca nadproże przedstawiająca rzymską kwadrygę[39],
- Kościół Mariacki (pl. ks. E. Szramka) – wzniesiony w latach 1862–1870 według projektu Alexisa Langera[40] w stylu neogotyku; jest to obiekt obłożony kamieniem, orientowany, z trójnawowym bazylikowym korpusem, na którego osi znajduje się 71-metrowa wieża[23],
- Kościół Świętych Apostołów Piotra i Pawła (ul. Mikołowska) – wzniesiony w latach 1898–1902 w stylu neogotyku[28] według projektu Josepha Ebersa; jest to obiekt z trójnawową halą, przykrytych poprzecznymi dachami namiotowymi[41],
- Kościół Zmartwychwstania Pańskiego (ul. Warszawska) – wybudowany w latach 1856–1858, którego projekt opracował Richard Lucae w stylu arkadowym[9], rozbudowany w 1888 roku i w latach 1899–1902; jest to obiekt orientowany, zwieńczony dużą czworoboczną wieżą, z bocznymi ramionami transeptu; wejście nad kościołem zdobi rozeta[42],
- Pałac braci Abrahama i Josefa Goldsteinów (pl. Wolności 12a) – ukończony w 1875 roku w stylu neoklasycyzmu[43]; jest to obiekt dwukondygnacyjny[22], którego elewacje frontowe połączono ze sobą półokrągłym ryzalitem; pałac posiada cokół oraz boniowaną kondygnację parteru z wydatnym gzymsem międzypiętrowym, a elewacje zdobią bogate dekoracje sztukatorskie oraz kamienne[44],
- Stary dworzec kolejowy (ul. Dworcowa 2-10 / ul. św. Jana 20) – oddany do użytku w 1859 roku wraz z oddaniem linii łączącej Katowice z Koleją Warszawsko-Wiedeńską przez Sosnowiec; był to największy obiekt w Katowicach przed nadaniem mu praw miejskich; pierwotnie składał się z hali dworcowej i biur spedycyjnych[45]; rozbudowany w 1906 roku[28],
- Willa Paula Frantziocha (zwana także willą Wojciecha Korfantego; ul. Powstańców 23) – z około 1908 roku projektu własnego w stylu landhausstil[46]; charakterystycznym elementem budynku jest jego niesymetryczny, rozczłonkowany rzut oraz nieregularna bryła ze zróżnicowanymi elewacjami z dekoracją szachulcową i wysokim dwuspadowym dachem[47],
- Willa Heinricha Gerdesa (ul. Wojewódzka 42) – z 1896 roku projektu Felixa Schustera w stylu neorenesansu północnego[46]; charakterystycznymi cechami budynku są m.in. jego swobodny rzut i niesymetryczna elewacja, która jest czteroosiowa i z centralnym ryzalitem zwieńczonym wieżą o wysokim czterospadowym dachu z sygnaturką[48],
- Willa Ignatza Grünfelda (ul. Warszawska 12) – z 1869 roku projektu własnego w stylu neoklasycyzmu[46]; składa się z dwóch brył, w tym większej stanowiącej willę wzniesioną na rzucie kwadratu[49]; po II wojnie światowej została ona przebudowana, lecz zachowano jej pierwotną artykulację oraz bryłę[50],
- Willa Juliusa Haasego (ul. Warszawska 42) – z około 1870 roku projektu własnego w stylu neorenesansu[46]; jest to obiekt wzniesiony na planie litery „L”, z wejściem od strony podwórza, zwieńczony spłaszczonym dachem; fasadę willi od strony ulicy zaakcentowano płaskimi podziałami, tworzącymi w części środkowej dwuosiowy ryzalit[17],
- Willa rodziny von Kramsta (ul. Warszawska 37) – z 1876 roku projektu Juliusa Haasego w stylu neoklasycyzmu[46]; jest ona założona na centralnym rzucie, posiada mocno wysunięty cokół, boniowaną ścianę parteru, gzymsy obiegające cały budynek oraz mocno wysunięty okap dachu[51],
- Zespół budynków Sądu Okręgowego (ul. Andrzeja 16-18) – na zespół składa się gmach starego sądu wzniesiony w latach 1888–1891 roku z cechami stylu eklektyzmu i neorenesansu niemieckiego oraz drugi budynek z 1913 roku z cechami stylów neobarokowego i neoklasycyzmu; pierwszy z nich to czteropiętrowy obiekt z podpiwniczeniem i poddaszem, kryty dwuspadowym dachem, z dekoracyjnymi zwieńczeniami; drugi gmach to obiekt czterokondygnacyjny, wzniesiony z cegły klinkierowej, ze zdobionymi elewacjami pokrytymi tynkiem w kolorze piaskowca i posiada dwa ryzality z kolumnadami; do kompleksu przylega jeszcze zespół zabudowy Aresztu Śledczego przy ulicy Mikołowskiej 10-14[52].

Wybrane obiekty nieistniejące:

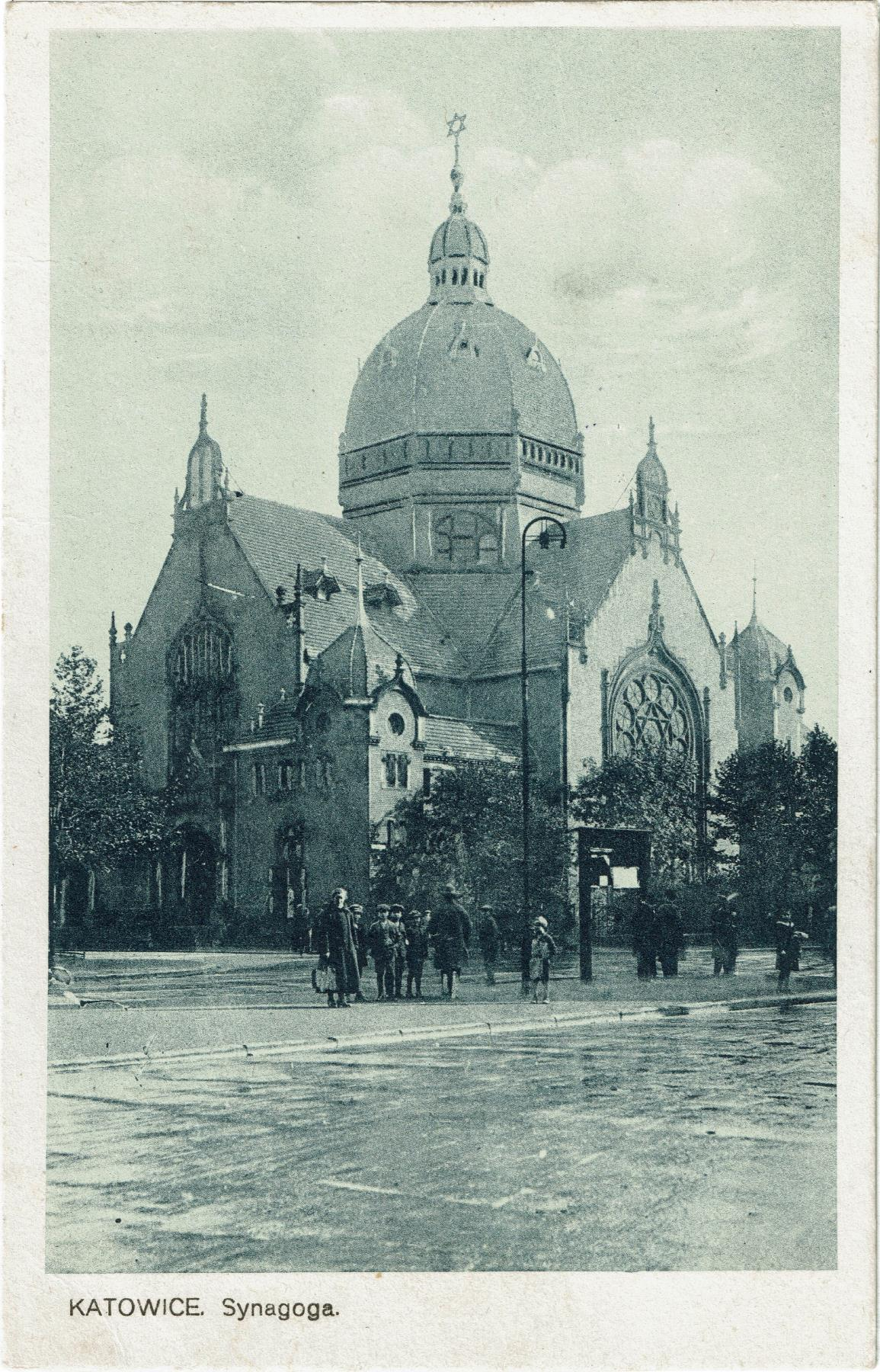
Synagoga Wielka na zdjęciu z okresu międzywojennego

- Dwór Tiele-Wincklerów (al. W. Korfantego 60) – powstał prawdopodobnie w 1841 roku w stylu klasycyzmu; była to willa, którą z biegiem czasu wielokrotnie modernizowano; budynek rozebrano w 1976 roku[53],
- Hotel Welt (Rynek 12) – z 1848 roku w styku neoklasycyzmu[9]; był to budynek dwupiętrowy; spłonął w pożarze w styczniu 1945 roku, a w jego miejscu wzniesiono w latach 60. XX wieku dom handlowy „Zenit”[54],
- Karczma Katowicka – z około 1816 roku; znajdowała się ona przy skrzyżowaniu głównych szlaków komunikacyjnych ówczesnych Katowic; był to obiekt wyróżniający się na tle ówczesnej zabudowy wsi wysokim, krytym gontem dachem[9],
- Stara Synagoga (ul. 3 Maja / ul. J. Słowackiego) – z lat 1861–1862 w stylu neoromańskim[14] według projektu Ignatza Grünfelda; w latach 1882–1883 została powiększona o porzeczną nawę, której zwieńczeniem była kopuła z iglicą; w jej miejsce została wzniesiona narożna kamienica[55],
- Synagoga Wielka (ul. A. Mickiewicza 9) – wzniesiona w latach 1896–1900 w stylu mauretańskim i neogotyku; nad główną salą gmachu usytuowana była kopuła z wieńczącą ją latarnią i gwiazdą Dawida; 8 września 1939 roku została ona podpalona przez Niemców, po II wojnie światowej teren zagospodarowano pod zieleniec, a w latach 90. XX wieku na targowisko[56],
- Willa Friedricha Wilhelma Grundmanna (ul. Warszawska 20) – zbudowana w latach 1868–1869[22] (bądź w 1864 roku[57]) przez budowniczego Clausa Häuslera i rozbudowana w 1872 roku; istniała do 1972 roku[22]; willa reprezentowała cechy architektury klasycyzmu, a po rozbudowie przybrała formy bardziej romantyczne poprzez dodanie elementów o formach włoskiego renesansu i typowych dla XIX wieku form architektonicznych[58],
- Willa dr. Richarda Holtzego (ul. Warszawska 31 / ul. Francuska 2) – wybudowana przed 1855 rokiem w stylu neoklasycyzmu[59]; był to obiekt murowany, piętrowy i formą nawiązywał do budownictwa rezydencjonalnego I połowy XIX wieku z terenów Berlina i Poczdamu[60]; w jej miejsce w 1902 roku została wzniesiona secesyjna kamienica przy ulicy Warszawskiej 31 z płaskorzeźbą przedstawiającą dr. Richarda Holtzego[61].

### Pozostałe części miasta
W czasie nadawania praw miejskich Katowicom zmieniał się również charakter osad okalających miasto. Zabudowa wiejska szybko ustępowała domom czynszowym oraz budynkom dla pracowników pobliskich zakładów przemysłowych, lecz tereny Brynowa, Ligoty, Piotrowic, Ochojca i Panewnik zachowywały wówczas jeszcze wiejski charakter. Od połowy XIX wieku przy kopalniach i hutach zaczęto budować osiedla robotnicze. W Bogucicach kolonie robotnicze powstawały wokół kopalń „Ferdinand” i „Agnes-Amanda”, w Zawodziu wzdłuż ulicy 1 Maja, w Dębie wzdłuż ulicy Chorzowskiej, a w Załężu kolonia przy kopalni „Cleophas” oraz kolonia Hegenscheidta w pobliżu huty „Baildon”. W rejonie kopalni „Oheim” w Załęskiej i Katowickiej Hałdzie powstała m.in. kolonia urzędnicza wzdłuż współczesnej ulicy Mikołowskiej oraz zaprojektowana przez Brunona Tauta kolonia robotnicza. W Giszowcu i Nikiszowcu dla pracowników kopalni „Giesche” powstały dwa osiedla patronackie zaprojektowane przez Georga i Emila Zillmannów z Charlottenburga.
Również poza ówczesnymi Katowicami wznoszone były monumentalne obiekty. W Panewnikach w 1905 roku rozpoczęto budowę dużego zespołu klasztornego wraz z kościołem w stylu neoromanizmu projektu Mansuetusa Fromma OFM, w Zawodziu neoklasycystyczny gmach ratusza gminy Bogucice, a w Załężu neogotycki kościół św. Józefa.
Do zabytków przedwojennej architektury pozostałych części i dzielnic współczesnych Katowic należą:
Bogucice i Zawodzie:

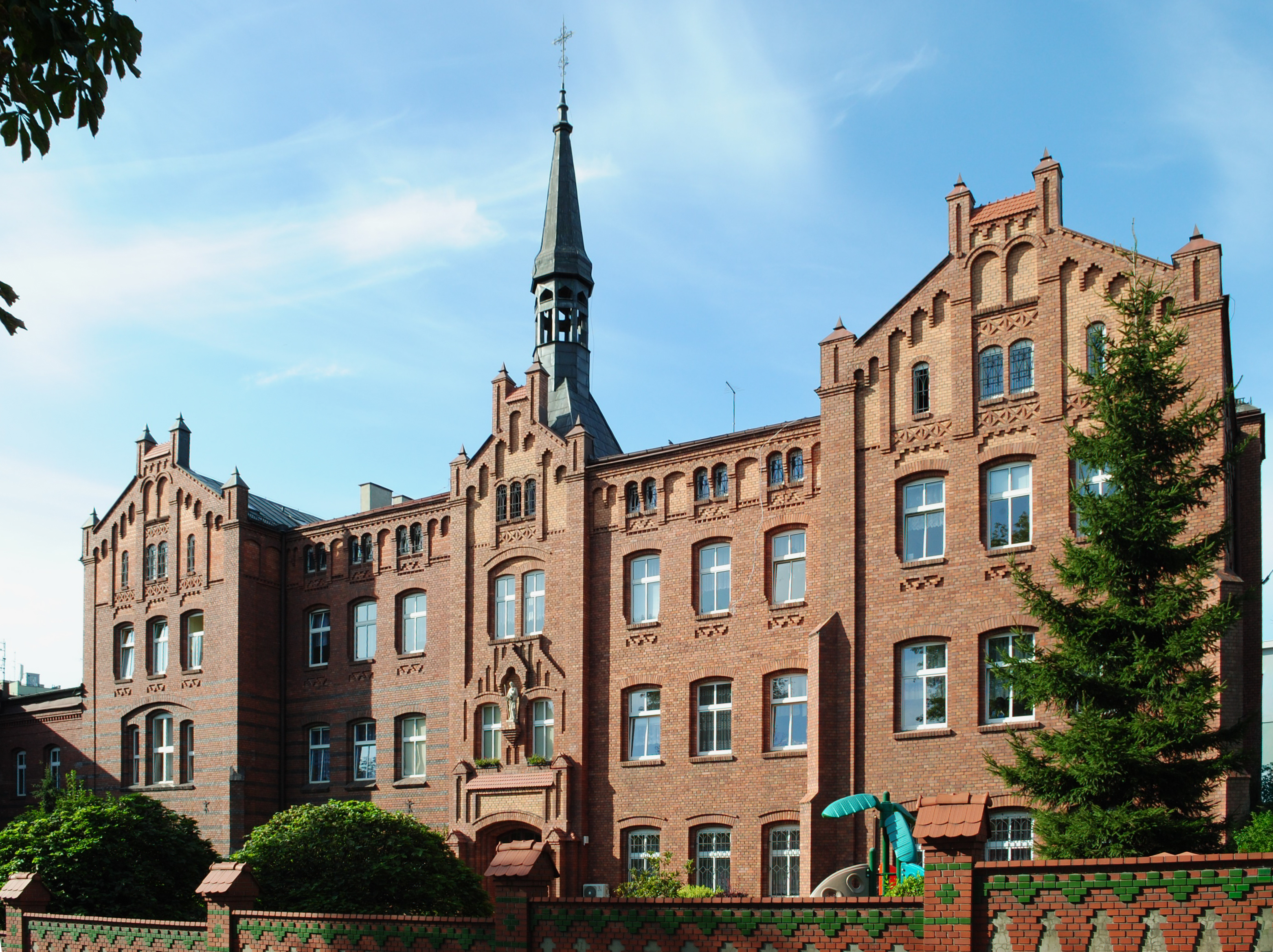
Siedziba Zgromadzenia Sióstr św. Jadwigi (ul. Leopolda 1-3)

- Kamienice mieszkalne i familoki – m.in. wzdłuż ulic 1 Maja, ks. L. Markiefki, Katowickiej i Ludwika; przeważnie z XIX i XX wieku[66],
- Bazylika św. Szczepana (ul. ks. L. Markiefki) – z lat 1892–1894 w stylu neogotyku według projektu Paula Jackischa; jest to obiekt trójnawowy, z chórem zamkniętym trójbocznie i jedną wieżą przy wejściowej fasadzie[34],
- Ratusz gminy Bogucice (ul. 1 Maja 50) – wzniesiony w latach 1911–1912[67] projektu Arnolda Hartmanna; gmach zaprojektowano jako założenie z trzema głównymi skrzydłami; na pierwszym piętrze mieściła się pierwotnie sala zebrań artykułowana parami pilastrów wydzielających półkoliste nisze z odrzwiami[25],
- Siedziba Zgromadzenia Sióstr św. Jadwigi (ul. Leopolda 1-3) – z 1851 i 1931 roku w stylu historyzmu i modernizmu[28],
- Zabudowania kopalni „Katowice” (ul. Kopalniana 6) – z lat 1883–1895 i 1921–1928 w stylu historyzmu i neogotyku; na zespół składają się m.in. siłownia energetyczna, hala sprężarek, maszynownia szybu „Bartosz” i nadszybie z wieżą[28],
- Zespół Konwentu Ojców Bonifratrów i Szpitala Zakonu Bonifratrów (ul. ks. L. Markiefki 85-87) – najstarszy obiekt kompleksu ukończono w 1874, a nowszy w 1903 roku[68]; wybudowany w stylu historyzmu, modernizmu i neogotyku[28]; są to obiekty wzniesione z cegły, ze skromnymi elewacjami, które urozmaicają pasy cegły glazurowanej i centralne ryzality[68].

Brynów:

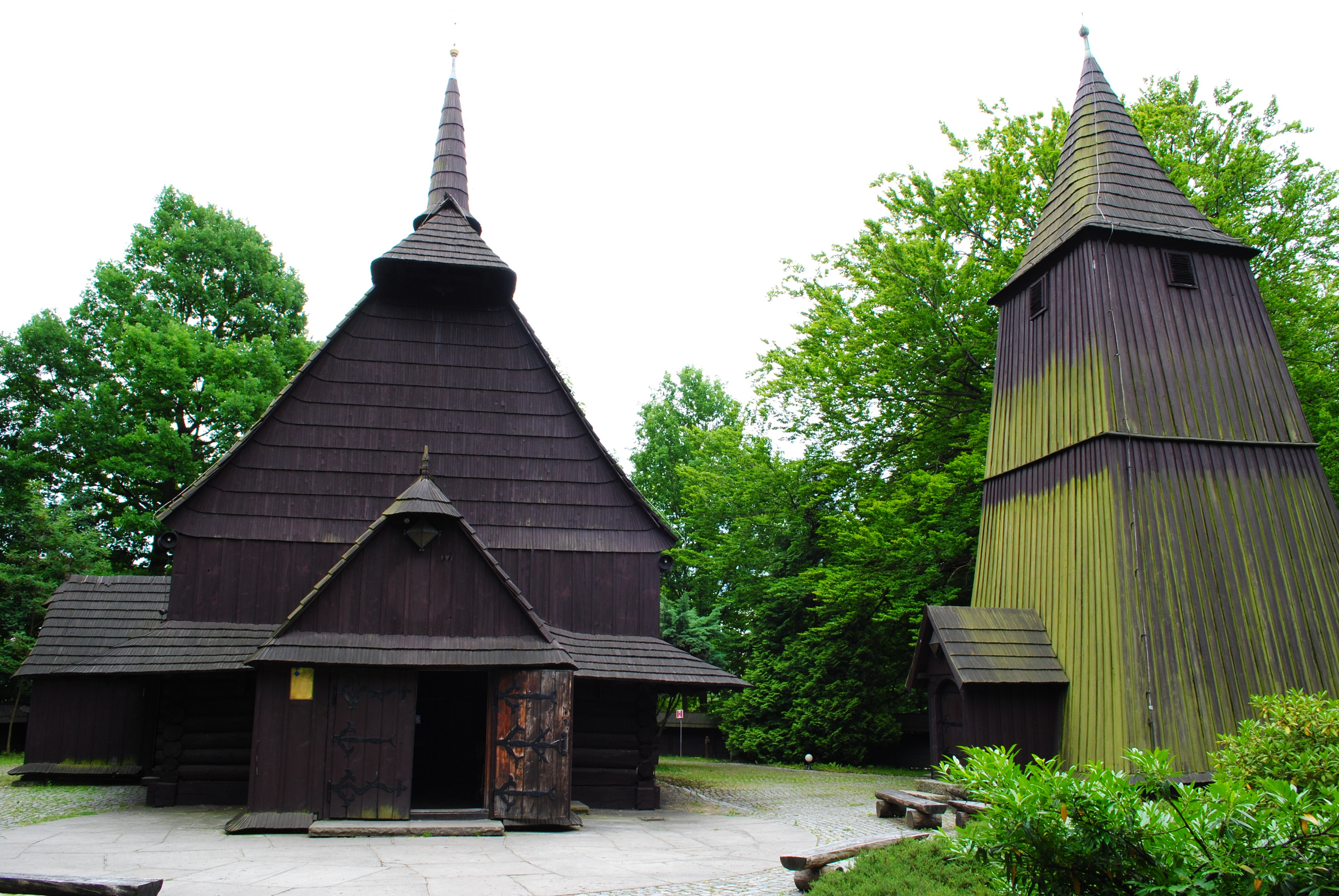
Kościół św. Michała Archanioła w parku T. Kościuszki (2021)

- Kościół św. Michała Archanioła (ul. T. Kościuszki) – z XVI wieku; przeniesiony z Syryni; jest to obiekt drewniany z dzwonnicą wraz z ogrodzeniem[28],
- Park im. Tadeusza Kościuszki (ul. T. Kościuszki) – z początków XX wieku; ochroną konserwatorską objęto układ i zieleń wraz z wieżą spadochronową, pomnikiem, małą architekturą i cmentarzem żołnierzy radzieckich[28],
- Zabudowania kopalni „Wujek” (ul. W. Pola 40) – z lat 1902–1912 w stylu historyzmu ceglanego, w tym m.in. zespół maszynowni szybu „Krakus”, nadszybie z wieżą wyciągową, warsztaty i magazyny oraz budynek dyrekcji i cechowni[69].

Dąbrówka Mała:

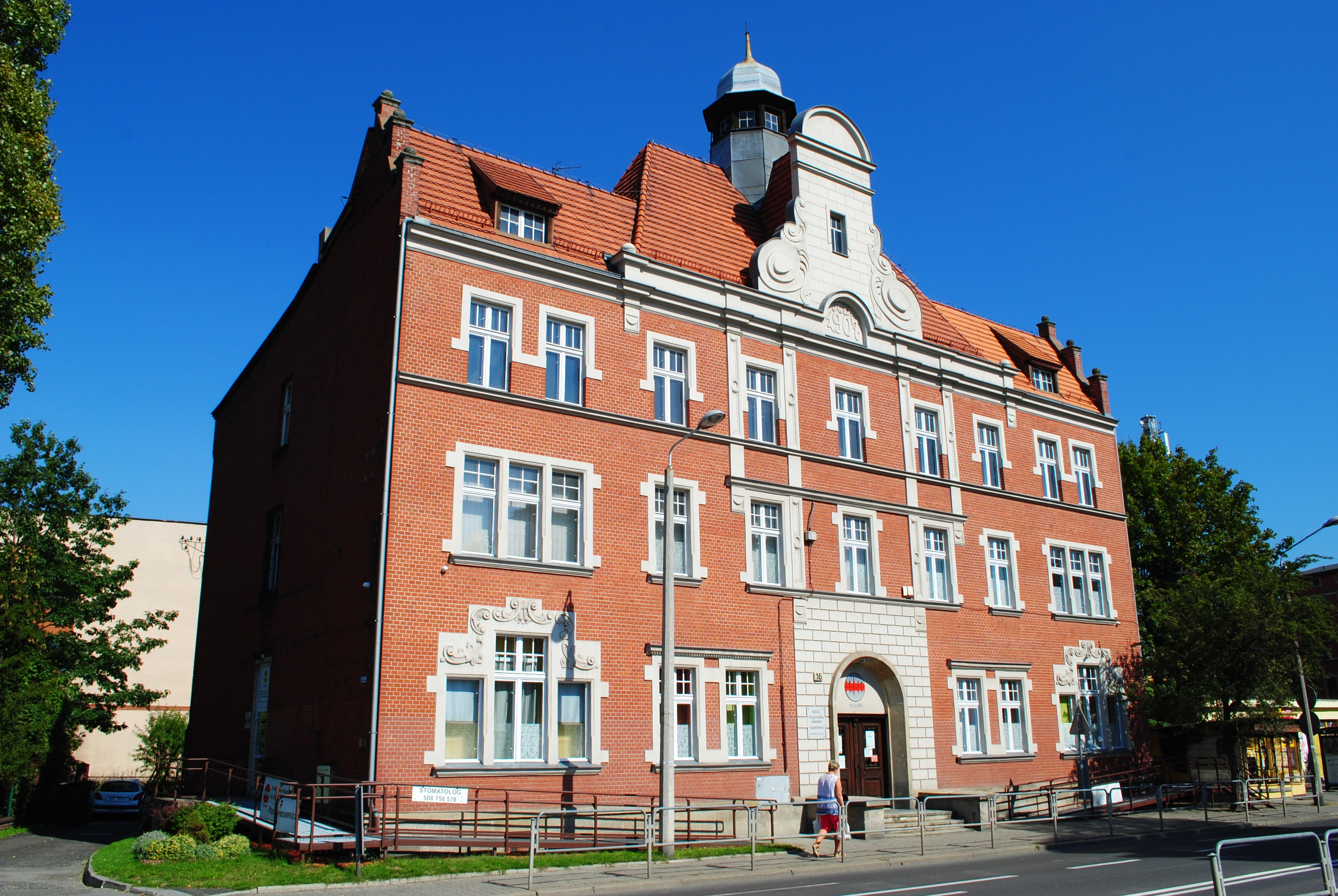
Ratusz gminy Dąbrówka Mała przy ulicy gen. H. Le Ronda 16 (2020)

- Dworzec kolejowy na stacji Katowice Dąbrówka Mała (al. Niepodległości 2) – z lat 90. XIX wieku w stylu historyzmu[70],
- Folwark Tiele-Wincklerów (ul. Żyzna 1-2) – z lat 90. XIX wieku; składa się z budynku mieszkalnego, budynku gospodarczego, otoczenia i alei kasztanowców[26],
- Kamienice mieszkalne oraz familoki – m.in. wzdłuż ulic Strzelców Bytomskich, Pod Młynem, J. Grzegorzka, Siemianowickiej, gen. H. Le Ronda, ul. H. Dobrzańskiego „Hubala” i R. Pitery czy alei Niepodległości; przeważnie z II połowy XIX wieku[66],
- Kościół św. Antoniego z Padwy (al. Niepodległości 4) – z 1912 roku w stylu neobaroku[28] projektu Johannesa Franziskusa Klompa; posiada szeroką nawę główną do której przylegają płytkie absydalne kaplice[34],
- Ratusz gminy Dąbrówka Mała (ul. gen. H. Le Ronda 16) – z 1907 roku w stylu łączącym elementy secesji, modernizmu i eklektyzmu; jest to trójkondygnacyjny obiekt z poddaszem i podpiwniczeniem, posiadający charakterystyczną wieżyczkę z hełmem i masztem oraz portalem z inskrypcją „A.D. 1907”[71],
- Zespół dawnego młyna (ul. Pod Młynem 31) – z przełomu XIX i XX wieku[70].

Dąb:

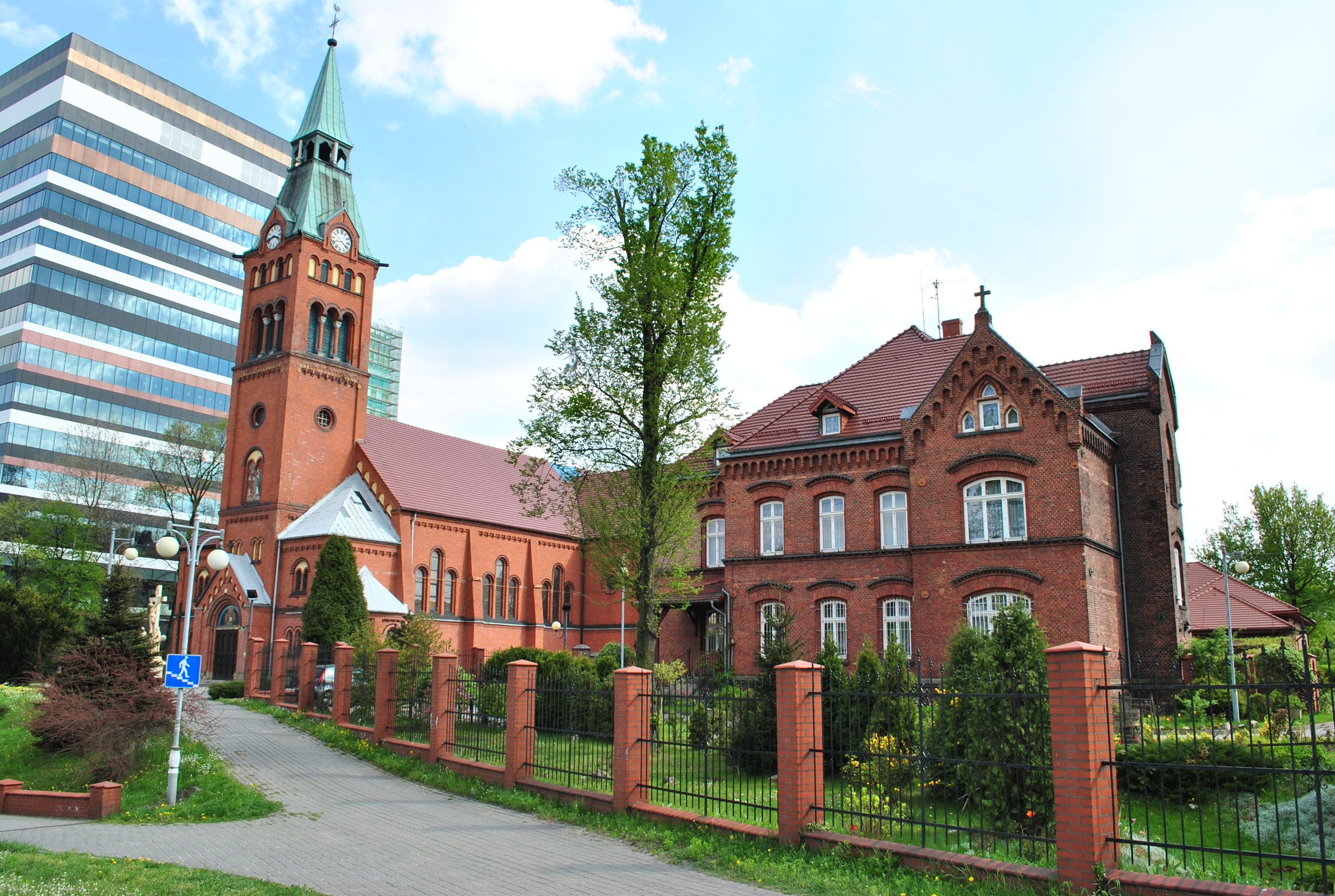
Kościół św. Jana i Pawła (2015)

- Kamienice mieszkalne, familoki i domy mieszkalne – m.in. przy ulicach Dębowej, Krzyżowej i Złotej[66],
- Kościół św. Jana i Pawła (ul. Chorzowska) – z lat 1901–1902 w stylu neoromańskim według projektu Ludwiga Schneidera; jest to obiekt o proporcjonalnej bryle, z transeptem, półkolistą apsydą i z jedną wieżą od strony północnej poprzedzoną kruchtą[72],
- Zabudowania kopalni „Gottwald” (ul. Chorzowska 109) – w stylu historyzmu ceglanego, w tym wieża wyciągowa szybu „Jerzy” z 1906 roku, maszynownia szybu „Jerzy” z 1920 roku (zaadaptowana na kaplicę św. Barbary) oraz budynek dyrekcji i łaźni z lat 1905–1907[73].

Giszowiec:

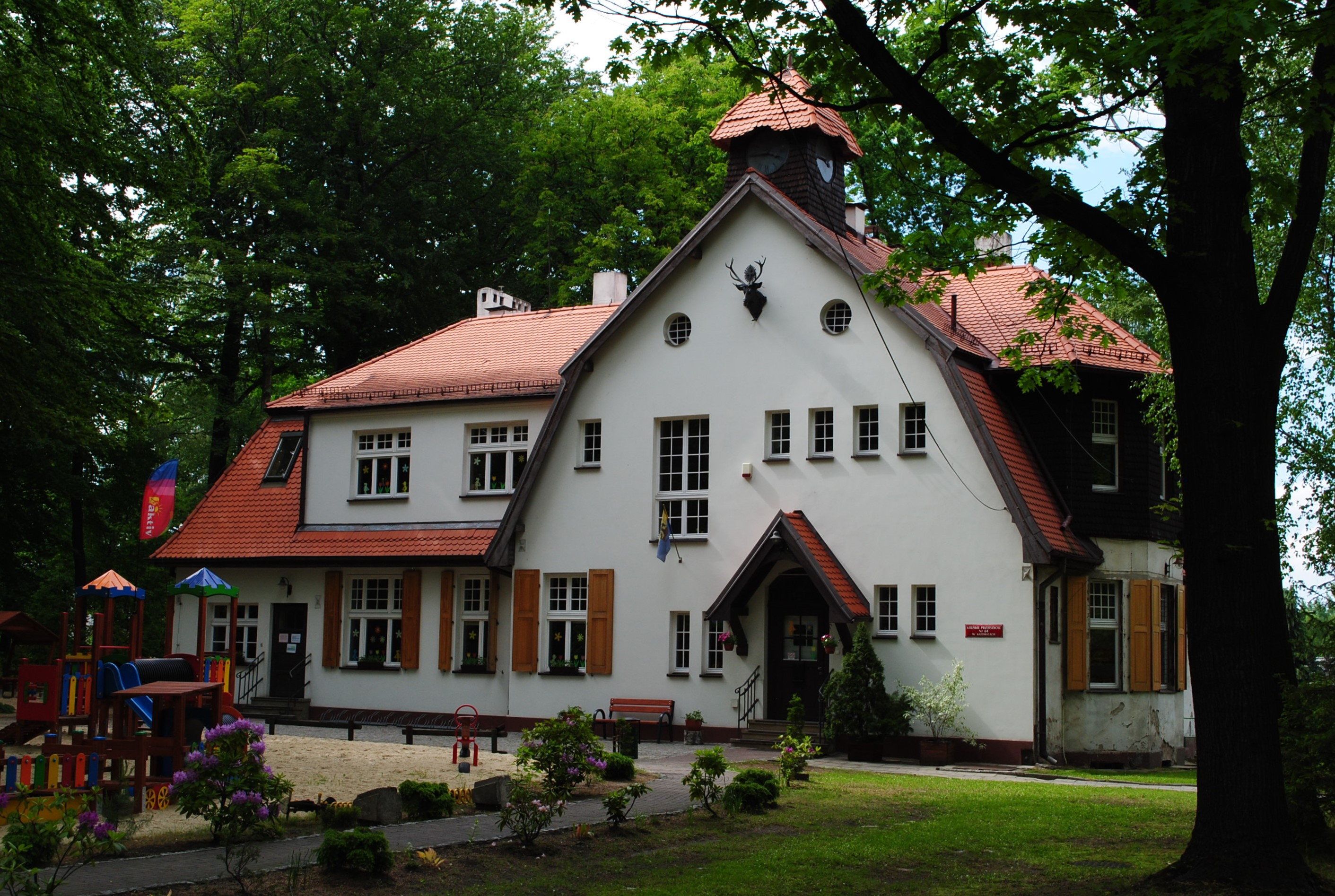
Dom nadleśniczego w Giszowcu

- Osiedle patronackie Giszowiec – wzniesione w latach 1907–1910 z inicjatywy dyrektora kopalni „Giesche” (późniejszy „Wieczorek”) Antona Uthemanna; stanowi koncepcję urbanistyczną miasta-ogrodu, zamkniętą w czworokącie ulic Pszczyńskiej, Górniczego Stanu, Pod Kasztanami i Mysłowickiej, z centralnym placem, przy którym znajdują się obiekty użyteczności publicznej, w tym dom nadleśniczego, gospoda, konsum czy szkoła katolicka[20][74],
- Wieża ciśnień (ul. Pszczyńska) – z lat 1907–1914[75],
- Willa dyrektora kopalni „Giesche” (ul. Pszczyńska 10) – z lat 1907–1910[75].

Janów-Nikiszowiec:

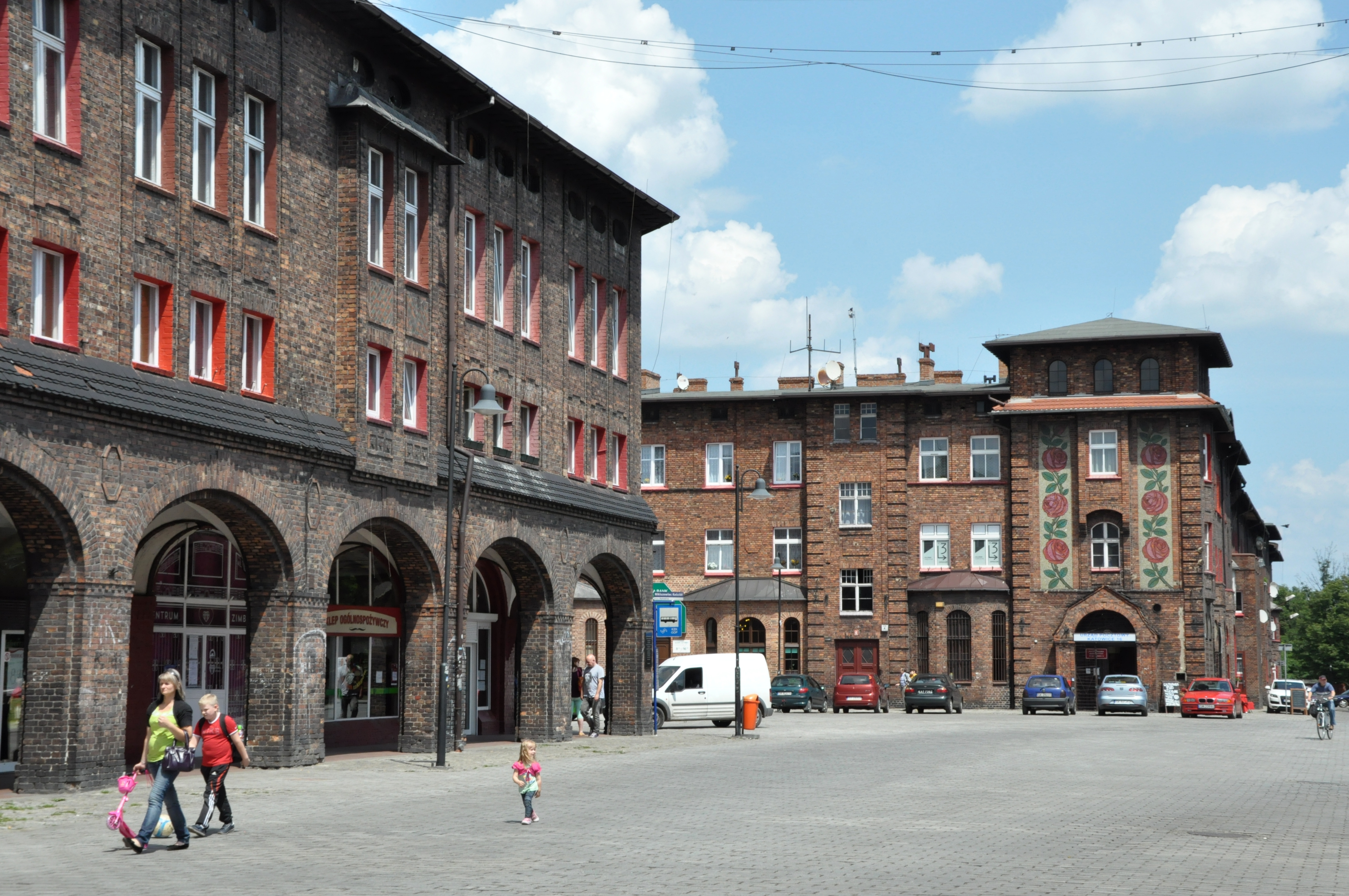
Fragment Nikiszowca (2014)

- Kamienice, familoki i domy mieszkalne w Janowie – m.in. przy ulicach Oswobodzenia, T. Ociepki, Grodowej, Leśnego Potoku i Zamkowej; głównie z przełomu XIX i XX wieku[76],
- Klasycystyczna rzeźba (skwer E. i G. Zillmannów) – z 1835 roku fundacji Aleksandra Mieroszewskiego; pierwotnie przy zameczku Mieroszewskiego[77],
- Osiedle patronackie Nikiszowiec – powstałe w dwóch etapach w latach 1908–1927; składa się z dziewięciu kwartałów domów z czerwonej cegły, połączonych ze sobą charakterystycznymi bramami; zabudowę osiedla uzupełniały obiekty użyteczności publicznej, w tym sklepy, dwie szkoły, szpital, restauracje, posterunek policji z aresztem, łaźnia, magiel i kościół św. Anny; z Giszowcem osiedle to łączyła kolejka zwana potocznie „Balkanem”[78],
- Zabudowa kopalni „Wieczorek” – szyby „Pułaski” i „Poniatowski” (ul. Szopienicka) – na zespół szybu „Pułaski” składają się m.in. nadszybie z wieżą wyciągową, sortowania, maszynownia, warsztaty mechaniczne, stolarnia, łaźnia z cechownią i przetwornice[74]; na zespół szybu „Poniatowski” składają się natomiast m.in. warsztat z 1908 roku w stylu historyzmu i zespół maszynowni z 1908 roku także w stylu historyzmu[79].

Kostuchna:
- Kolonia robotnicza Boże Dary (rejon ulicy T. Boya-Żeleńskiego) – z początków XX wieku, w tym m.in. dom noclegowy[76],
- Zabudowa – m.in. wzdłuż ulic T. Boya-Żeleńskiego, Szarych Szeregów i Armii Krajowej[80],
- Zespół zabudowy kopalni „Boże Dary” (ul. T. Boya-Żeleńskiego) – z początków XX wieku, w stylach historyzmu i neogotyku; tworzą go m.in. budynek dyrekcji, kotłownie, biura i warsztaty szybowe, rozdzielnia, turbinownia oraz budynek biurowy i cechownia[81].

Ligota-Panewniki:

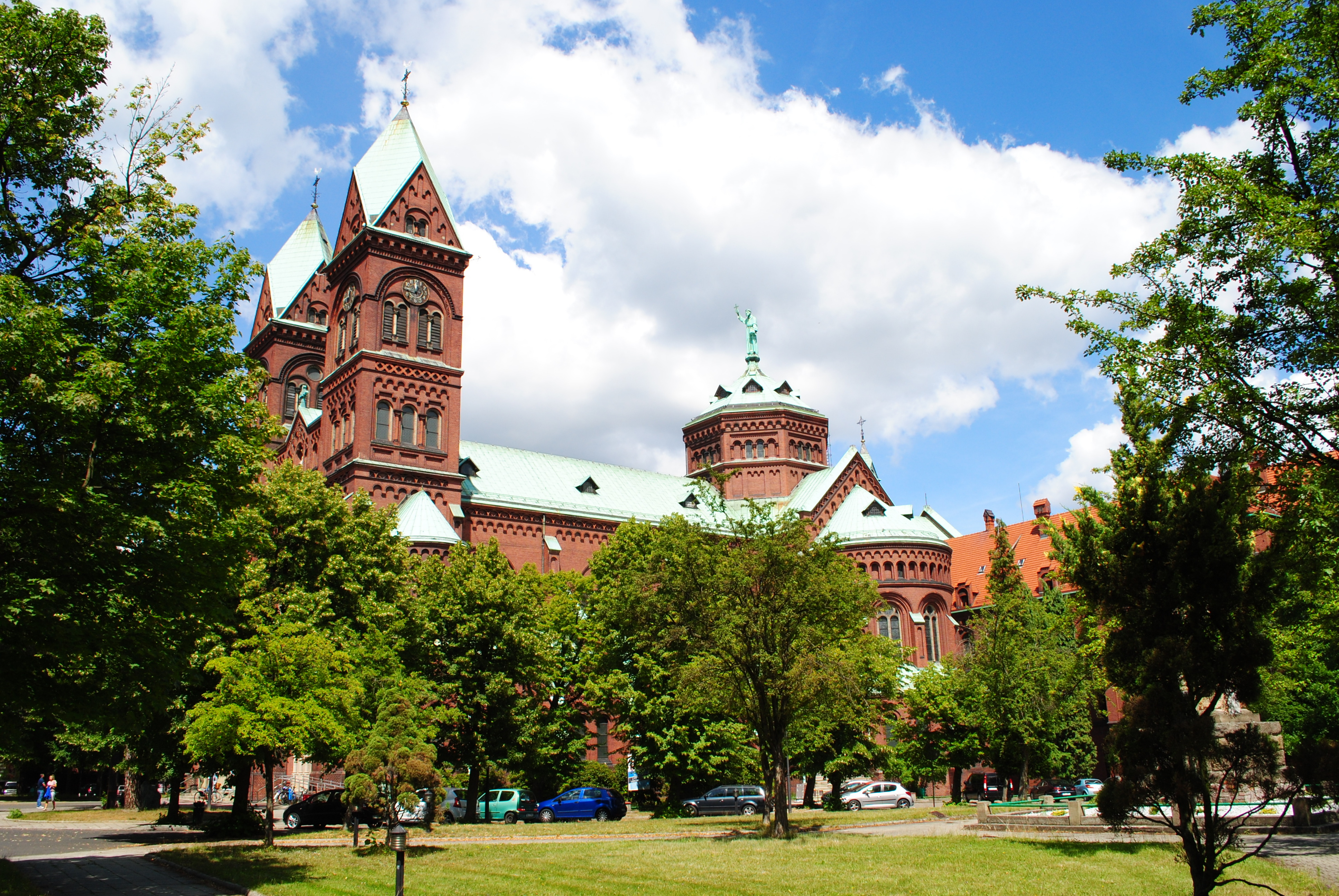
Panewnicka bazylika od strony placu Klasztornego (2022)

- Kamienice i domy mieszkalne – m.in. wzdłuż ulic Panewnickiej, Piotrowickiej, Ligockiej, Franciszkańskiej i Kijowskiej,
- Kompleks klasztorny z bazyliką i kalwarią (ul. Panewnicka 76) – kompleks budynków w stylu neoromańskim, powstały w latach 1905–1908 według projektu Mansuetusa Fromma OFM[72]; sama świątynia wzniesiona jest na planie krzyża łacińskiego i posiada charakterystyczną rozetę przy wejściu oraz spiżową figurę św. Franciszka z Asyżu na kopule[82],
- Ratusz gminy Ligota (ul. Piotrowicka 83) – z I ćwierćwiecza XX wieku w stylu modernizmu[83].

Murcki:
- Willa książąt pszczyńskich (ul. Bielska 1) – z około 1905 roku[79],
- Zespół zabudowy osiedla Murcki (m.in. ulice Bielska, J. Samsonowicza, K.K. Baczyńskiego i Wolności oraz plac J. Kasprowicza) – głównie z początków XX wieku w stylu modernizmu, w tym m.in. konsum[79].

Piotrowice-Ochojec:
- Historyczna zabudowa Piotrowic i Ochojca – głównie z początków XX wieku[76]; w rejonie m.in. ulic Armii Krajowej, gen. Z. Waltera-Jankego, B. Prusa, ks. S. Wilczewskiego i Wojska Polskiego[84].

Podlesie i Zarzecze:
- XIX-wieczna wiejska zabudowa – rejon m.in. ulic Armii Krajowej, gen. S. Grota-Roweckiego i Uniczowskiej[80],
- Most nad Mleczną (ul. Zaopusta)[26].

Szopienice-Burowiec:

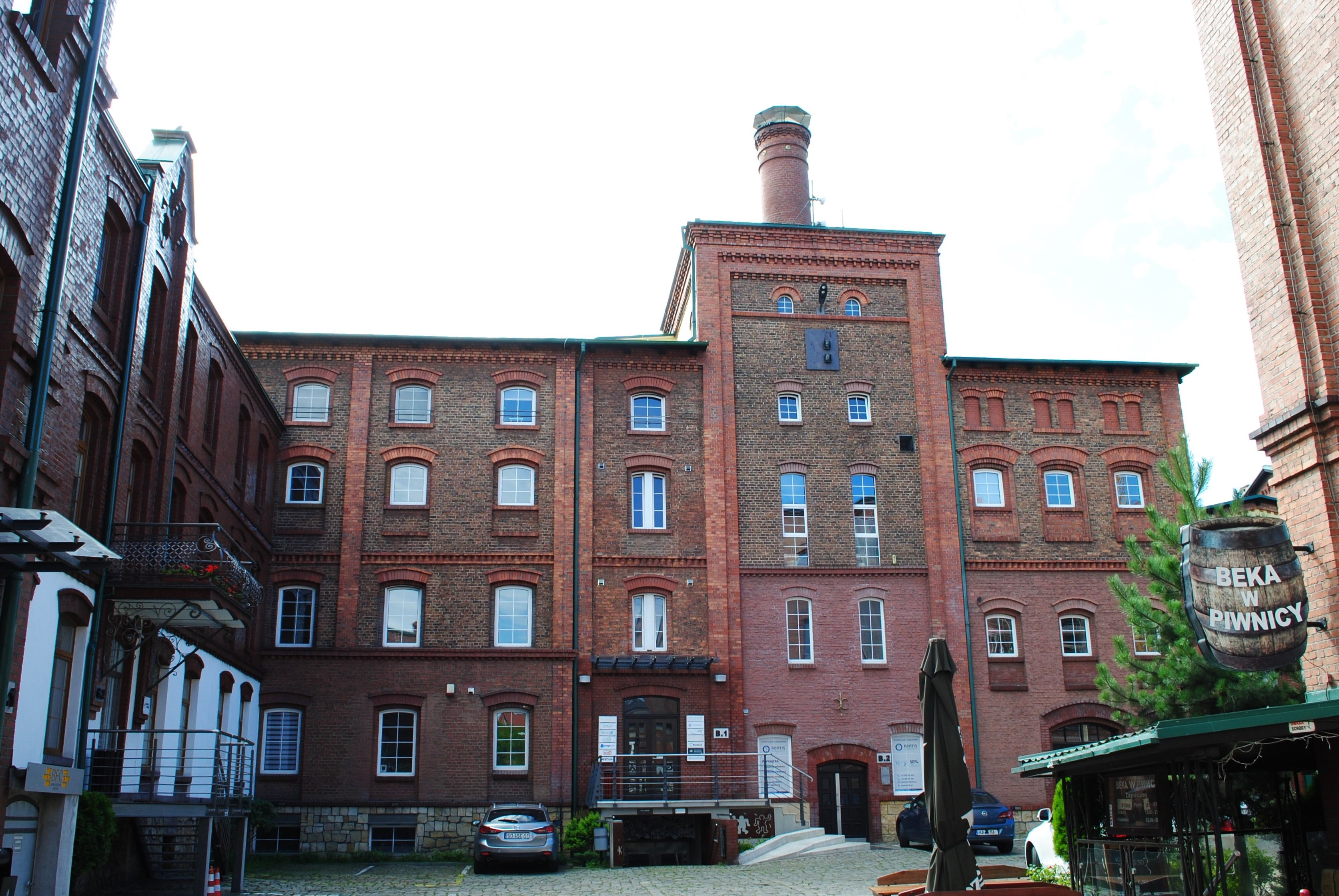
Zabudowa browaru Mokrskich (ul. ks. bp. H. Bednorza 8)

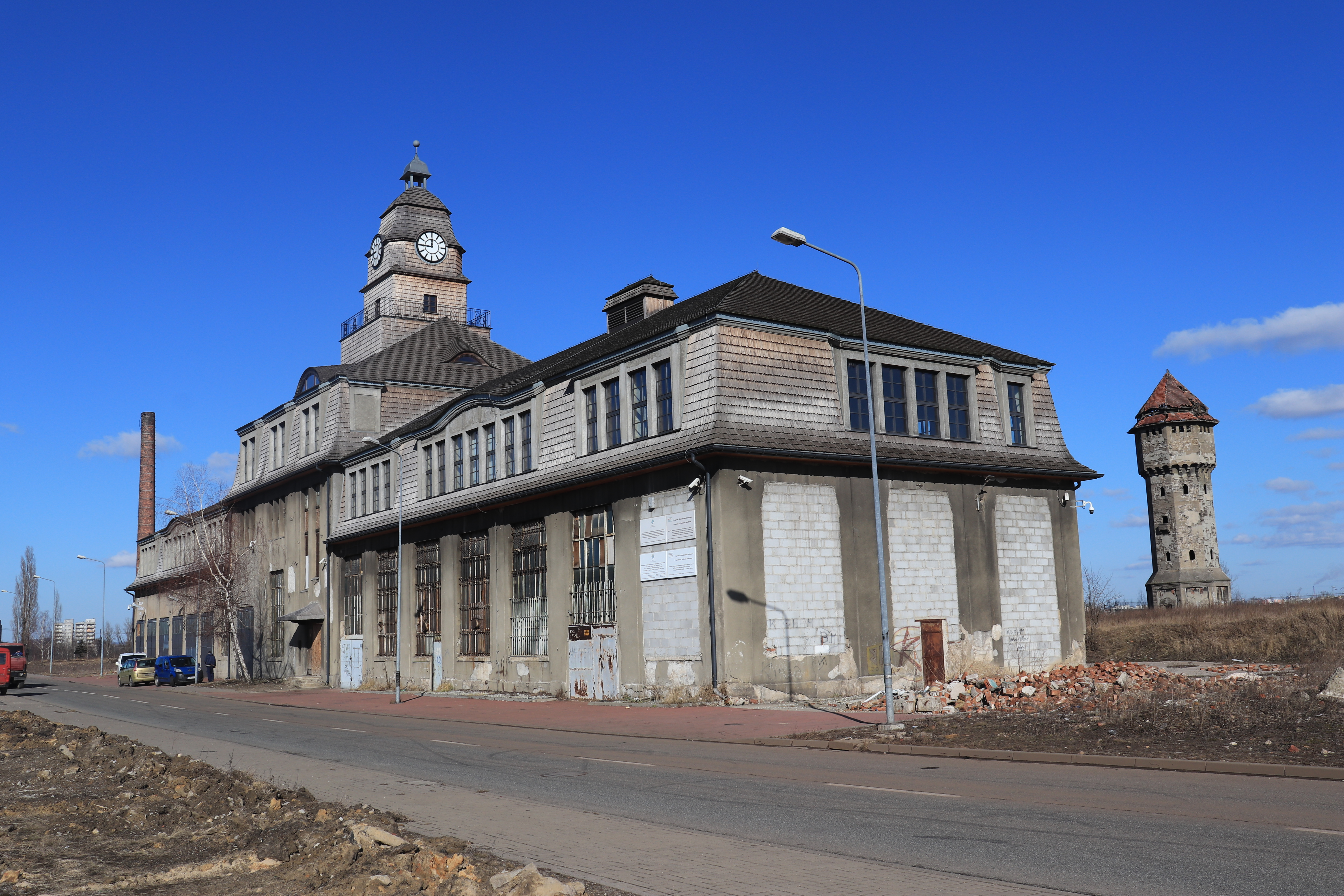
Zachowane obiekty Huty Metali Nieżelaznych „Szopienice” (2019)

- Familoki huty „Wilhelmina”, tzw. Helgoland (ul. Lwowska 15-28) – z lat 90. XIX wieku w stylu historyzmu ceglanego[85],
- Gmach VI Liceum Ogólnokształcącego (ul. Lwowska 2) – z ok. 1905 roku w stylu neogotyku[28],
- Kamienice i familoki – głównie w rejonie ulic J. Kantorówny, ks. bp. H. Bednorza, Obrońców Westerplatte, Wiosny Ludów, Lwowskiej, Krakowskiej, 11 Listopada i Morawa czy przy placu Powstańców Śląskich; przeważnie z przełomu XIX i XX wieku, a także z początków XX wieku[86],
- Kościół św. Jadwigi Śląskiej (pl. Powstańców Śląskich) – z lat 1885–1887 w stylu neogotyku[26],
- Kościół Zbawiciela (ul. ks. bp. H. Bednorza) – wzniesiony w latach 1899–1901 roku w stylu neogotyku prawdopodobnie według projektu Gustava Wernickego; jest to obiekt murowany z cegły, posiadający jednonawowy prostokątny korpus z wieżą; od strony północnej do kościoła przylega trójboczne prezbiterium[87],
- Pałacyk Prittwitz (ul. Krakowska 81-83) – z lat 70. XIX wieku (bądź z około 1880 roku[88]) w stylu arkadowym[85]; jest to dwukondygnacyjny obiekt wzniesiony na planie litery „U”; posiada boniowania, fryzy oraz okna zamknięte łukowo, a fasadę wieńczy ozdobny gzyms[89],
- Szkoła z budynkiem mieszkalnym (ul. Wiosny Ludów 22) – z 1898 roku w stylu historyzmu i neogotyku[90],
- Wieża wodna (ul. J. Korczaka) – z 1912 roku w stylu secesji[28] według projektu Emila i Georga Zillmannów[91],
- Willa Jacobsena (ul. ks. bp. H. Bednorza 60) – z początków XX wieku w stylu historyzmu i modernizmu[28],
- Zabudowa browaru braci Mokrskich (ul. ks. bp. H. Bednorza 8) – z lat 1885–1905 (rozpoczęcie budowy w 1880 roku[25]) w stylu historyzmu; na zespół składa się teren wraz z obiektami, takimi jak restauracja, maszynownia i kotłownia, budynek mieszkalny i remiza, stajnia i bednarnia, szalet i altanka, warzelnia, piwnice, chłodnia, słodownia czy portiernia[28],
- Zabudowa Huty Metali Nieżelaznych „Szopienice” (ul. ks. mjr. K. Woźniaka) – z lat 1910–1913; na zespół składa się cechownia w stylu historyzmu i neobaroku, wieża wodna w stylu historyzmu i portiernia[26].

Wełnowiec-Józefowiec:

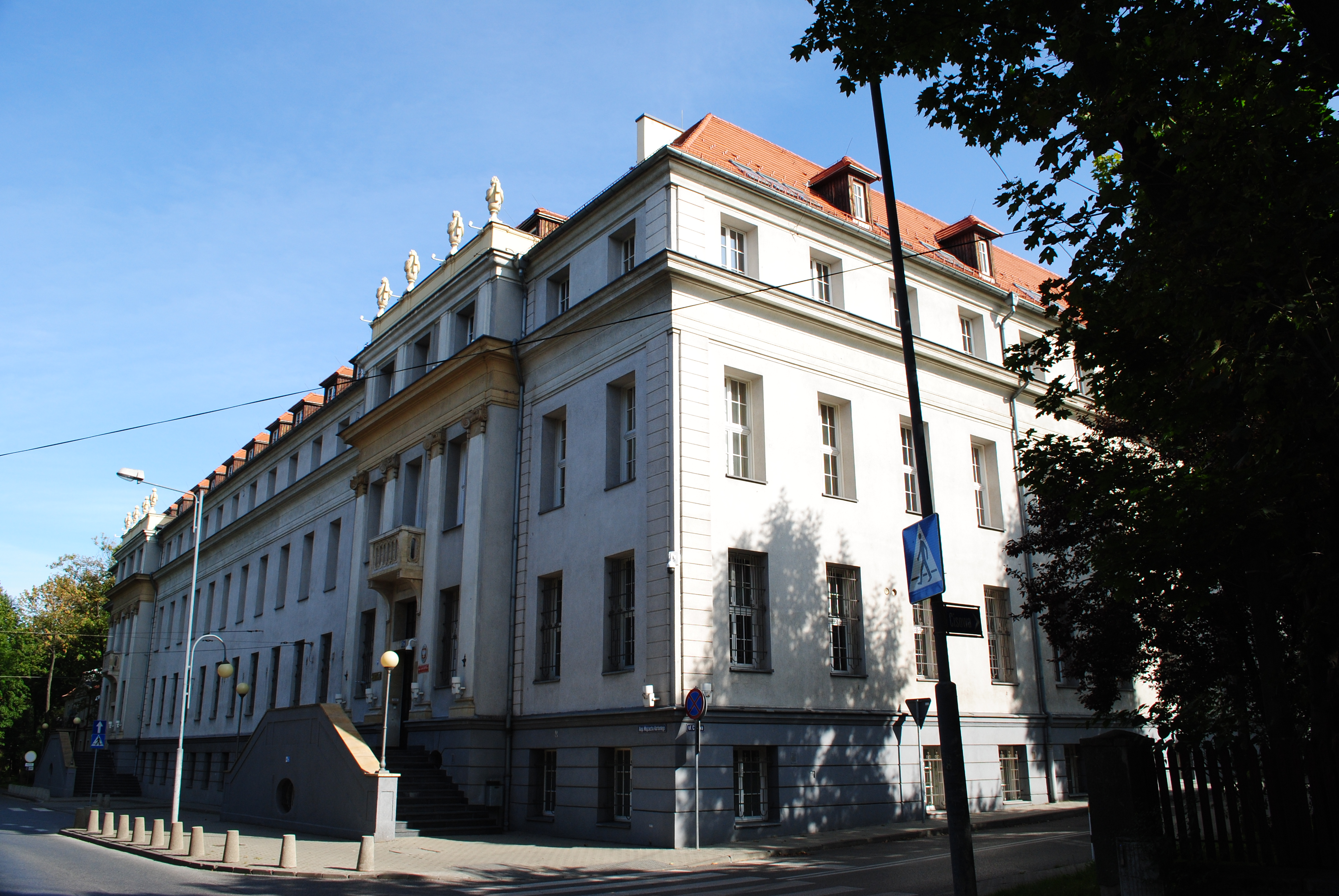
Gmach Sądu Apelacyjnego (al. W. Korfantego 117-119)

- Gmach Sądu Apelacyjnego (al. W. Korfantego 117-119) – z 1906 roku w stylu neoklasycyzmu z elementami wczesnego modernizmu; jest to obiekt trójkondygnacyjny z poddaszem użytkowym, zwieńczony dwuspadowym dachem; na fasadzie znajdują się dwa ryzality z wejściami głównymi, w których są cztery lizeny imitujące kolumny zwieńczone attyką z imitacją pucharów[92],
- Zabudowa mieszkaniowa kolonii Fryderyka (al. W. Korfantego 147-189)[93],
- Zabudowa – m.in. wzdłuż ulic Józefowskiej, Bytkowskiej, Nowy Świat, Modelarskiej, Rysia, Bytomskiej, Agnieszki, ks. P. Ściegiennego, Słonecznej czy Gnieźnieńskiej; są to obiekty zróżnicowane stylowo głównie z przełomu XIX i XX wieku[66],
- Zabudowa szybu „Alfred” i kolonii Alfred – (pl. Alfreda 1-12; al. W. Korfantego 182 i 184) – m.in. z lat 1881–1890 i 1910 w stylu historyzmu i modernizmu; tworzą ją m.in. lokomotywownia, warsztaty, kotłownia, maszynownia, nadszybie, łaźnia, cechowania, kuźnia i stajnia[28].

Załęże i Osiedle Witosa:

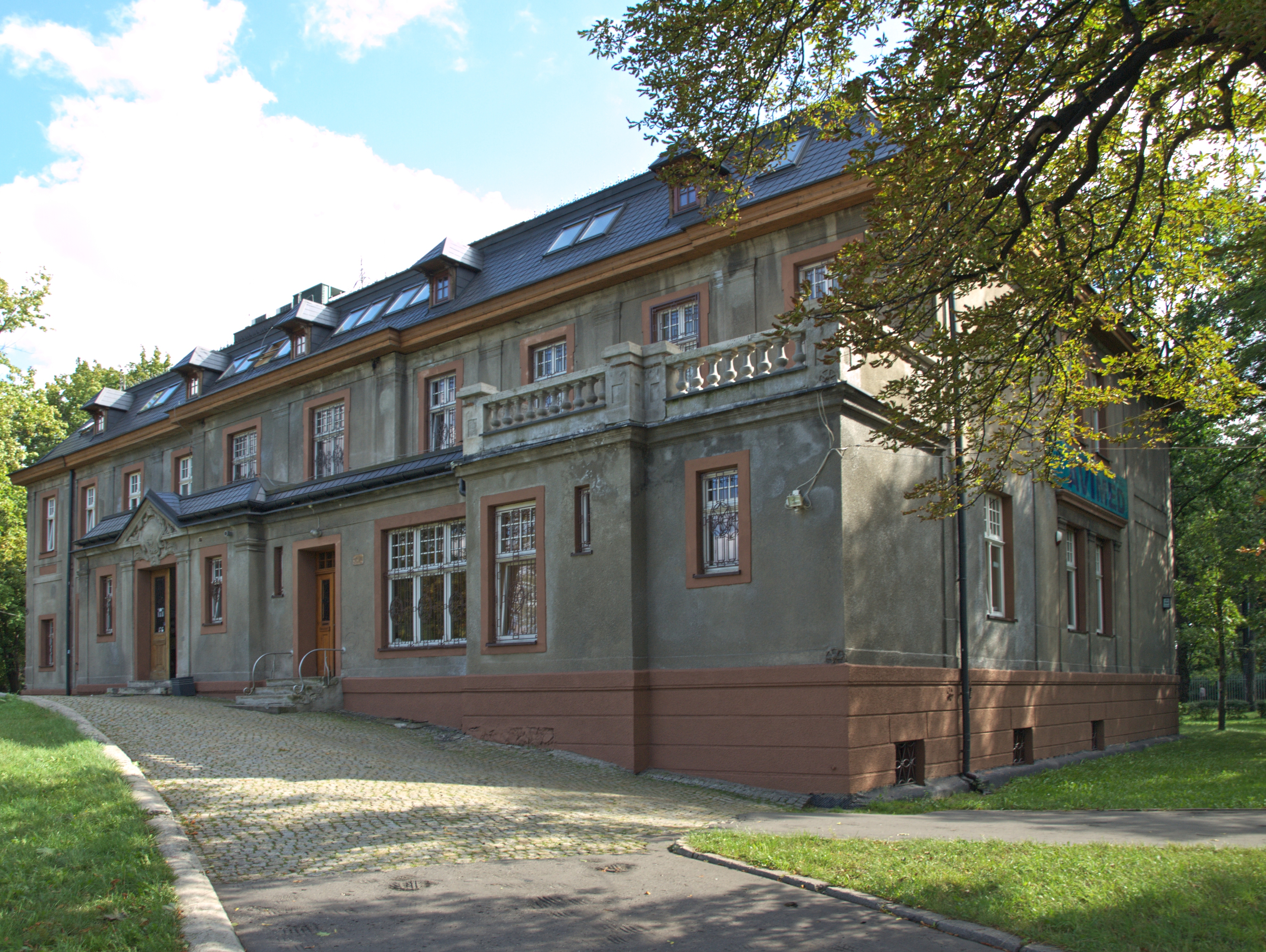
Załęski pałac (ul. Gliwicka 159)

- Kamienice i familoki – m.in. wzdłuż ulic Gliwickiej, W. Janasa i P. Pośpiecha; głównie z przełomu XIX i XX wieku[66],
- Kolonia robotnicza kopalni „Kleofas”, w tym m.in. dom pracowniczy – w rejonie m.in. ulic F. Bocheńskiego, Lisa i Wiśniowej; z początków XX wieku w stylu historyzmu[66],
- Kościół św. Józefa (ul. Gliwicka) – z lat 1898–1900 projektu Ludwiga Schneidera[41]; ma formę bazyliki trójnawowej z nawami bocznymi krytymi poprzecznymi dachami dwuspadowymi[72][28]; posiada wieżę z sygnaturką i zegarami usytuowaną na skrzyżowaniu transeptu z nawą główną[94],
- Pałac (ul. Gliwicka 159) – z lat 1886–1887 w stylu klasycyzmu według projektu nieznanego autora; był fragmentem założenia folwarcznego z dworem; obiekt posiada dwie kondygnacje z podpiwniczeniem i poddaszem, ze zdobieniami elewacji; wewnątrz znajduje się drewniana, bogato zdobiona klatka schodowa[95]
- Zabudowa kopalni „Kleofas” (ul. Obroki; ul. F. Bocheńskiego) – z końca XIX wieku w stylu historyzmu, tworzy ją m.in. nadszybie i pompownia szybu „Fortuna III”, kotłownia i elektrownia[96] czy nadszybie szybu „Wschodniego II” z 1913 roku[97].

Obiekty nieistniejące:
- Budynek plebanii ewangelicko-augsburskiej w Katowicach-Szopienicach (ul. ks. bp. H. Bednorza 20) – z 1901 roku w stylu historyzmu i modernizmu[70]; zniszczony w styczniu 2023 roku[98],
- Dworek myśliwski Mieroszewskich w Janowie (ul. Nad Stawem 3a) – z połowy XIX wieku, wraz ze starodrzewem[77]; rozebrany w październiku 2021 roku[99].

## Architektura okresu międzywojennego (1922–1939)

### Śródmieście Katowic

Mapa międzywojennej architektury modernizmu w Śródmieściu Katowic

Katowice w momencie przyłączenia miasta do Polski w 1922 roku stanowiły w pełni ukształtowany organizm miejski z wyraźnie zarysowanym układem urbanistycznym i własnym obliczem architektonicznym. Miasto stało się siedzibą autonomicznego województwa śląskiego, a Urząd Wojewódzki Śląski był w latach międzywojennych największym inwestorem w regionie. Znaczne zaangażowanie władz wojewódzkich w inwestycje budowalne na terenie miasta wymagały warunki zastane w Katowicach przez polską administrację, gdyż miasto nie było wówczas przygotowane do objęcia nowych funkcji.
Biura Urzędu Wojewódzkiego początkowo mieściły się w gmachu Szkoły Rzemiosł Budowalnych przy ulicy Wojewódzkiej. W 1923 roku rozpisano konkurs na nową siedzibę Urzędu oraz Sejmu Śląskiego przy ulicy Jagiellońskiej, w którym zwyciężyła propozycja krakowskich architektów: Kazimierza Wyczyńskiego, Stefana Żeleńskiego i Piotra Jurkiewicza. Jego poświęcenie z udziałem prezydenta Polski Ignacego Mościckiego odbyło się 5 maja 1929 roku. Gmach ten w latach międzywojennych był największym tego typu budynkiem w Polsce.

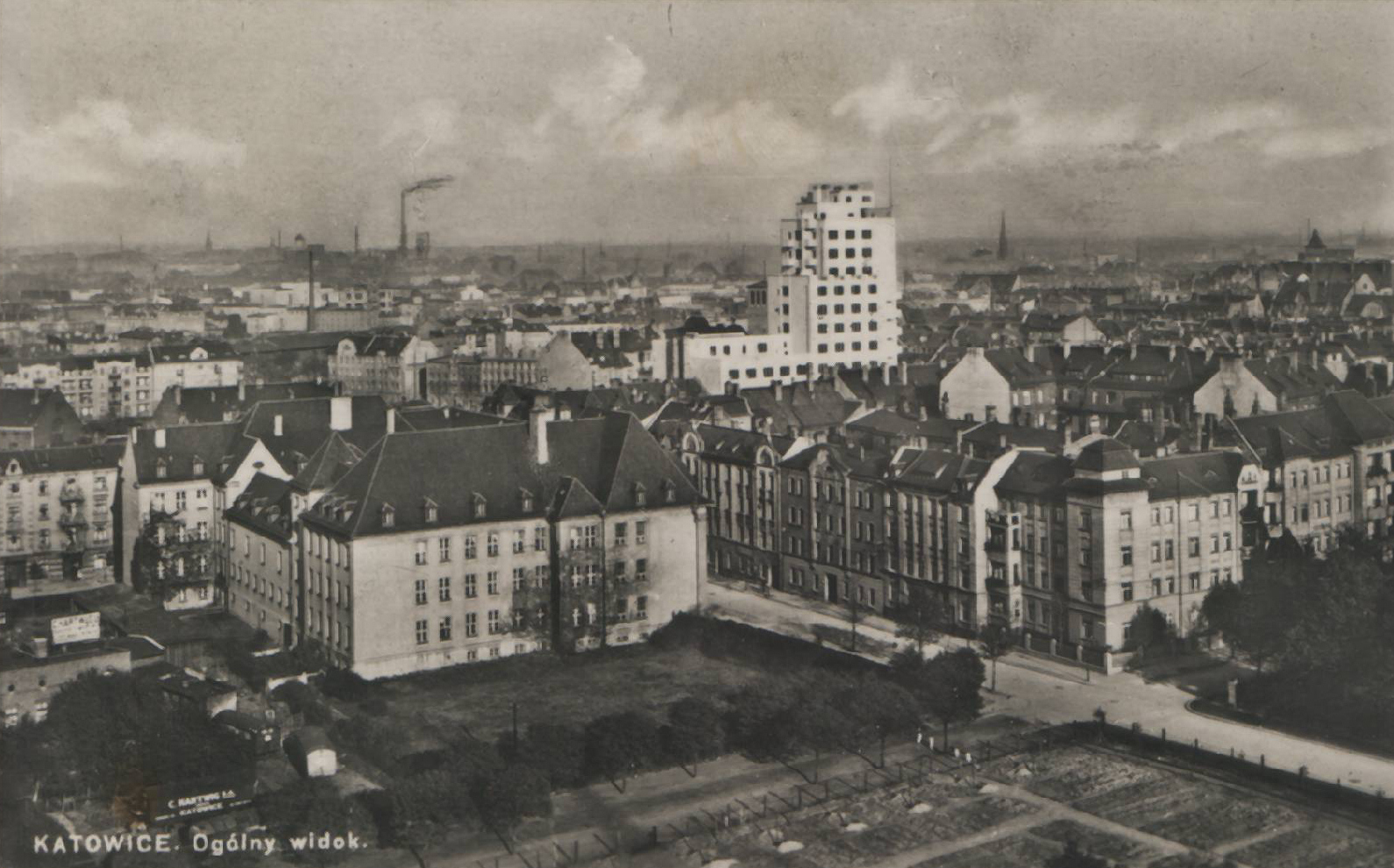
Panorama południowego Śródmieścia Katowic; pośrodku widoczny gmach Urzędu Skarbowego

W sąsiedztwie gmachu Sejmu Śląskiego wzniesiono także inne monumentalne budynki. W 1930 roku ukończono budowę gmachu Syndykatu Polskich Hut Żelaznych, w latach 1935–1936 wybudowano gmach Urzędów Niezespolonych, a w 1936 roku rozpoczęto budowę siedziby Muzeum Śląskiego. Latem 1939 roku budynek ten był gotowy w stanie surowym, lecz w czasie II wojny światowej został on przez Niemców rozebrany. Dla Magistratu i Rady Miejskiej Katowic na przełomie lat 20. i 30. XX wieku wzniesiono gmach przy ulicy Młyńskiej 4. Powstało także kilka nowych obiektów sakralnych, w tym katedra Chrystusa Króla, której budowę rozpoczęto w 1927 roku, a przy ulicy M. Skłodowskiej-Curie na przełomie lat 20. i 30. XX wieku wzniesiono kościół garnizonowy.
Katowice wówczas otrzymały nową orientację przestrzenną, a rozwój miasta poszedł w kierunku południowym. Pierwsze plany urbanistyczne opracowano w 1924 i 1930 roku. W 1935 roku został rozpisany konkurs na urbanistyczną regulację i przebudowę miasta, a do realizacji wybrano projekt Władysława Czarneckiego i Mariana Spychalskiego, który zakładał zagęszczenie zabudowy i promowanie budownictwa wysokiego – wieżowców, a potrzeba zagęszczenia miasta była tym pilniejsza, że następował znaczący wzrost liczby jego mieszkańców. Pierwszym z tego typu budynków był wzniesiony przy ulicy Wojewódzkiej budynek dla nauczycieli Śląskich Technicznych Zakładów Naukowych. Przy ulicy Żwirki i Wigury wzniesiono gmach Urzędu Skarbowego, a przy jego budowie po raz pierwszy w Polsce użyto szkieletowej konstrukcji stalowej projektu Stefana Bryły. Oprócz gmachów administracyjnych czy sakralnych w południowej miasta powstawały także nowe kompleksy mieszkalne o wysokim standardzie. Zabudowa taka powstawała m.in. w rejonie ulic: Francuskiej, Jagiellońskiej, H. Jordana, J. Kilińskiego, J. Poniatowskiego, PCK, J. Rymera, Podchorążych czy M. Kopernika.
Już w pierwszych latach okresu międzywojnia w Katowicach uformowało się znaczące środowisko architektów. W 1925 roku z inicjatywy Tadeusza Michejdy powołano Związek Architektów na Śląsku. Do miasta zaczęli przybywać architekci – absolwenci politechnik lwowskich i warszawskich. Znaczącymi katowickimi architektami lat międzywojennych byli m.in.: Karol Schayer, Eustachy Chmielewski, Zbigniew Rzepecki, Witold Kłębkowski, Tadeusz Łobos, Leon Dietz d’Arma, Romuald Pieńkowski czy Jan Graefe.

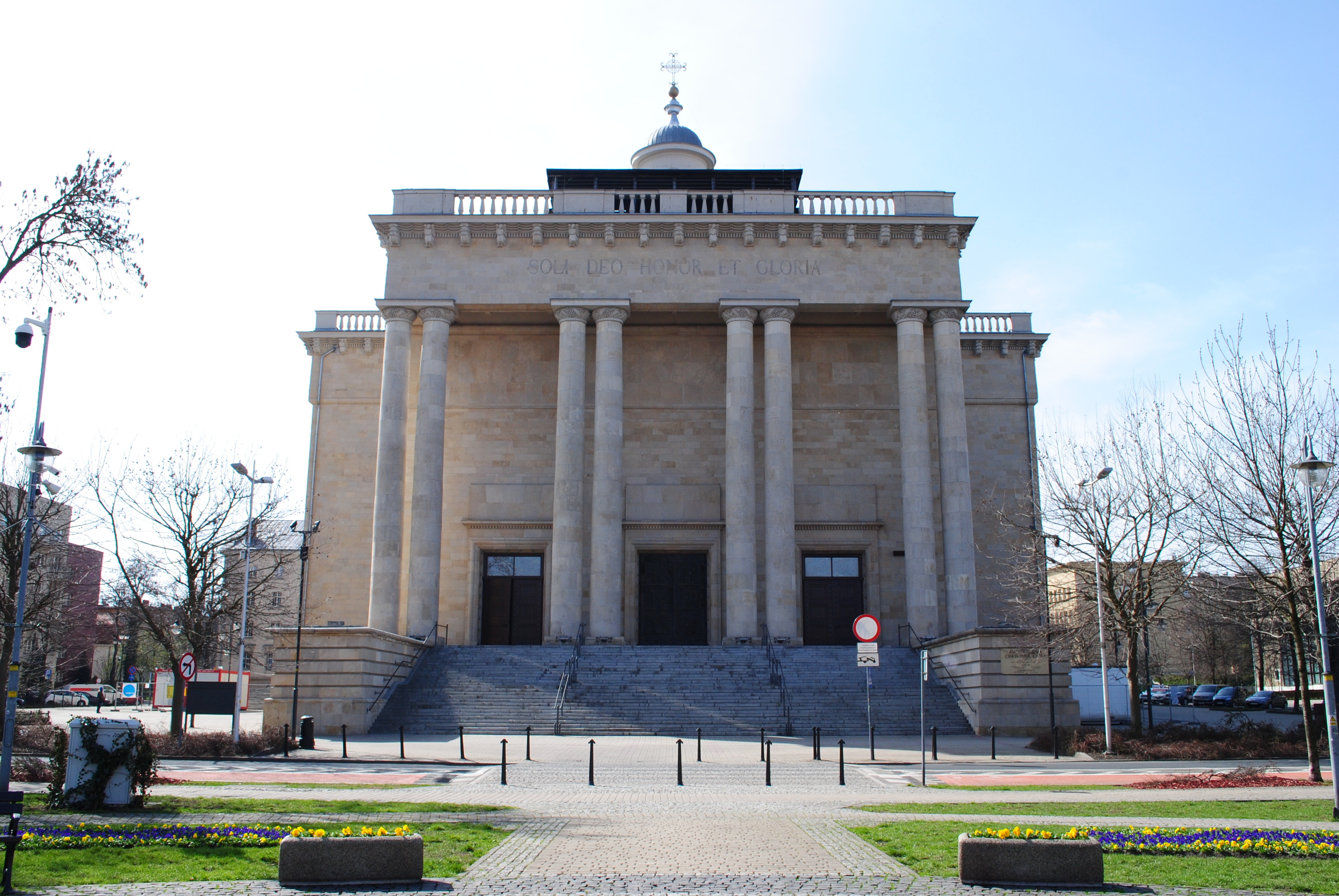
Archikatedra Chrystusa Króla w 2021 roku, przed budową tympanonu

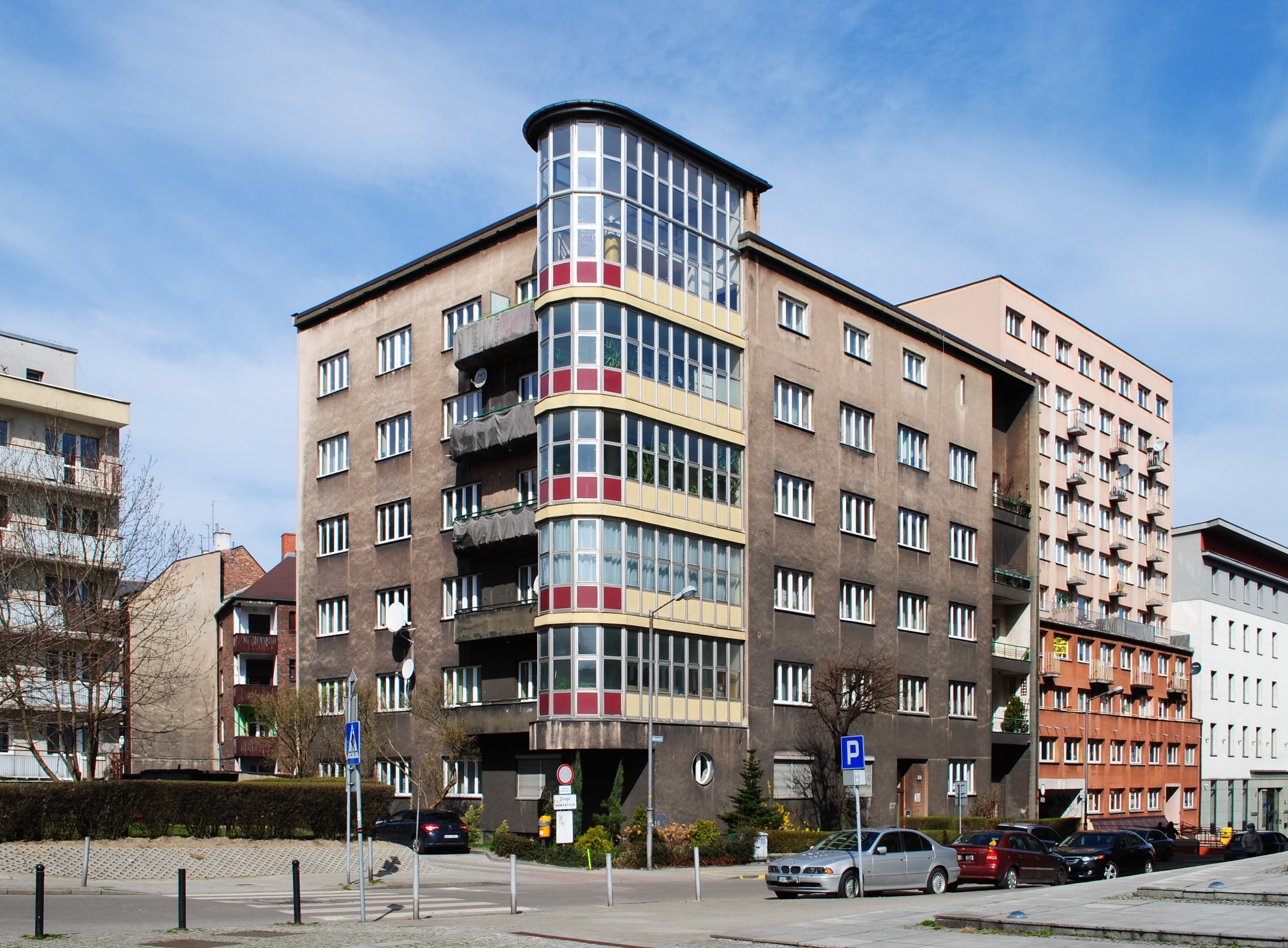
Dom Felixów (ul. Podchorążych 3)

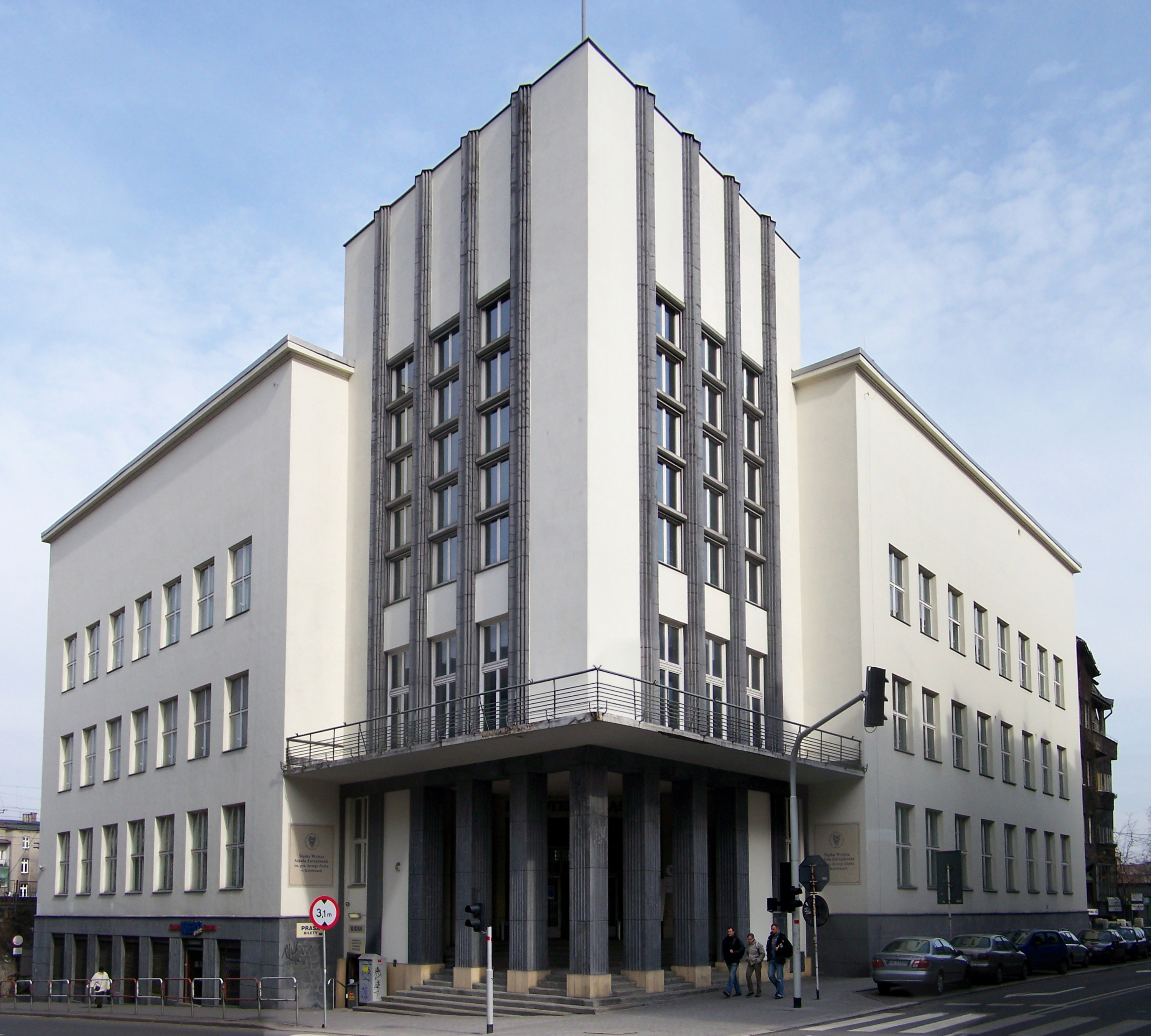
Dom Oświatowy przy ulicy Francuskiej 12 w 2007 roku

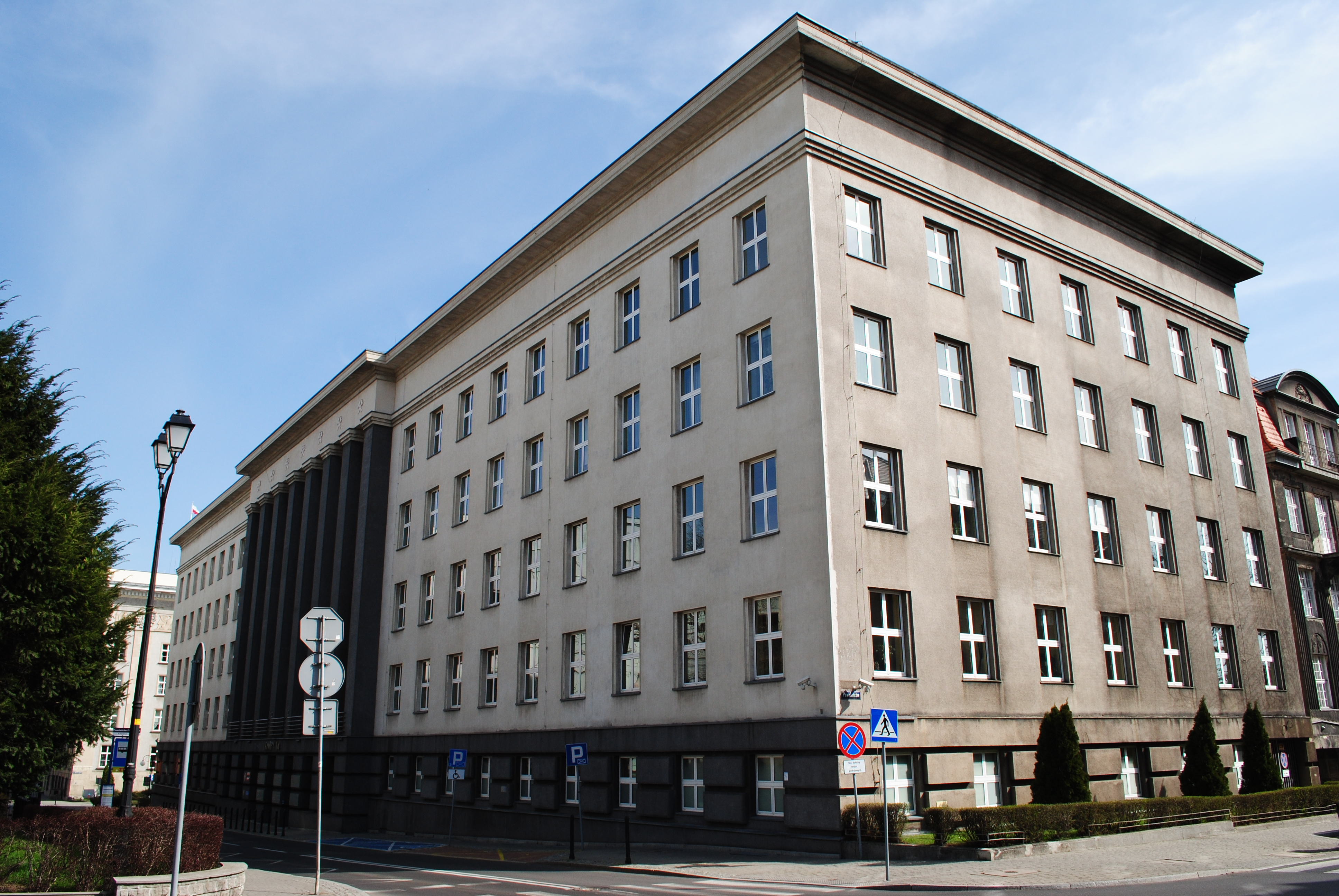
Gmach Syndykatu Polskich Hut Żelaznych (ul. J. Lompy 14)

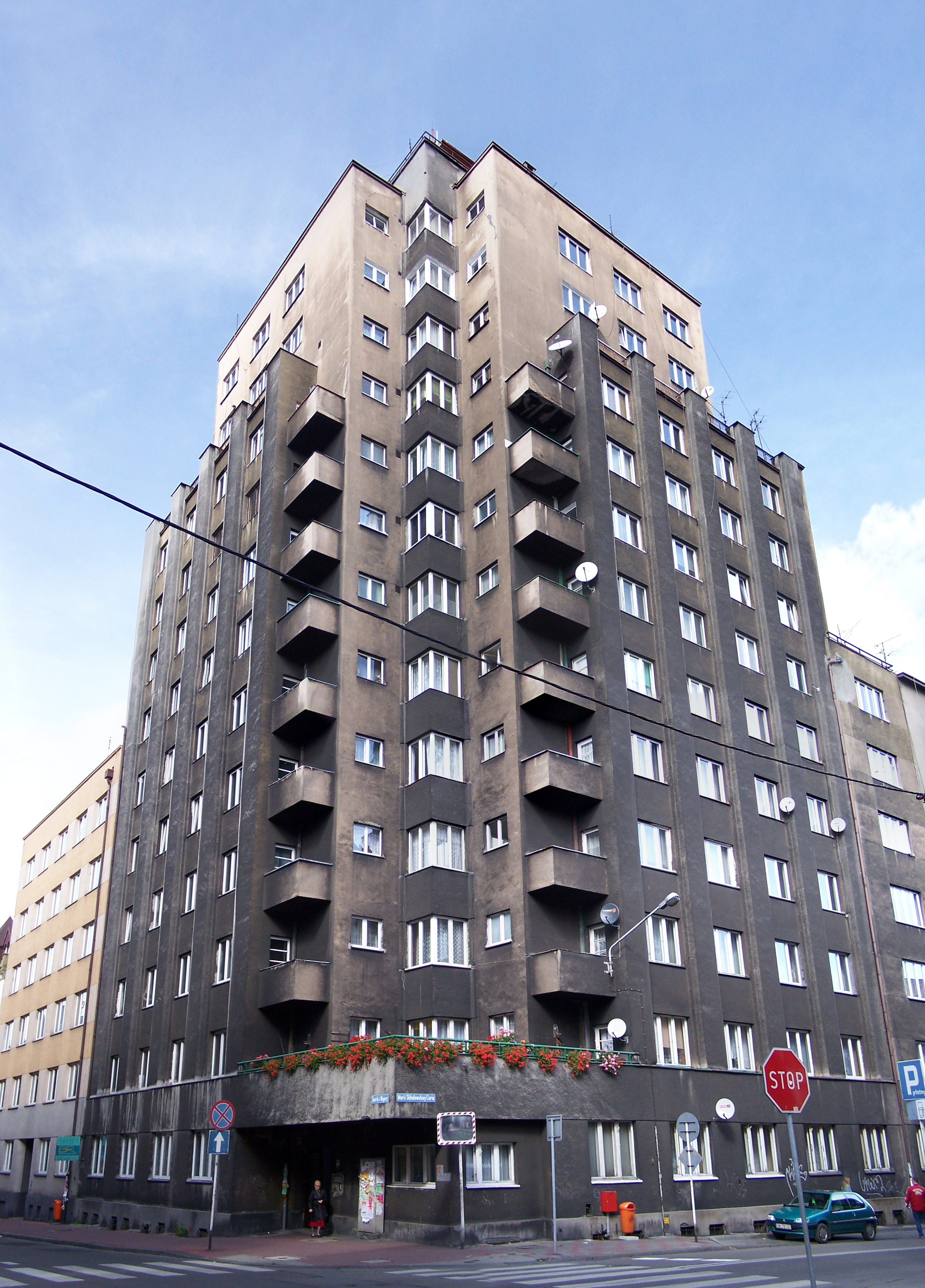
Gmach Urzędu Skarbowego przy ulicy Żwirki i Wigury 15 w 2006 roku

Wybrane międzywojenne obiekty na terenie Śródmieścia Katowic:
- Archikatedra Chrystusa Króla (ul. Plebiscytowa) – wzniesiona z przerwami w latach 1927–1955 według projektu Zygmunta Gawlika; jest to obiekt z kolumnowym portykiem, frontem zwróconym w kierunku centrum miasta i z potężną kopułą na tamburze[110],
- Budynek Szkoły Policyjnej (ul. J. Poniatowskiego 15) – ukończony w marcu 1925 roku według projektu Mariana Łobodzińskiego[111]; charakteryzuje się rytmicznymi, lizenowymi podziałami elewacji[110] biegnącymi przez trzy kondygnacje[111],
- Dom adwokata Wojciecha Żytomirskiego (ul. PCK 6) – projektu Karola Schayera opracowanego w 1936 roku; charakteryzuje się podciętym parterem z wolnostojącym słupem, nadwieszonym ryzalitem i wieńczącą bryłę ażurową balustradą[112],
- Dom Łucji i Dawida Felixów (ul. Podchorążych 3) – projektu prawdopodobnie autorstwa Filipa Brennera, przesłanego do zatwierdzenia w czerwcu 1936 roku; charakteryzuje się wielkim, przebiegającym przez wszystkie kondygnacje zaokrąglonym ryzalitem, który mieści ogród zimowy i jest całkowicie przeszklony[113],
- Dom mieszkalny profesorów Śląskich Technicznych Zakładów Naukowych (ul. Wojewódzka 23) – ukończony w 1931 roku według projektu Eustachego Chmielewskiego; składa się z trzech zasadniczych części, tj. ośmiokondygnacyjnej bryły wypiętrzonej w górę i z przylegających do niej z obu stron pięciokondygnacyjnych aneksów; gmach ten stał się pierwszym katowickim przykładem zabudowy wysokiej w mieście[114],
- Dom mieszkalny Zakładu Ubezpieczeń Społecznych (ul. M. Skłodowskiej-Curie) – ukończony w 1939 roku prawdopodobnie według projektu Stanisława Tabeńskiego; składa się z masywnych graniastych brył rytmicznie ze sobą zestawionych[115],
- Dom Oświatowy (ul. Francuska 12) – powstały w latach 1928–1934[116] według projektu Stanisława Tabeńskiego i Józefa Rybickiego[104]; składa się z trzech prostopadłościennych brył z narożnikiem zaakcentowanym pionowymi wypiętrzeniami podkreślonymi rzędem profilowanych lizen[116],
- Dom Powstańca Śląskiego (ul. J. Matejki 3) – z 1937 roku (bądź wzniesiony w latach 1936–1939[117]) według projektu Zbigniewa Rzepeckiego[115]; jest to obiekt wyróżniający się swoją wysokością od sąsiadujących budynków, liczący siedem kondygnacji; posiada asymetryczną bryłę m.in. z mocno wystającym przed lico elewacji wykuszem[118],
- Dom urzędników Banku Gospodarstwa Krajowego (ul. Narcyzów 2) – z lat 1929–1930 w stylu funkcjonalizmu według projektu przez Stanisława Tabeńskiego i Jacka Rybickiego; podzielony jest na dwie części z odrębnymi wejściami, a wewnątrz znajduje się dziedziniec na rzucie zbliżonym do krzyża[119],
- Gmach Banku Gospodarstwa Krajowego (ul. A. Mickiewicza 3) – wzniesiony w latach 1928–1930[116] w stylu modernizmu według projektu Stanisława Tabeńskiego; posiada charakterystyczną, schodkową bryłę z uwagi na biegnącą dawniej równolegle do niej ulicę Skośną[104],
- Gmach biurowy Magistratu (ul. Młyńska 4) – wybudowany w latach 1929–1931[120] według projektu Lucjana Sikorskiego; charakteryzuje się lekko wklęsłą bryłą dostosowaną do biegu ulicy; na osi zaznaczono piony okien sali rady miejskiej[121],
- Gmach Górnośląskich Zjednoczonych Hut Królewska i Laura (ul. T. Kościuszki 30) – wzniesiony w latach 1927–1929[122]; bryła gmachu składa się z dwóch zróżnicowanych wysokościowo części, tj. siedmiokondygnacyjnej od strony ulicy T. Kościuszki i pięciokondygnacyjnej od strony ulicy J. Ligonia; charakterystycznym elementem gmachu jest zaokrąglony narożnik z półkolistym, wgłębnym portykiem[123],
- Gmach Rozgłośni Polskiego Radia (ul. J. Ligonia 29) – z 1937 (bądź 1938[124]) roku projektu Tadeusza Łobosa[115]; posiada słabo rozczłonkowaną bryłę i gładkie płaszczyzny ścian z jednostajnym rytmem okien, któremu przeciwstawia się duża gładka ściana od ulicy J. Ligonia[124],
- Gmach Sejmu Śląskiego (ul. Jagiellońska 25) – wzniesiony w latach 1924–1929 według projektu Kazimierza Wyczyńskiego, Ludwika Wojtyczki, Stefana Żeleńskiego i Piotra Jurkiewicza; charakterystycznym elementem gmachu jest fryz na górnych częściach elewacji, w którym umieszczono wizerunki herbów miast województwa śląskiego[103],
- Gmach Syndykatu Polskich Hut Żelaznych (ul. J. Lompy 14) – ukończony w maju 1930 roku[105] projektu Tadeusza Michejdy i Lucjana Sikorskiego; jest to obiekt o potężnej bryle z płaskimi elewacjami, którym jedynym akcentem artykulacji jest usytuowany na osi portyk złożony z filarów na całej wysokości fasady oraz gzyms koronujący[110],
- Gmach Śląskich Technicznych Zakładów Naukowych (ul. Z. Krasińskiego / Graniczna) – wzniesiony w latach 1927–1931 (bądź do 1934 roku[125]) według projektu Jadwigi Dobrzyńskiej i Zygmunta Łobody; w gmachu zaprojektowano 400 pomieszczeń na sale wykładowe, sale ćwiczeń, pracownie i biura[104]; cały gmach składa się z dwóch leżących graniastosłupów tworzące plan w kształcie litery „L”; w bryle gmachu narożnik wyróżniono jednokondygnacyjną nadbudówką[126],
- Gmach Urzędów Niezespolonych (pl. Sejmu Śląskiego) – wzniesiony w latach 1935–1936 (bądź w 1935 roku[127]) według projektu Witolda Kłębkowskiego[103]; posiada prostą, sześciokondygnacyjną podłużną bryłę o jednolicie gładkich ścianach[127],
- Gmach Urzędu Skarbowego (ul. Żwirki i Wigury 15-17) – ukończony w 1934 roku według projektu Tadeusza Kozłowskiego z konstrukcją stalową projektu Stefana Bryły; bryła budynku składa się z dwóch części, niższej ośmiokondygnacyjnej mieszczącej biura[128] i z siedemnastokondygnacyjnego wieżowca mieszkalnego[121],
- Kamienica mieszkalna (ul. J. Rymera 7) – projektu Henryka Schmidtke zatwierdzonego w kwietniu 1937 roku; posiada zrytmizowane podziały poziome w postaci pasów okien, a płaskości bryły przeciwstawia pionowy pas bardzo szerokich balkonów o pełnych obudowach[129],
- Kolonia urzędnicza przy ulicy Raciborskiej (ul. Raciborska 31-35) – z 1928 roku według projektu Lucjana Sikorskiego; składa się ze skromnych, powtarzalnych bloków mieszkalnych o gładkich ścianach i płaskich dachach[116],
- Kościół garnizonowy św. Kazimierza Królewicza (ul. M. Kopernika / M. Skłodowskiej-Curie) – konsekrowany w 1933 roku, powstały według projektu Leona Dietz d’Army we współpracy z Janem Zarzyckim[130]; bryła obiektu składa się z prostych graniastosłupów, a jego dominującą częścią jest wysoka dzwonnica zakończona ażurową nadbudówką zwieńczoną krzyżem[106],
- Willa Tadeusza Michejdy (ul. J. Poniatowskiego 19) – z lat 1926–1929; posiada kubiczną bryłę, fasadę z trzema uskokowymi wnękami i kryształkową dekorację fasady[110].

Obiekty nieistniejące:
- Gmach Muzeum Śląskiego w Katowicach (ul. H. Dąbrowskiego) – budynek projektu Karola Schayera, którego budowę rozpoczęto w 1936 roku, a w 1939 roku był już gotowy w stanie surowym; rozebrany na zlecenie niemieckich władz okupacyjnych w 1941 roku[127]; był to obiekt zaprojektowany na planie litery „H”, którego główną, ośmiopiętrową część przeznaczono na sale wystawiennicze[103],
- Hala targowa (ul. P. Skargi 6) – z 1935 roku projektu Stefana Bryły; był to gmach o jednonawowej bryle, który mógł pomieścić 400 stanowisk; w latach 2002–2003 gmach przebudowano na potrzeby galerii handlowej Supersam, a w 2013 roku hala została wyburzona pod nową galerię handlową[131].

### Pozostałe części miasta
15 lipca 1924 roku Sejm Śląski przyjął ustawę o włączeniu Bogucic, Brynowa, Dębu, Ligoty i Załęża w granice miasta Katowice. Tereny te wówczas różniły się m.in. specyfiką zabudowy – w Ligocie zabudowa była rzadka, w Brynowie część gruntów nie nadawała się do zabudowy z uwagi na szkody górnicze, natomiast przedłużenie śródmiejskich dróg stanowiły ulice 1 Maja w Zawodziu i Gliwicka w Załężu z kamienicami mieszczańskimi sąsiadującymi z robotniczymi familokami, zaś w Bogucicach i Dębie znajdowała się luźna zabudowa niestanowiąca ciągu ze skupiskami budynków w centrum Katowic.
Jeszcze w 1924 roku powstał plan zagospodarowania Katowic, który był kontynuacją założeń urbanistycznych z 1918 roku. Zakładał on rozbudowę miasta kierunku południowo-zachodnim, a plan z 1930 roku zakładał także rozwój w kierunku wschodnim i północnym. W Brynowie w latach międzywojennych powstawały głównie domy dwupiętrowe, a większe rozmiary przybrała rozbudowa Ligoty, gdzie wzniesiono osiedle domów urzędniczych, którego ideę zapoczątkowano w 1929 roku. W Dębie nowa zabudowa powstała m.in. przy ulicach Dębowej, Błękitnej i Widok, w Bogucicach wokół ulic Katowickiej, Klonowej, Brzozowej i Topolowej, a w Załężu na pograniczu z Hajdukami wybudowano kolonię 44 dwurodzinnych domów bliźniaczych, której nadano imię prezydenta Polski Ignacego Mościckiego.

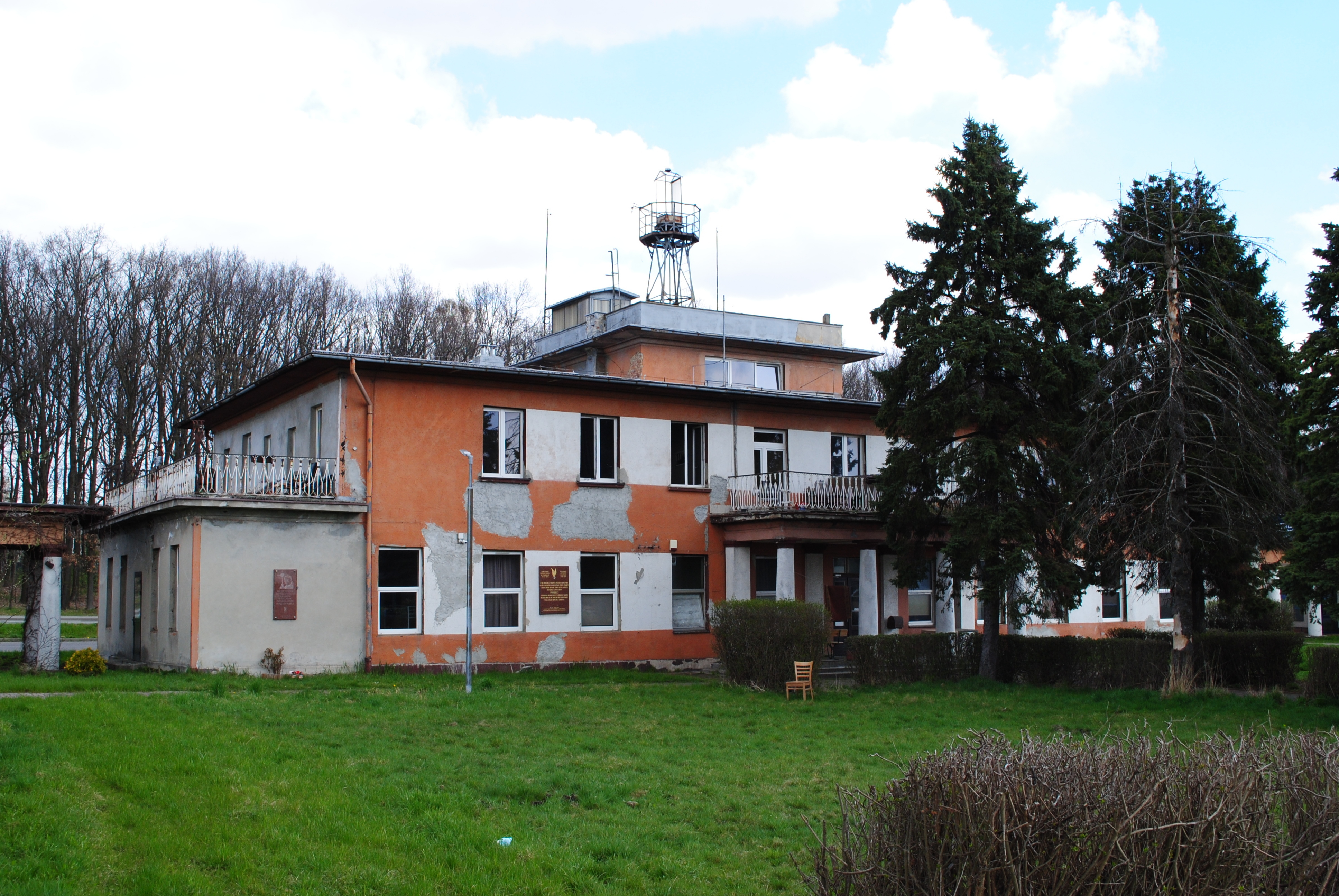
Dworzec lotniska Katowice-Muchowiec (ul. Lotnisko 40)

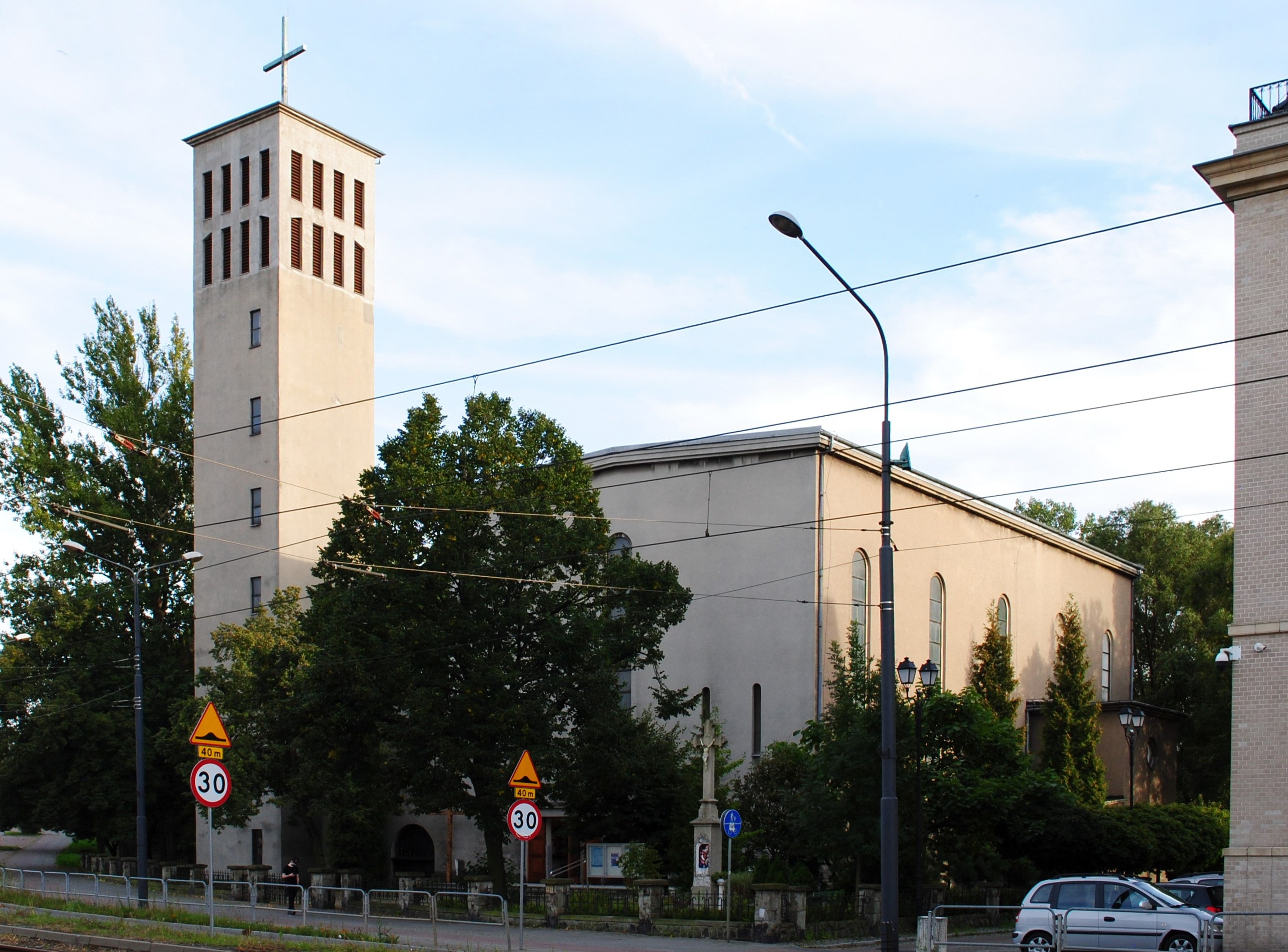
Kościół Opatrzności Bożej przy ulicy 1 Maja (2020)

Wybrane obiekty architektury międzywojennej poza Śródmieściem Katowic:
- Budynek Azylu Miejskiego w Załężu (ul. P. Pośpiecha 14) – wybudowany w latach 1928–1929[135] w stylu modernizmu[96]; jest to dwubryłowy, trójkondygnacyjny gmach wybudowany w konstrukcji szkieletu żelbetowego; elewacje urozmaicały pasy okien, pomiędzy którymi pierwotnie znajdowały się ceglane płaszczyzny[135],
- Budynek Przedszkola nr 39 w Załężu (ul. Gliwicka 212) – z lat 30. XX wieku w stylu funkcjonalizmu z elementami stylu okrętowego[96],
- Budynek sceny „Capitol” Śląskiego Teatru Lalki i Aktora „Ateneum” w Dąbrówce Małej (ul. gen. J. Hallera 71) – z lat 30. XX wieku w stylu funkcjonalizmu[136],
- Dom nr 2 Zgromadzenia Sióstr Jadwiżanek w Dąbrówce Małej (ul. Strzelców Bytomskich 1) – z 1936 roku w stylu funkcjonalizmu[70],
- Dworzec lotniska Katowice-Muchowiec (ul. Lotnisko 40) – z lat 20. XX wieku[137] projektu Tadeusza Michejdy we współpracy z Lucjanem Sikorskim w stylu nawiązującym do klasycyzującego; jest to jednopiętrowy obiekt z flankującym po obydwu jego stronach parterowymi pawilonami[105],
- Gmach IV Liceum Ogólnokształcącego (ul. Katowicka 54) – z lat 30. XX wieku w stylu funkcjonalizmu[93],
- Kolonia im. Ignacego Mościckiego w Załężu (ul. Gliwicka) – wybudowana w latach 1927–1928[138] według projektu Józefa Krzemińskiego; składa się ze skromnych dwurodzinnych domów zwieńczonych dwuspadowymi, stromymi dachami[116],
- Kolonia urzędnicza w Ligocie (ul. Piotrowicka / Panewnicka) – z II połowy lat 30. XX wieku, która miała być z założenia modelową dzielnicą mieszkaniową przemysłowego miasta z zastosowaniem nowoczesnych zasad architektury i urbanistyki; plan kolonii nawiązywał do idei miasta-ogrodu[139],
- Kościół Opatrzności Bożej w Zawodziu (ul. 1 Maja) – wzniesiony w latach 1930–1931[140], a sama wieża do 1939 roku[141] według projektu Tadeusza Łobosa; posiada prostą, masywną kubiczną bryłę o surowych płaszczyznach elewacji[140],
- Osiedle domów wielorodzinnych w Bogucicach (rejon ul. Katowickiej, Ordona i Brzozowej) – z II połowy lat 30. XX wieku w stylu funkcjonalizmu[93],
- Ratusz gminy Janów (ul. Szopienicka 59) – wzniesiony w latach 1929–1930[142] w stylu funkcjonalistycznego modernizmu według projektu Tadeusza Michejdy[104]; jest to wielobryłowy gmach z mocno zaakcentowanym zegarem, wybudowany na planie litery „L”[142],
- Ratusz gminy Szopienice (ul. Wiosny Ludów 24) – z 1928 roku w stylu późnego modernizmu i art deco[90] projektu Tadeusza Michejdy[104],
- Wille wolnostojące, tzw. kolonia amerykańska w Giszowcu (ul. Górniczego Stanu 2, 4, 6, 8, 10 i 12) – z I ćwierćwiecza XX wieku[74].

## Architektura powojenna (1945–1989)

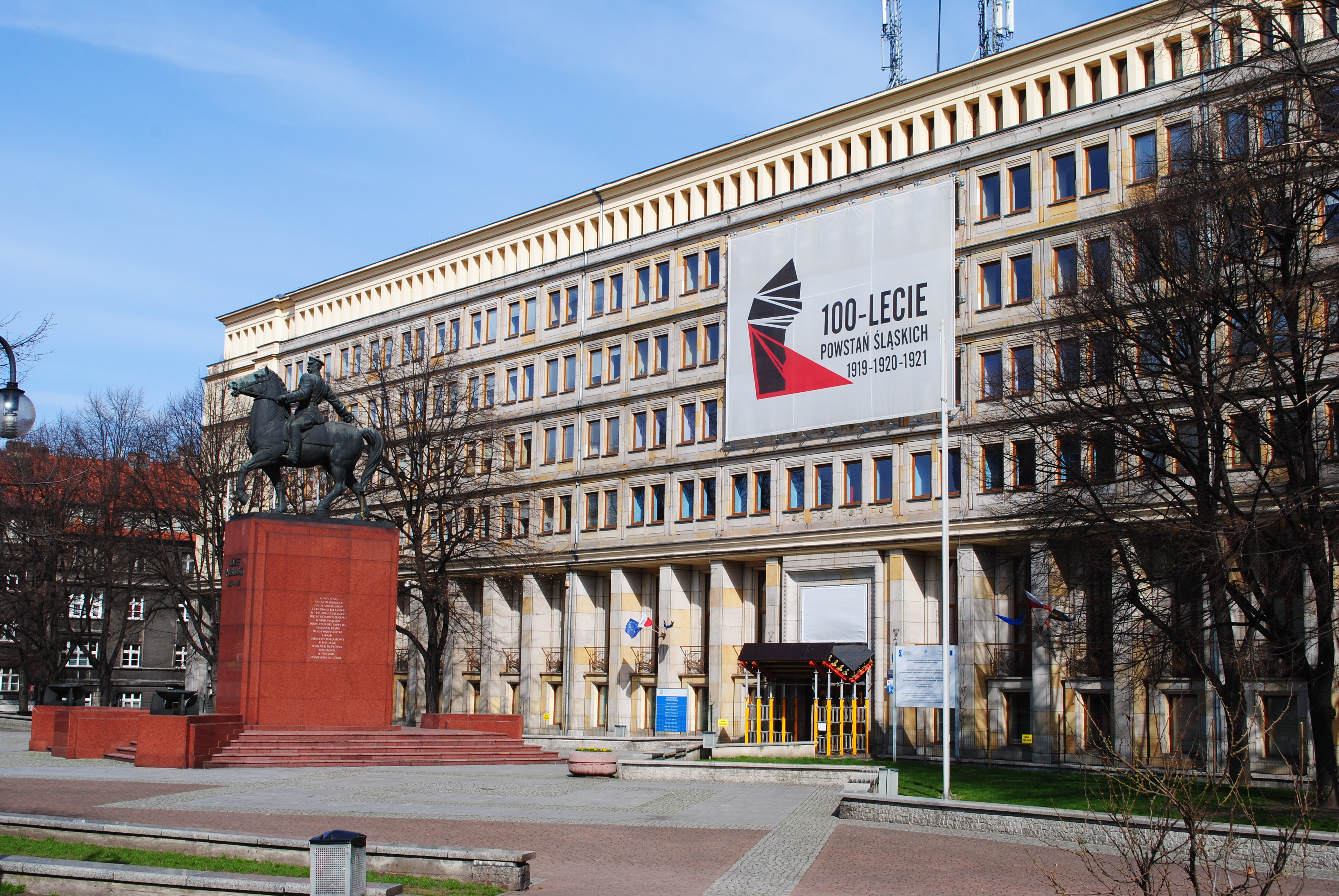
Siedziba Wojewódzkiej Rady Związków Zawodowych (2021)

Po II wojnie światowej w architekturze Katowic została narzucona doktryna socrealizmu w polskiej formie. Był to krótkotrwały epizod i nie wpłynął na wyraz stylowy tkanki miejskiej, a do czołowych przykładów tego nurtu zaliczają się dwa budynki: Pałac Młodzieży przy ulicy Mikołowskiej, oddany do użytku w 1951 roku oraz powstała w 1955 roku przy placu Bolesława Chrobrego siedziba Wojewódzkiej Rady Związków Zawodowych.

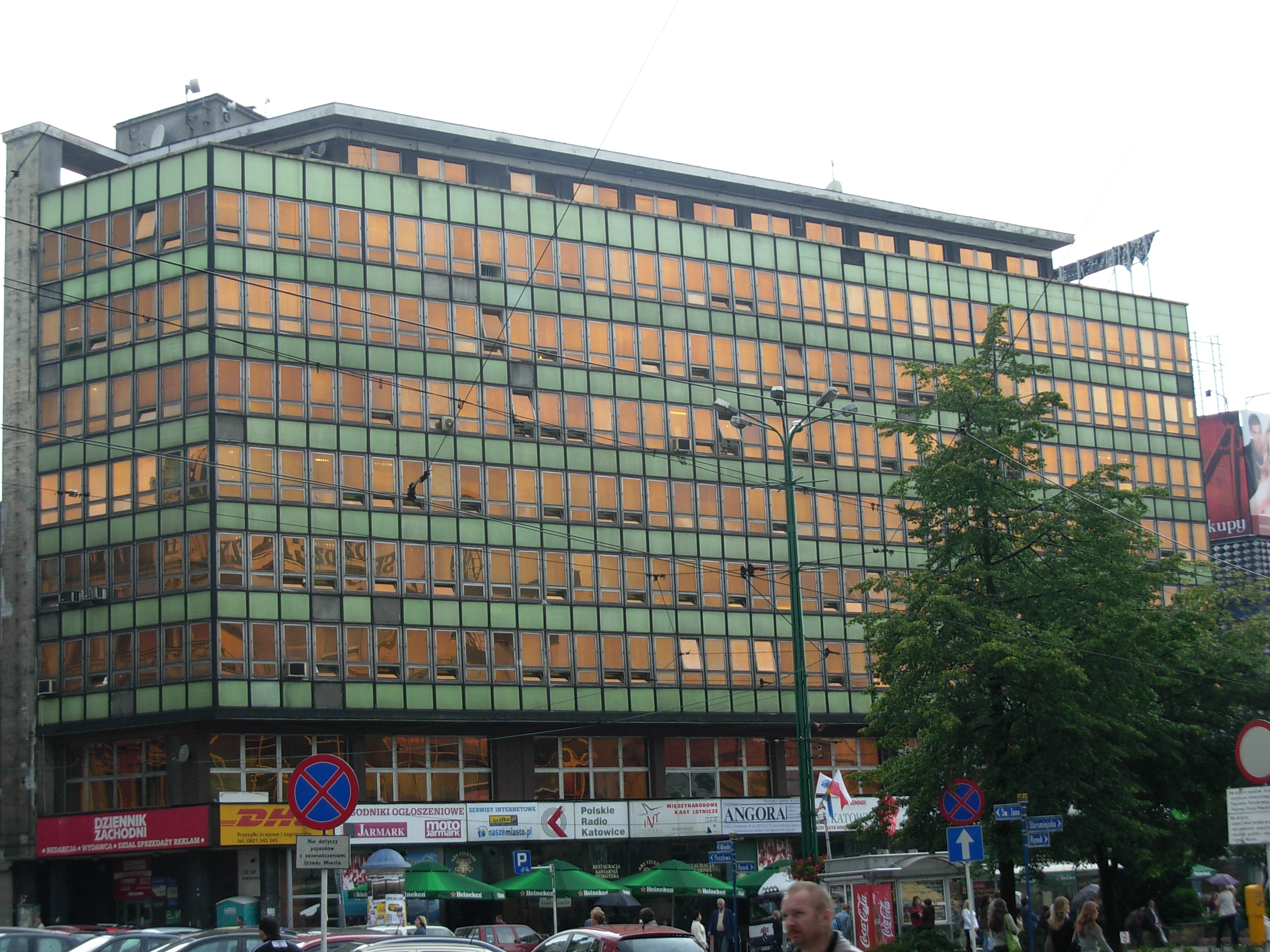
Dom Prasy z oryginalną elewacją w 2007 roku (widok z ulicy św. Jana)

Już w latach 1946–1947 ogłoszono pierwszy po II wojnie światowej konkurs na przebudowę centrum Katowic, lecz wyłoniony w nim projekt Juliana Duchowicza i Mariana Śramkiewicza nie doczekał się realizacji z przyczyn finansowych. Dopiero w 1953 roku rząd PRL-u zatwierdził wytyczne do perspektywicznego rozwoju Górnośląskiego Okręgu Przemysłowego, na podstawie których rok później został opracowany plan zabudowy Śródmieścia Katowic autorstwa zespołu architektów z katowickiego „Miastoprojektu” – Marii i Andrzeja Wilczyńskich oraz Zygmunta Winnickiego. Zakładał on m.in. budowę wokół Rynku centrum administracyjnego, handlowego i kulturalnego. Planowano też budowę gmachów dla Biblioteki Śląskiej, Opery Śląskiej, teatru, rozgłośni radiowej, filharmonii i muzeum. Realizacja tego projektu wymagała wyburzenia wszystkich kamienic w centrum miasta i projekt ten też nie trafił do realizacji.
Ostatecznie do realizacji wdrożono plany zabudowy centrum Katowic z 1962 roku autorstwa Zygmunta Majerskiego, Juliana Duchowicza i Wiktora Lipowczana. W miejsce wyburzonych kamienic przy Rynku wzniesiono nowe budynki: we wrześniu 1962 roku oddano do użytku dom towarowy „Zenit”, następnie Dom Prasy, a w 1975 roku dom handlowy „Skarbek”. W połowie lat 60. XX wieku oddano do użytku rondo, nazwane później imieniem gen. Jerzego Ziętka. Nieopodal niego w 1971 roku oddano do użytku halę „Spodek”, w sąsiedztwie którego rok później powstał biurowiec Dyrekcji Okręgowej Kolei Państwowych.

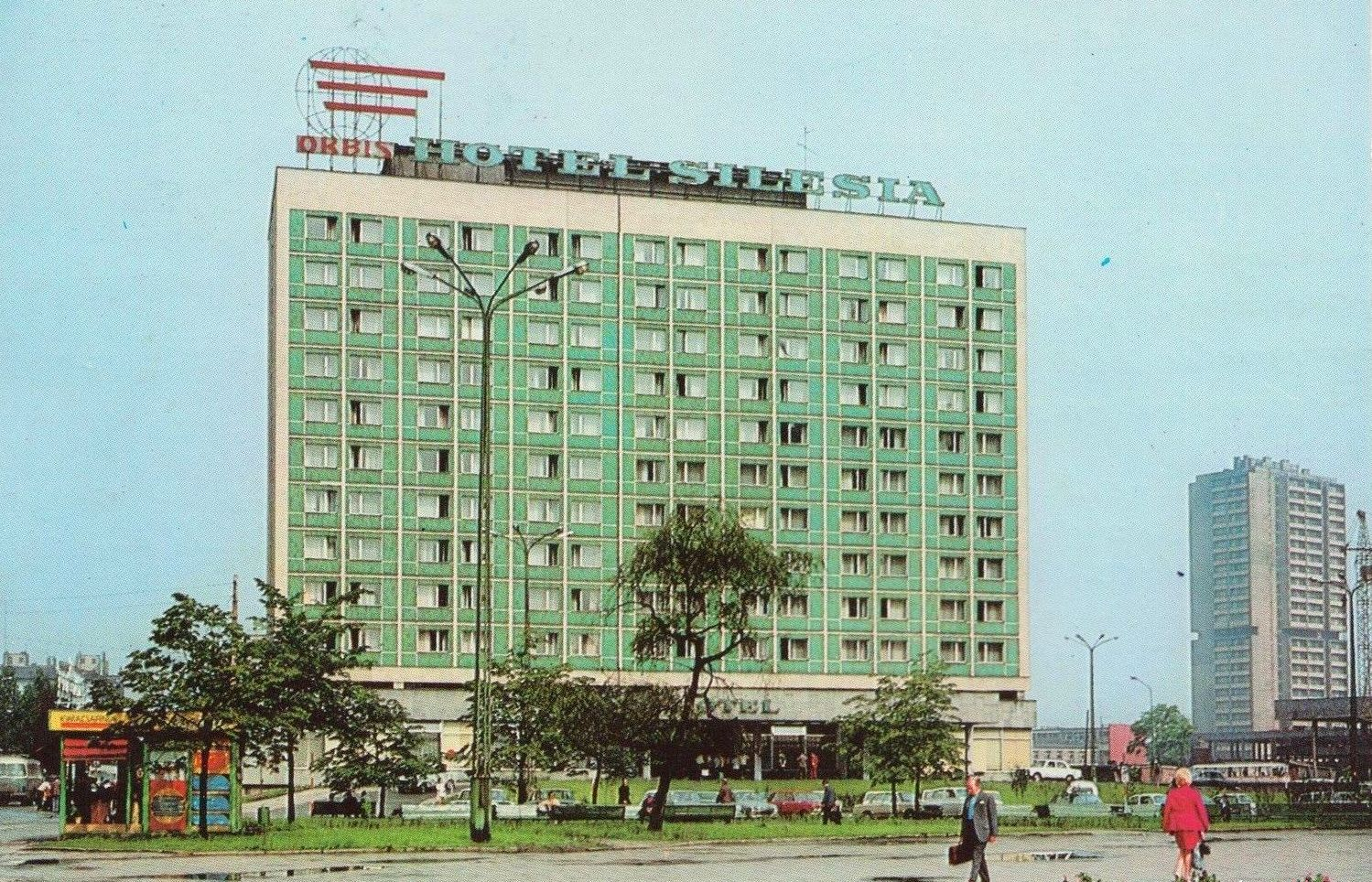
Hotel „Silesia” na pocztówce wydanej w 1976 roku

W czasie przebudowy centrum poszerzono późniejszą aleję W. Korfantego (ówczesna ulica Armii Czerwonej), przy której stanęła nowa zabudowa. W połowie lat 60. XX wieku po stronie wschodniej alei został oddany do użytku hotel „Katowice”, a naprzeciwko niego biurowiec Głównego Biura Studiów i Projektów Zakładów Przeróbki Mechanicznej Węgla „Separator”, w sąsiedztwie którego powstał pasaż handlowy oraz pawilony Biura Wystaw Artystycznych i Pałacu Ślubów. Po tej stronie alei W. Korfantego powstał także blok mieszkalny zwany „Superjednostką”. W 1971 roku oddano do użytku hotel „Silesia”, a rok później w kwartale ulic Młyńskiej, Stawowej, 3 Maja i J. Słowackiego nowy dworzec kolejowy.

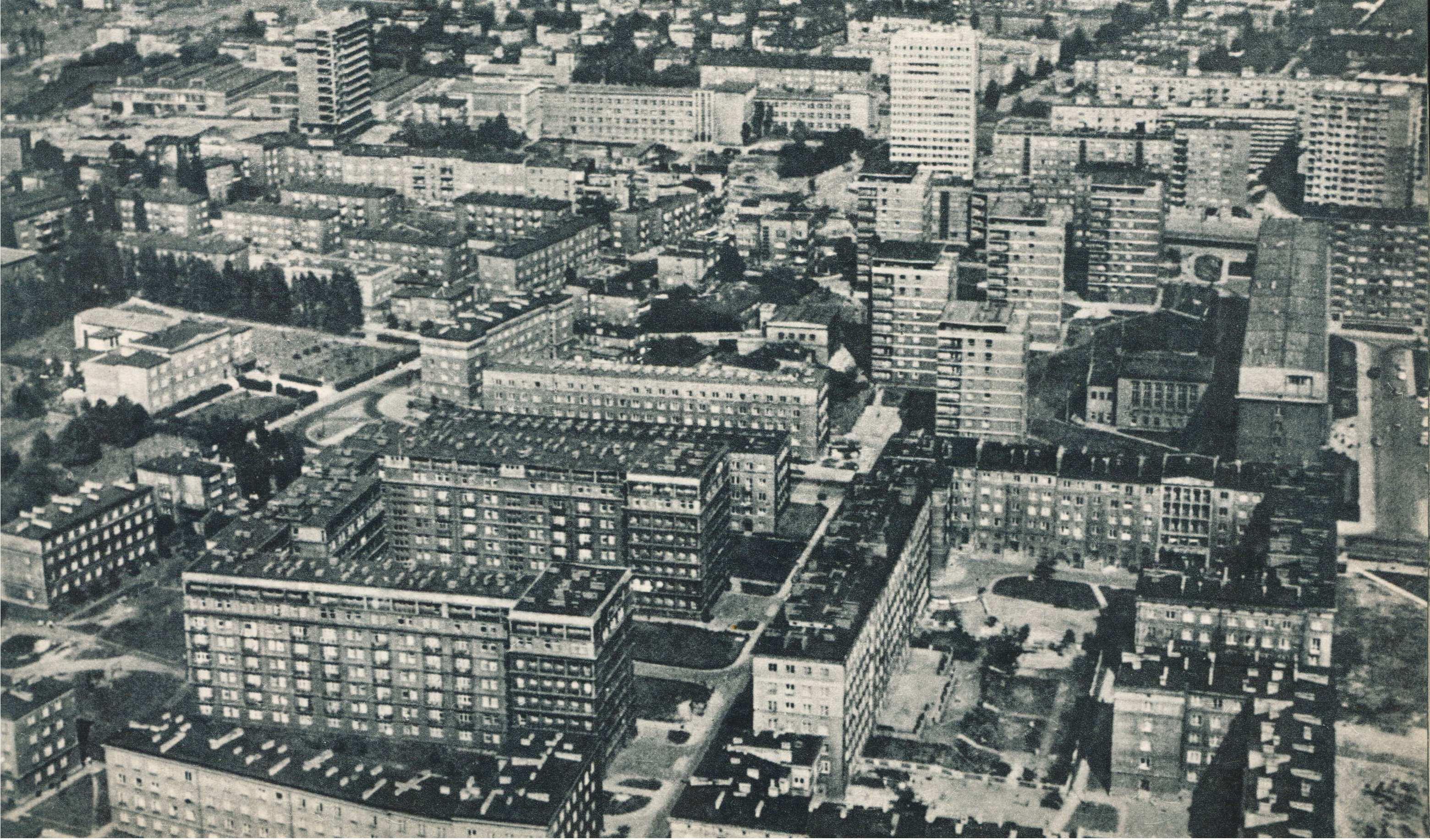
Fragment os. J. Marchlewskiego pod koniec lat 60. XX wieku

Powyższa zabudowa swoją wartością estetyczną wyróżniała się na tle obiektów masowo budowanych od czasu odwilży gomułkowskiej.
Zabudowa w okresie Polski Ludowej powstawała także poza Śródmieściem Katowic. Zaraz po wojnie rozpoczęto budowę osiedli domków fińskich (powstały w Bogucicach, Brynowie i Załęskiej Hałdzie), a pierwsze osiedle mieszkaniowe w mieście powstało na terenie Koszutki – osiedle im. Juliana Marchlewskiego. Rozbudowano także Ligotę (Nowa Ligota), a także powstały inne osiedle w różnych częściach miasta, w tym m.in.: Tysiąclecia, Wincentego Witosa, Stanisława Staszica (Giszowiec), Ignacego Jana Paderewskiego, Odrodzenia, Alfonsa Zgrzebnioka czy Jerzego Kukuczki.
W czasach Polski Ludowej intensywność ruchu budowalnego kościołów była duża, a część z nich reprezentuje dużą wartość artystyczną, w tym m.in.: rozbudowany w latach 1975–1978 kościół Przemienienia Pańskiego, powstały w latach 1973–1975 kościół św. Jacka, konsekrowany w 1983 roku kościół Wniebowzięcia Najświętszej Maryi Panny czy wybudowany w latach 1977–1993 kościół Podwyższenia Krzyża Świętego i Matki Bożej Uzdrowienia Chorych.

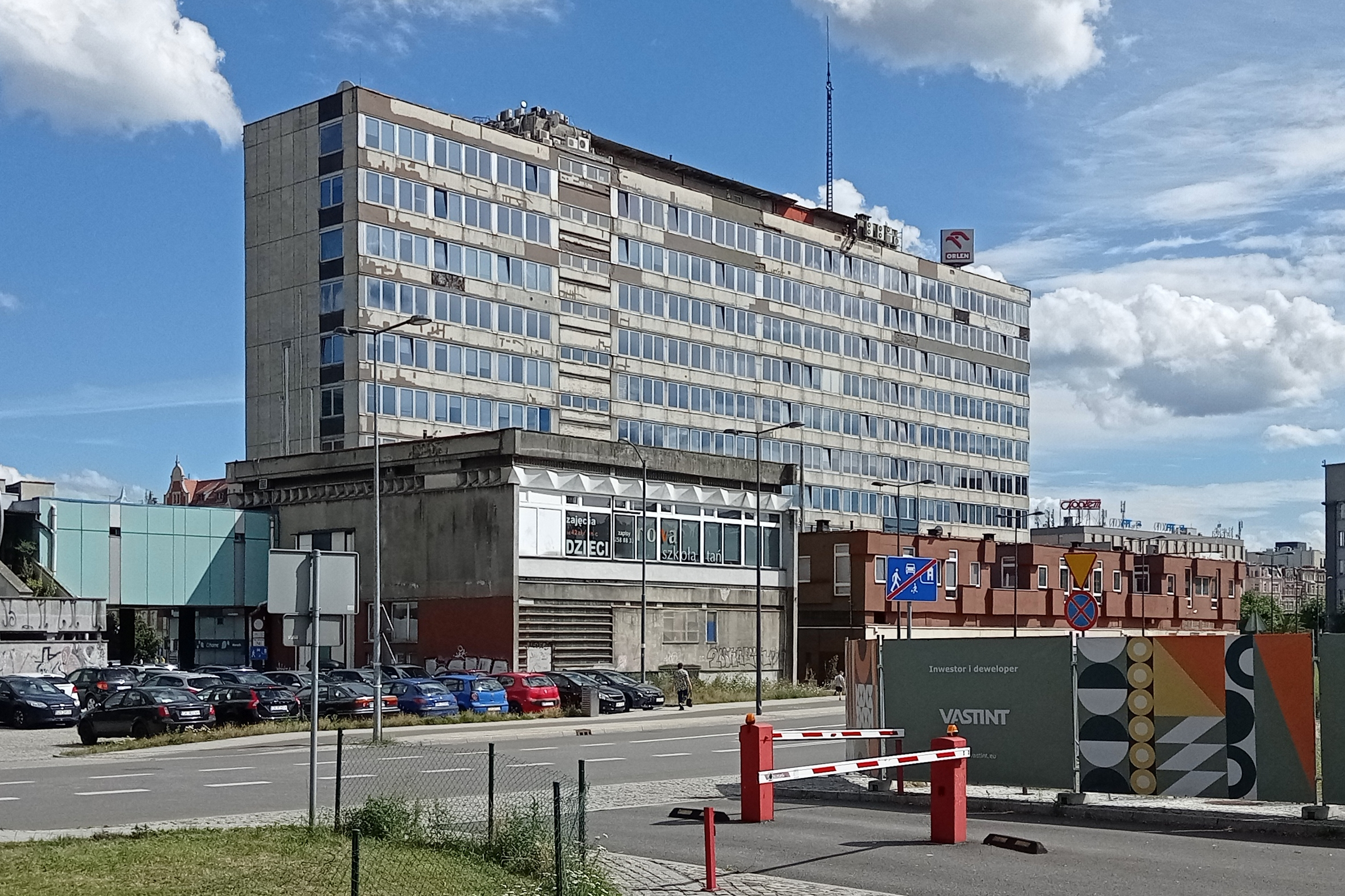
Separator (al. W. Korfantego 2)

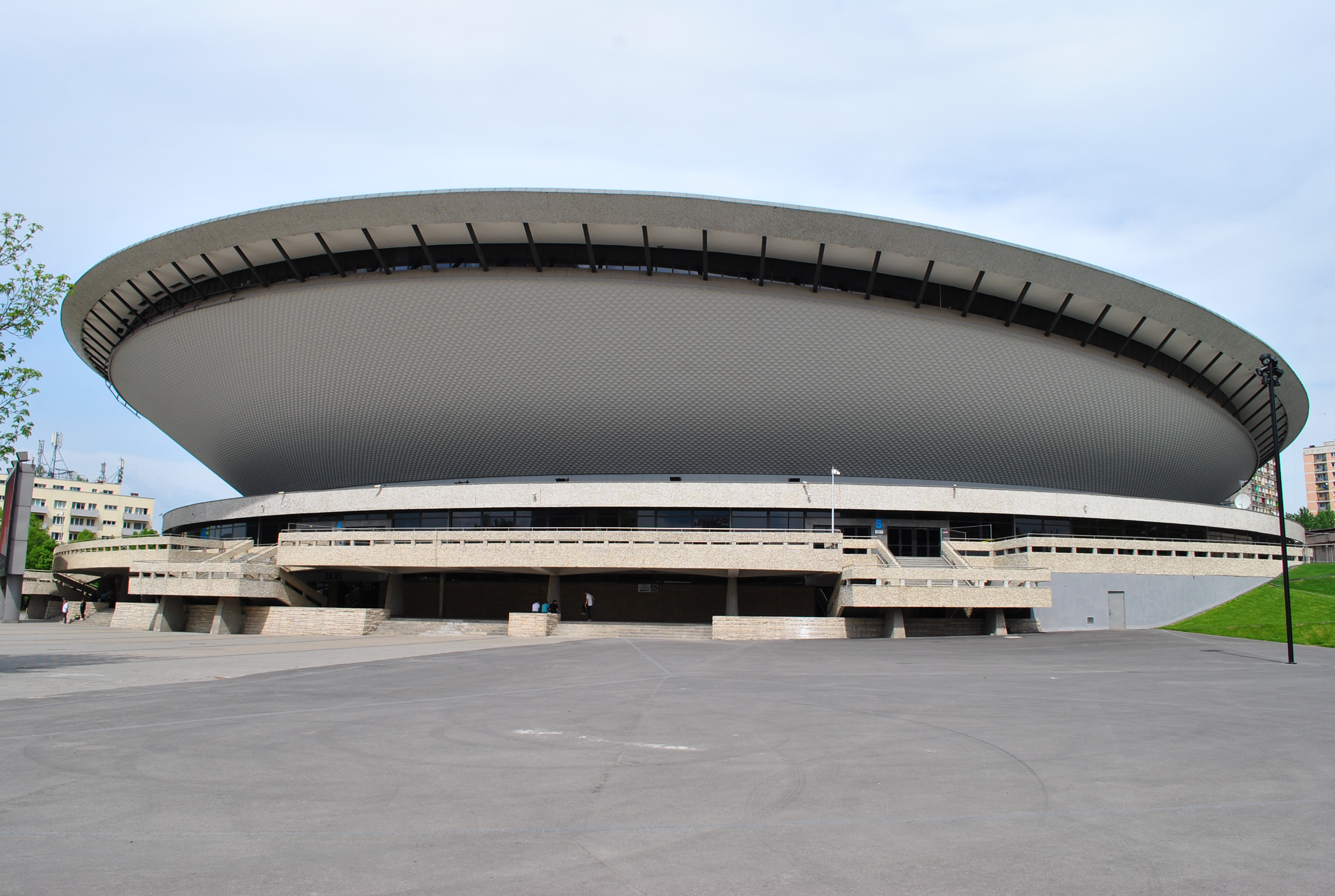
Hala Widowiskowo-Sportowa „Spodek” (al. W. Korfantego 35)

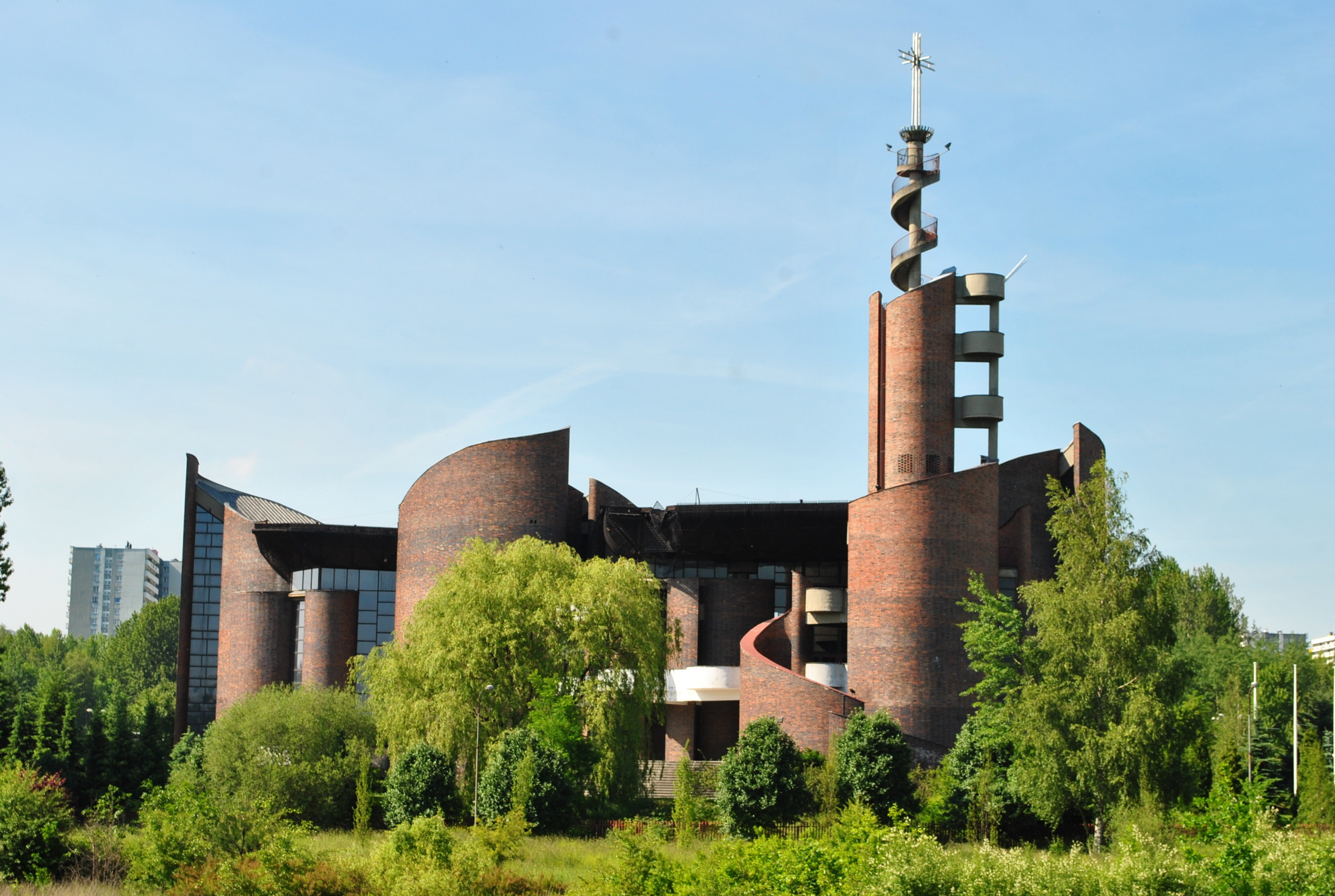
Kościół Podwyższenia Krzyża Świętego i Matki Bożej Uzdrowienia Chorych (ul. Mieszka I)

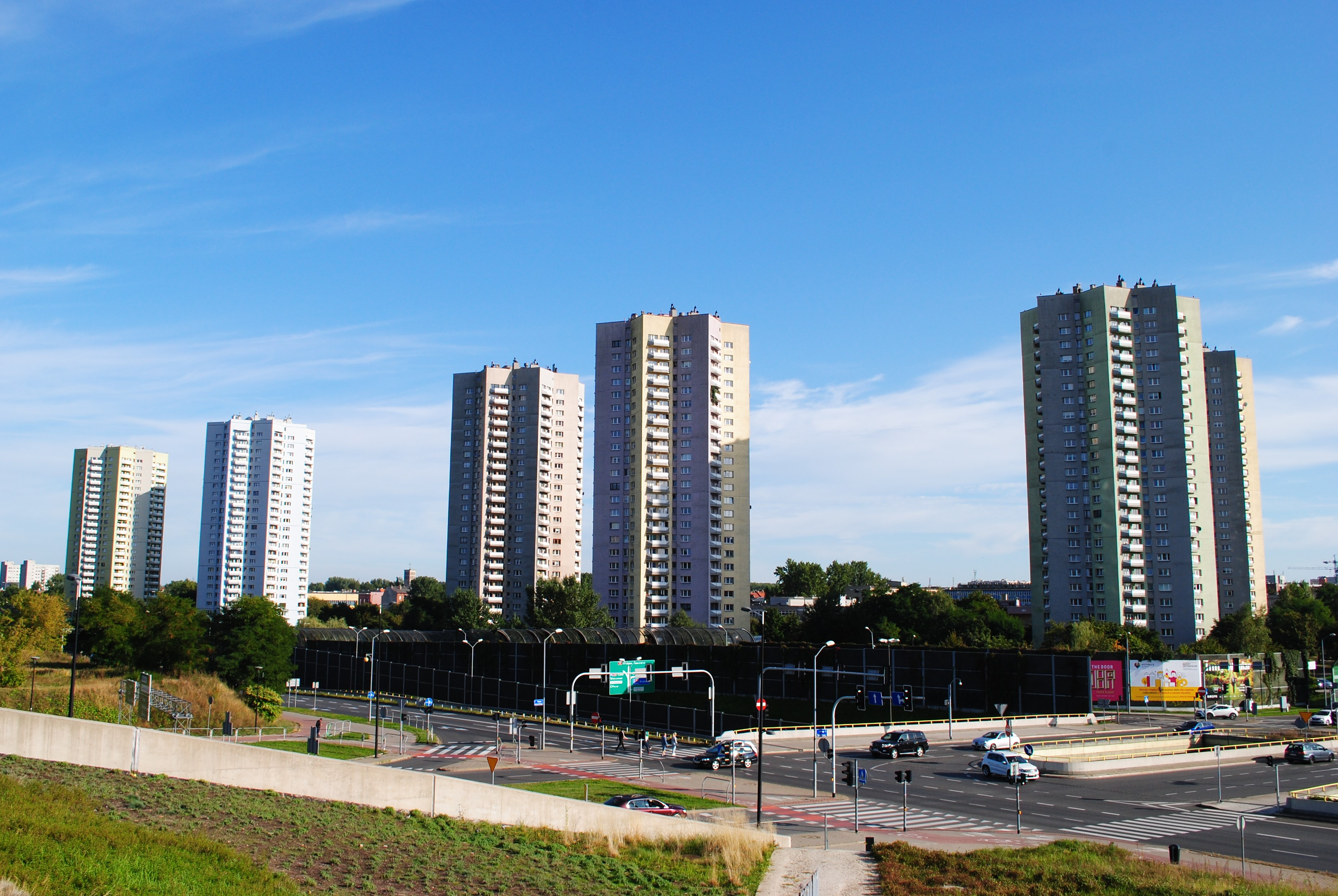
Osiedle W. Roździeńskiego od strony północno-zachodniej (2020)

Wybrane obiekty Katowicach wzniesione w czasach Polski Ludowej:
- Biurowiec Głównego Biura Studiów i Projektów Zakładów Przeróbki Mechanicznej Węgla „Separator” (al. W. Korfantego 2) – wybudowany w latach 1962–1965[154] (bądź też ukończony w 1968 roku[150]) według projektu Stanisława Kwaśniewicza; jest to obiekt dziewięciokondygnacyjny, połączony z zespołem niskich, jednopiętrowych pawilonów handlowo-usługowych[150],
- Budynek mieszkalno-usługowy „Delikatesy” (al. W. Korfantego 5) – wzniesiony w latach 1960–1962[155] (bądź w 1963 roku[150]) według projektu Mariana Skałkowskiego; składa się z dwóch segmentów oddzielonych dylatacjami, tj. dziesięciokondygnacyjnego budynku mieszkalnego i wysuniętej przed niego niskiej części sklepowej[155],
- Dom Prasy (Rynek 1) – oddany do użytku w 1963[156] bądź 1964 roku[157] projektu Mariana Śramkiewicza; gmach ten pierwotnie charakteryzował się lekką szklaną ścianą kurtynową, która przysłaniała budynek powyżej cofniętego parteru i pierwszego piętra[158]; w latach 2010–2014 budynek został zmodernizowany[159],
- Gmach Okręgowej Rady Związków Zawodowych (ul. H. Dąbrowskiego 23) – z 1955 roku w stylu socrealizmu projektu Henryka Buszki i Aleksandra Franty[145],
- Hala Widowiskowo-Sportowa „Spodek” (al. W. Korfantego 35) – oddana do użytku w 1971 roku według projektu Macieja Gintowta i Macieja Krasińskiego[160]; jest to wielofunkcyjny obiekt, który łączy ze sobą zróżnicowane przestrzenie hali sportowej i widowiskowej[161]; największym obiektem jest hala o bryle w formie przypominającej latający spodek[162], w której mieści się widownia na około 12 tys. osób[163],
- Hotel „Katowice” (al. W. Korfantego 9) – wybudowany w latach 1961–1965[164] na podstawie projektu Tadeusza Łobosa[150]; składa się z niskiej części mieszczącej gastronomię i części wysokiej, w której pierwotnie znajdowało się 320 pokoi o oddzielnych węzłach sanitarnych[164],
- Kościół Podwyższenia Krzyża Świętego i Matki Bożej Uzdrowienia Chorych (ul. Mieszka I) – wybudowany w latach 1977–1993 według projektu Henryka Buszki i Aleksandra Franty; bryłę kościoła tworzą krągłe, dynamiczne formy, a jego unikatowym charakterem jest także jego specyficzny, wachlarzowy rzut przyziemia oraz znajdująca się we wnętrzu rzeźba Chrystusa Ukrzyżowanego autorstwa Gustawa Zemły[153],
- Osiedle Ignacego Jana Paderewskiego – osiedle mieszkaniowe w rejonie ulic Granicznej i I.J. Paderewskiego oraz alei Górnośląskiej w dzielnicy Osiedle Paderewskiego-Muchowiec, wzniesione na podstawie projektu Juranda Jareckiego, Stanisława Kwaśniewicza i Ryszarda Ćwiklińskiego; przeznaczone dla 20 tys. osób; jego budowa rozpoczęła się na początku lat 70. XX wieku[152],
- Osiedle Walentego Roździeńskiego – osiedle mieszkaniowe wybudowane w latach 1970–1978[165], położone przy alei W. Roździeńskiego w dzielnicy Zawodzie; zaprojektowane przez Henryka Buszkę, Aleksandra Frantę i Tadeusza Szewczyka; składa się z budynków zwanych potocznie „Gwiazdami” z uwagi na ich ośmiokątny rzut; przeznaczone zostało dla 6,5 tys. ludzi[152],
- Osiedle Tysiąclecia – osiedle mieszkaniowe zaprojektowane przez Henryka Buszkę, Aleksandra Frantę, Tadeusza Szewczyka i Mariana Dziewońskiego, którego budowa rozpoczęła się w 1961 roku; przeznaczono go dla 45 tys. ludzi[152]; składa się z zabudowy wysokościowej uzupełnionej o zespół pawilonów handlowo-usługowych[165],
- Pałac Młodzieży (ul. Mikołowska 26) – oddany do użytku w 1951 roku gmach w stylu socrealizmu według projektu Zygmunta Majerskiego i Juliana Duchowicza[145],
- Pawilon Biura Wystaw Artystycznych (al. W. Korfantego 6) – oficjalnie otwarty 5 stycznia 1972 roku[166] (bądź też oddany do użytku w 1969 roku[150]) według projektu Stanisława Kwaśniewicza; wieńczy go rzeźbiarski fryz stanowiący nowoczesną parafrazę rzeźby antycznej[150],
- Spółdzielczy Dom Handlowy „Skarbek” (ul. A. Mickiewicza 4) – wybudowany w latach 1972–1975[167] według projektu Juranda Jareckiego; charakteryzuje się masywną bryłą, która ujęta została w pasy przestrzennie modelowanych elementów zamykających przestrzeń handlową[158],
- Spółdzielczy Dom Handlowy „Zenit” (Rynek 12) – wybudowany w latach 1958–1962[168] według projektu Mieczysława Króla i Juranda Jareckiego[158]; jest to obiekt prostopadłościenny, w bryle którego wyodrębniono przeszkloną część handlową; elewacja części biurowej wypełniona jest jednakowymi, prostokątnymi oknami[149],
- Superjednostka (al. W. Korfantego 16-32) – wybudowany w latach 1961–1970 (bądź w latach 1966–1970[169]) gmach mieszkalny projektu Mieczysława Króla; nawiązuje on swoim wyrazem artystycznym oraz rozwiązaniem konstrukcyjnym do Unite d’Habitation Le Corbusiera[150]; składa się z trzech samodzielnych funkcjonalnie trójsegmentów mieszkalnych[170],
- Ślizgowiec (al. W. Korfantego 8) – wybudowany w latach 1966–1968 na podstawie projektu Stanisława Kwaśniewicza i konstrukcji Tadeusza Krzysztofiaka; jest to budynek o konstrukcji mieszanej, zrealizowany metodą ślizgową; liczy 20 kondygnacji, z czego na dwóch z nich zlokalizowano usługi[171].

Obiekty nieistniejące:

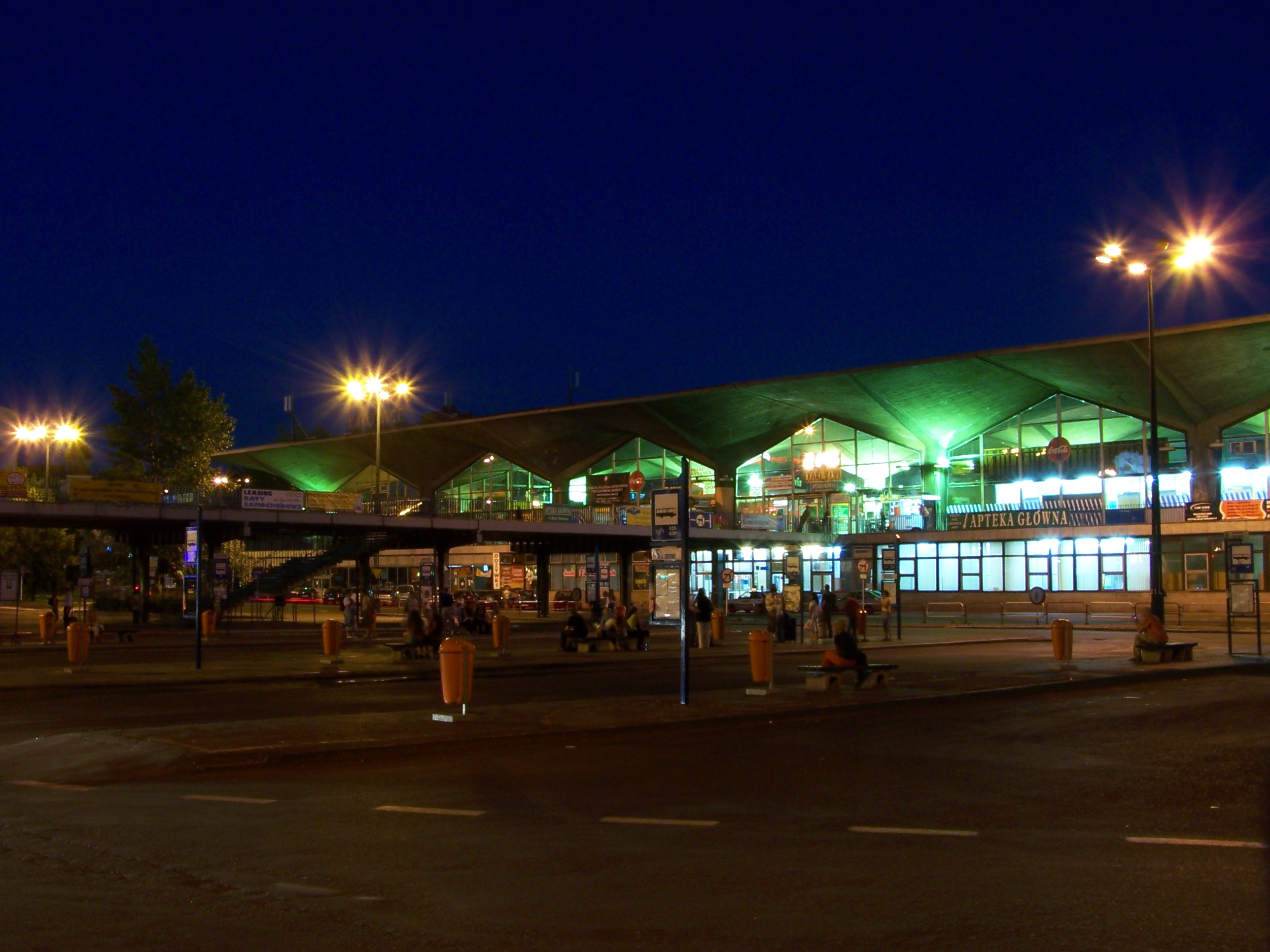
Brutalistyczny dworzec kolejowy stacji Katowice widziany od strony północno-zachodniej (2006)

- Budynek Dyrekcji Okręgowej Kolei Państwowych (al. W. Roździeńskiego 1) – wzniesiony w latach 1965–1974[172] według projektu Jerzego Gottfrieda[161]; składał się z trzech części, tj. głównej w formie smukłego wieżowca o wysokości 80 m na rzucie przypominającym dwa połączone ze sobą prostokąty oraz położonych za nim dwóch niższych, jedno- i dwukondygnacyjnych, połączonych ze sobą przewiązką[173]; gmach został rozebrany w latach 2014–2015, a w jego miejscu stanął kompleks biurowców.KTW[174],
- Główny dworzec kolejowy stacji Katowice – wybudowany w latach 1966–1972 według projektu zespołu warszawskich „Tygrysów” (Wacława Kryszewskiego, Jerzego Mokrzyńskiego i Eugeniusza Wierzbickiego) w stylu brutalizmu; konstrukcja hali dworca składała się z 16 połączonych ze sobą żelbetowych powłok zwanych „kielichami”, które osadzono na wyprofilowanych słupach; dworzec rozebrano w latach 2010–2011[175][176],
- Hotel Silesia (ul. ks. P. Skargi 2) – wybudowany w latach 1967–1970[177] i oddany do użytku w 1971 roku projektu Tadeusza Łobosa[150] i Jana Głucha oraz konstrukcji Zenona Poniatowskiego; był to wysoki, dziesięciokondygnacyjny gmach wyrastający z niższej, dwukondygnacyjnej części o dachu doświetlonym świetlikami; znajdowały się w nim 262 miejsca noclegowe, sale konferencyjne i różnego typu punkty usługowe[177]; rozebrany w 2019 roku[178],
- Pałac Ślubów (al. W. Korfantego 14) – wybudowany w latach 1966–1967[179] projektu Mieczysława Króla[150]; składał się z dwóch dwukondygnacyjnych prostopadłościanów połączonych przewiązką; na elewacji zastosowano przeszklenia oraz jasne materiały[180]; rozebrany w 2011 roku, a wartościowe płaskorzeźby umieszczono na terenie Katowickiego Parku Leśnego[181].

## Architektura współczesna (po 1989)

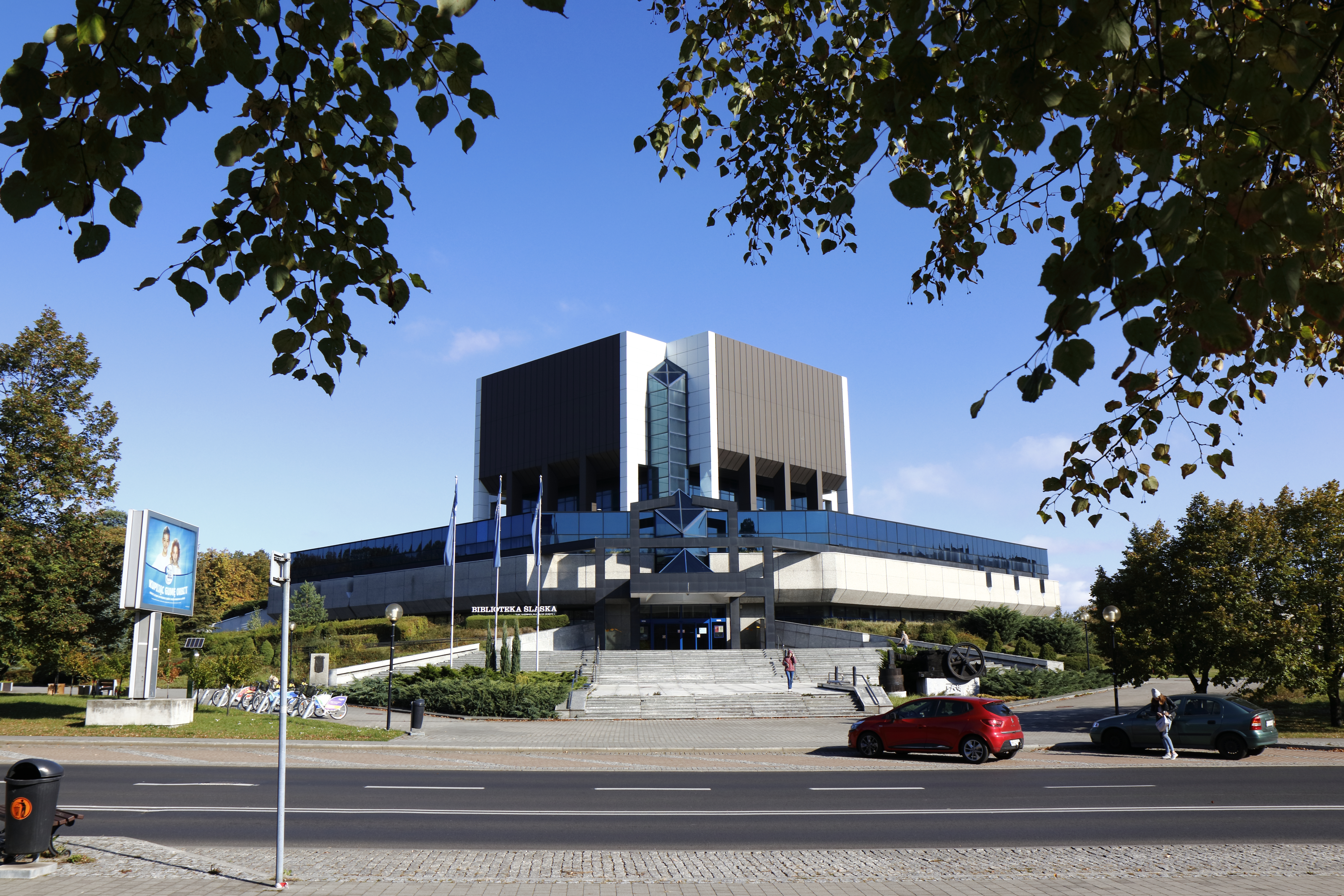
Gmach Biblioteki Śląskiej (pl. Rady Europy 1) w 2018 roku

Okres przemian ustrojowych w Polsce po 1989 roku stanowił nowy etap w podejściu do architektury w Katowicach. Poszukiwano nowych środków ekspresji, dlatego też coraz szerzej zwracano się ku estetyce postmodernizmu, która zaczęła się rozwijać w mieście już od lat 80. XX wieku za sprawą oddanego do użytku w 1981 roku kompleksu wieżowców Stalexportu czy wzniesionego na przełomie lat 80. i 90. XX wieku osiedla Sadyba w Kokocińcu.
Pod koniec lat 90. XX wieku w sąsiedztwie osiedla I.J. Paderewskiego wykształciło się nowe wnętrze urbanistyczne – plac Rady Europy. Dominantą stał się gmach Biblioteki Śląskiej, oddany do użytku w 1997 roku. W jego sąsiedztwie wzniesiono dwa gmachy banków: siedzibę katowickiego oddziału Banku Rozwoju Eksportu i gmach PKO.

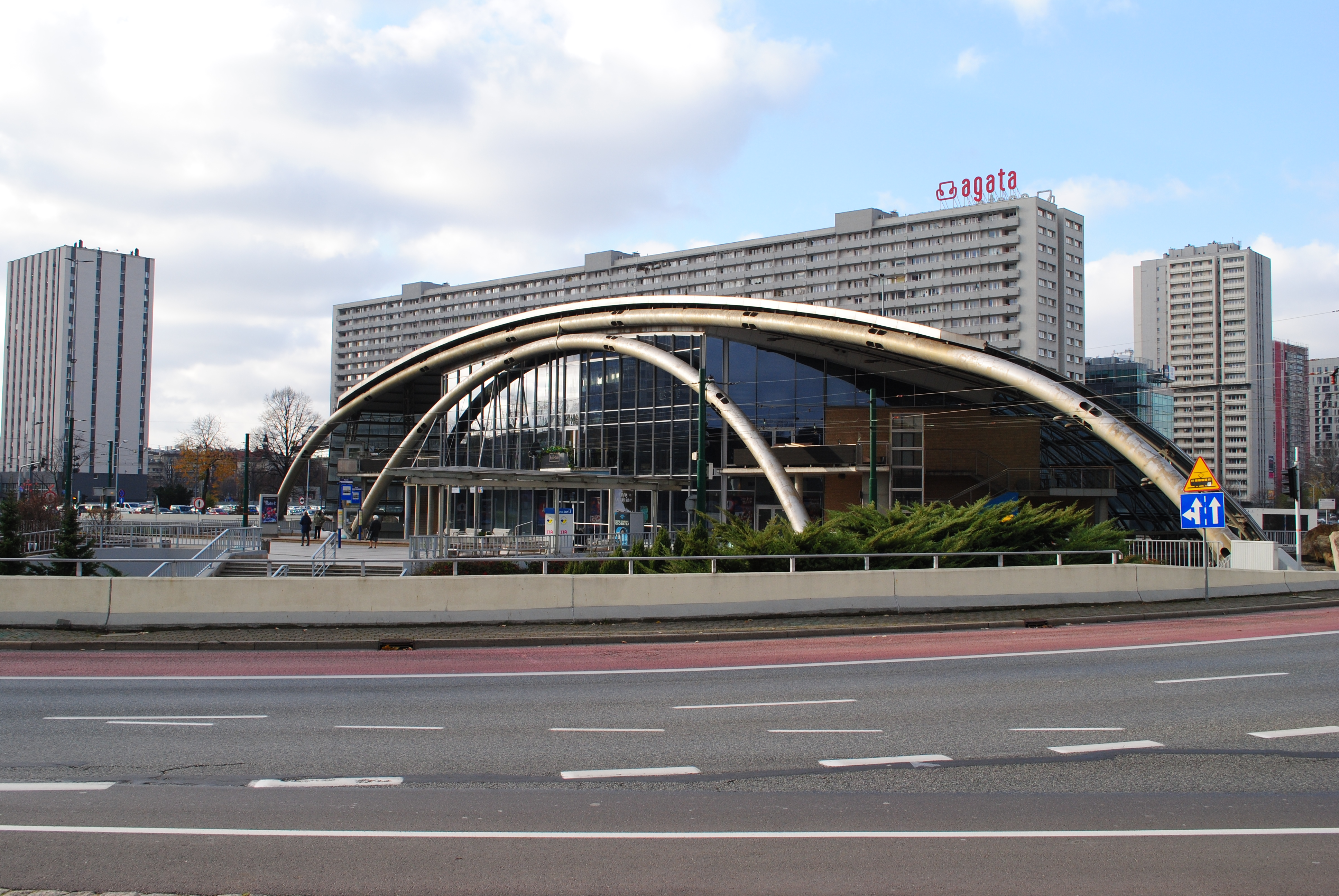
Galeria Rondo Sztuki pośrodku ronda gen. J. Ziętka w 2020 roku

Dominacja postmodernizmu w architekturze Katowic była stosunkowo krótka, a tradycja architektury międzywojennej w Katowicach spowodowała szybki zwrot lokalnych architektów ku na nowo interpretowanym formom funkcjonalizmu z uwzględnieniem nowych rozwiązań konstrukcyjnych i materiałowych. Nowa zabudowa na początku XXI wieku koncentrowała się w rejonie ronda gen. J. Ziętka. W 2003 roku przy ulicy Uniwersyteckiej oddano do użytku trzydziestokondygnacyjny wieżowiec Altus, a w 2006 roku pośrodku ronda kopułę mieszczącą galerię Rondo Sztuki.

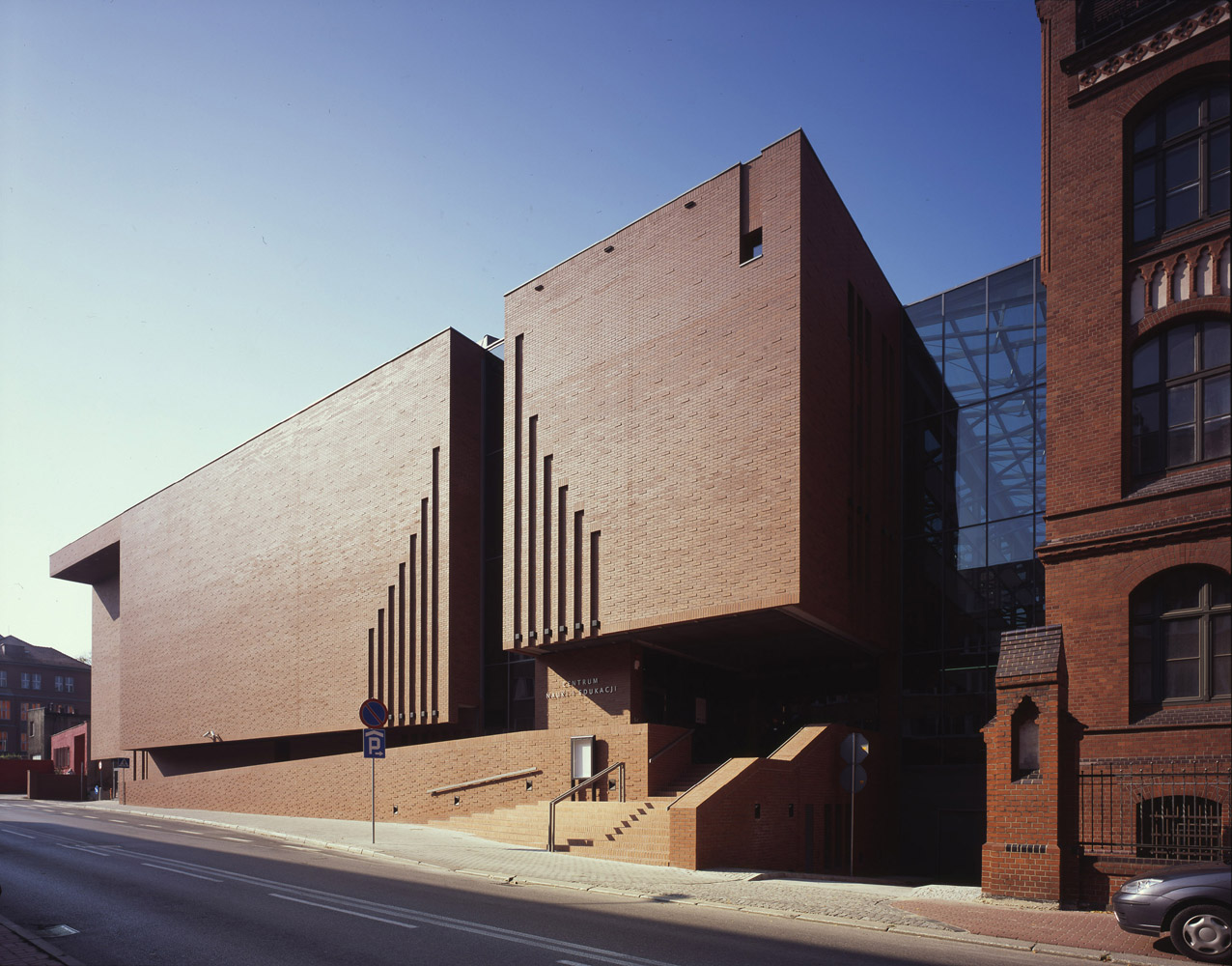
Centrum Nauki i Edukacji Muzycznej „Symfonia” w 2009 roku

W architekturze Katowic zaczęto także nawiązywać do industrialnej przeszłości regionu, wyrazem czego stała się m.in. adaptacja zabudowy poprzemysłowej o walorach zabytkowych do pełnienia w nich nowych funkcji oraz nadawania współczesnym formom architektonicznych znaczeń odnoszących się do industrialnych tradycji. Jedną z największych tego typu przemian na terenie Katowic stało się oddane do użytku 18 listopada 2005 roku centrum handlowo-rozrywkowe Silesia City Center, które powstało na terenie zlikwidowanej kopalni „Gottwald”. Inne to m.in. powstała w zabudowie szybu „Wilson” kopalni „Wieczorek” galeria sztuki czy siedziba Muzeum Śląskiego w Katowicach na terenach zlikwidowanej kopalni „Katowice”. Przykładem nowych form nawiązujących do industrialnej przeszłości miasta jest m.in. oddana do użytku w 2006 roku siedziba katowickiego oddziału Narodowego Banku Polskiego.
Przyjęta na początku XXI wieku koncepcja rozbudowy miasta zakładała rozbudowę katowickiego city w rejonie alei W. Korfantego i ronda gen. J. Ziętka. W 2006 roku rozstrzygnięto konkurs architektoniczny na koncepcję nowoczesnego centrum miasta, w którym zwyciężyła propozycja Tomasza Koniora. Zakładała ona wprowadzenie po stronie zachodniej alei W. Korfantego pasażu z galeriami handlowymi, pracowniami artystycznymi oraz siecią klubów i galerii. W następnych latach powstały kolejne znaczące obiekty: w 2007 roku Centrum Nauki i Edukacji Muzycznej „Symfonia”, a w 2009 roku gmach Sądu Okręgowego w Katowicach. Nastąpił jednocześnie proces żywiołowej urbanizacji południowo-zachodniej części miasta, a także zaczęły powstawać nowe deweloperskie osiedla mieszkaniowe.

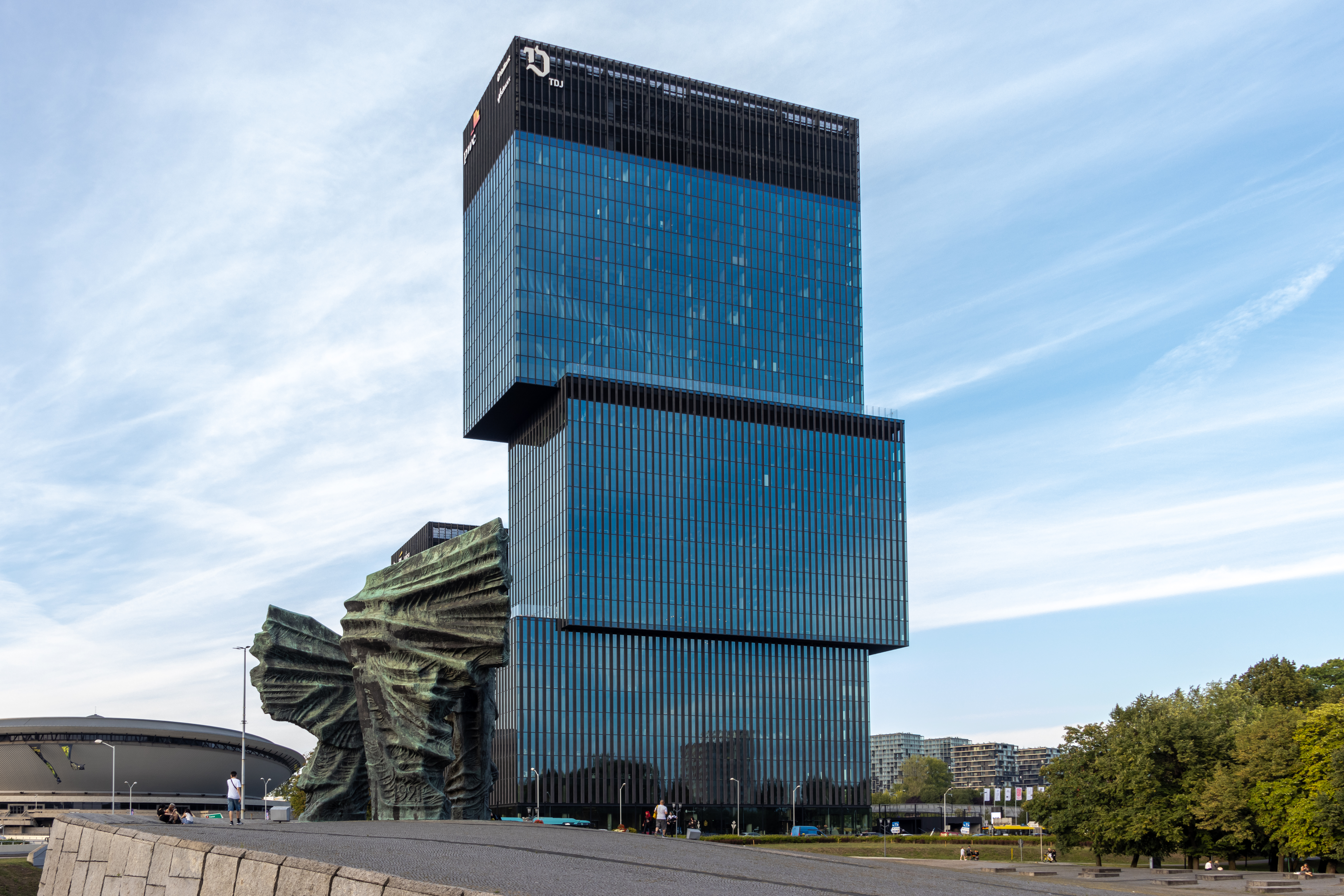
Kompleks biurowców.KTW (al. W. Roździeńskiego 1) w 2024 roku

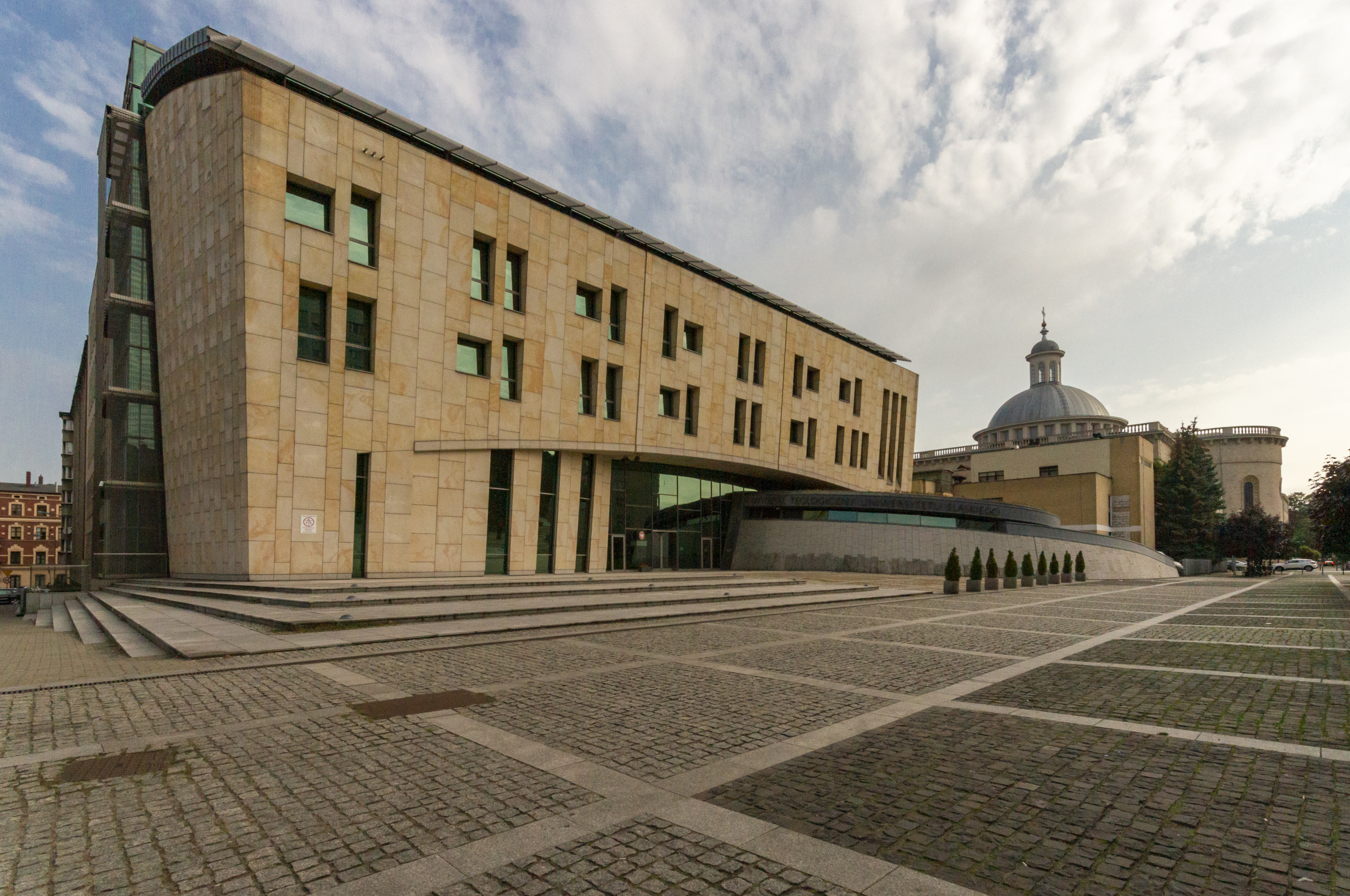
Budynek Wydziału Teologicznego Uniwersytetu Śląskiego (2020)

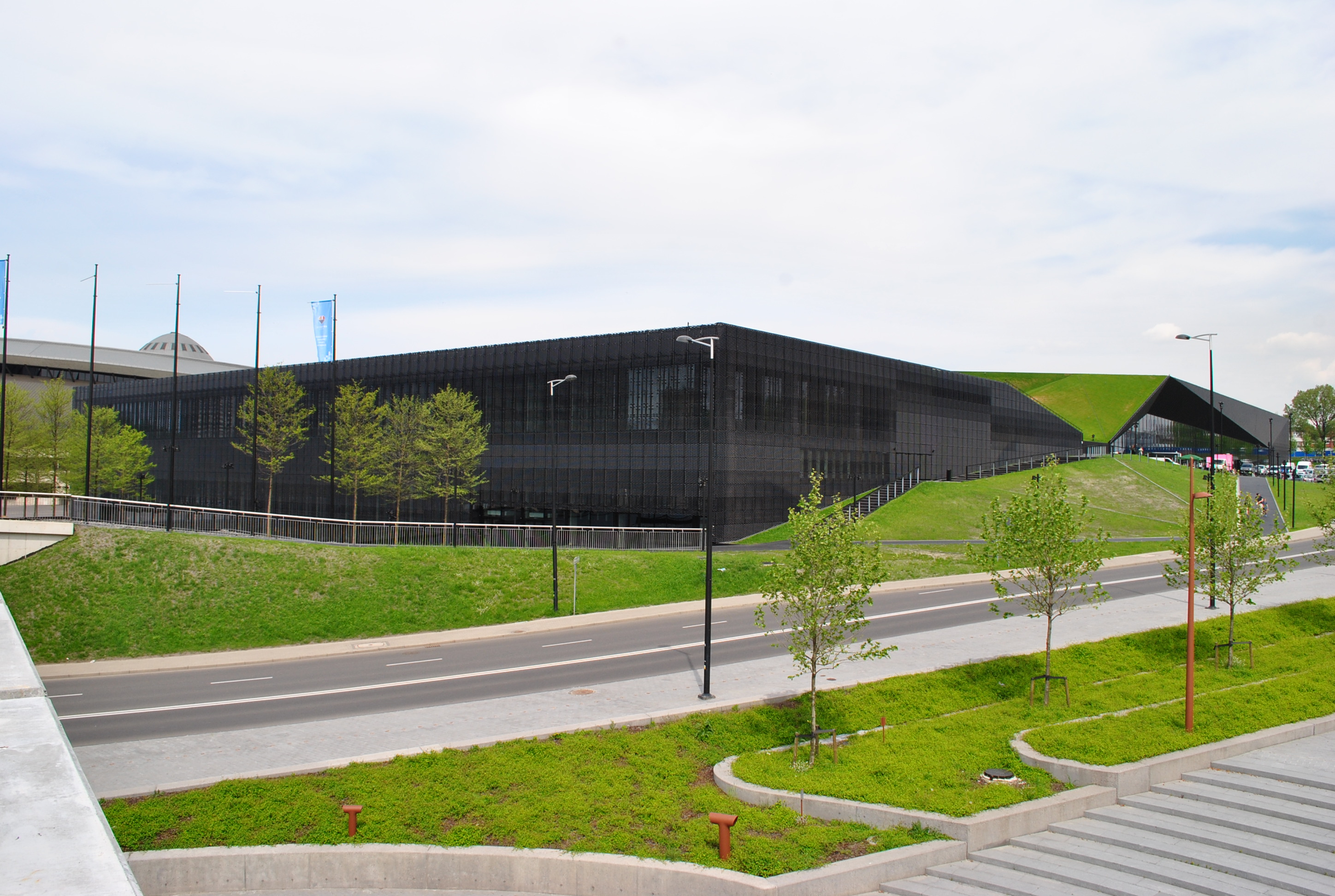
Międzynarodowe Centrum Kongresowe (pl. Sławika i Antalla 1)

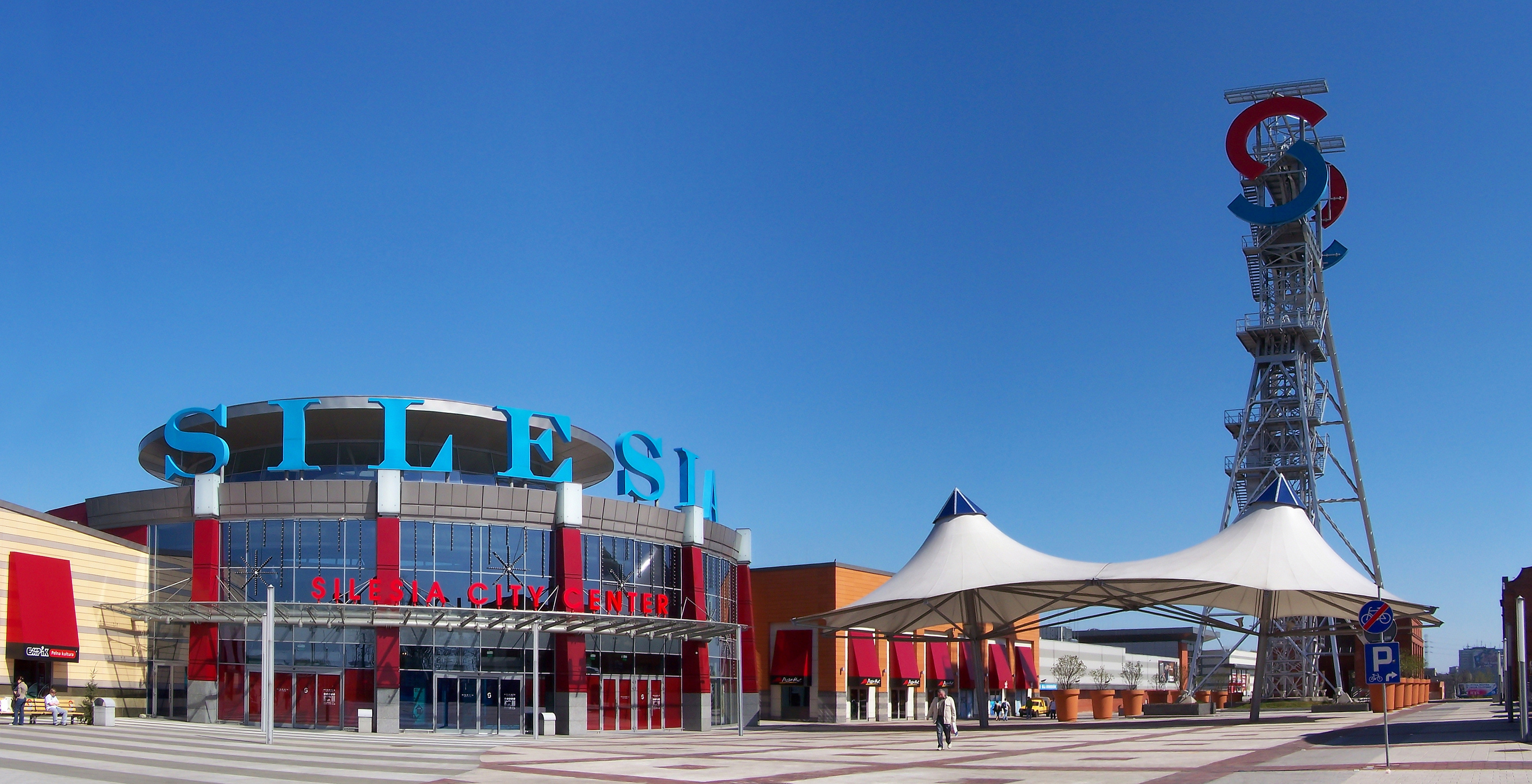
Silesia City Center w 2007 roku

Wybrane obiekty architektury postmodernistycznej i współczesnej w Katowicach:
- Altus (ul. Uniwersytecka 13) – wieżowiec wzniesiony w latach 1998–2003[189] według projektu Dietera Palety; liczy 125 m wysokości i składa się z trzech brył połączonych w przyziemiu czterokondygnacyjnym atrium[184],
- Biurowce .KTW (al. W. Roździeńskiego 1) – wybudowany w latach 2016–2022[190] kompleks dwóch wysokościowców o sięgających 66 i 134 m wysokościach; zaprojektowane przez Przemo Łukasika i Łukasza Zagałę z pracowni Medusa Group; są to obiekty o masywnej sylwetce, które zostały podzielone na przesunięte względem siebie bryły[191],
- Budynek Wydziału Prawa i Administracji Uniwersytetu Śląskiego w Katowicach (ul. Bankowa 11b) – postmodernistyczny obiekt wybudowany w latach 1998–2002 (bądź 2001–2003[192]) według projektu Henryka Wilkosza, Tadeusza Orzechowskiego i Jacka Kusia[193]; wzniesiony został na planie półelipsy, a jego bryła nawiązuje do budowli przemysłowych; został zaprojektowany w oparciu o program użytkowy i funkcjonalny pracowników Wydziału Prawa i Administracji[194],
- Budynek Wydziału Teologicznego Uniwersytetu Śląskiego w Katowicach (ul. H. Jordana 18) – oddany do użytku w 2004 roku według projektu Henryka Wilkosza, Jerzego Stysiała, Tadeusza Orzechowskiego i Jacka Kusia[187],
- Centrum Informacji Naukowej i Biblioteka Akademicka (ul. Bankowa 11a) – budynek biblioteki wybudowany w latach 2009–2011 według projektu pracowni HS99[195]; jest to dwubryłowy gmach na planie prostokąta o regularnych elewacjach obłożonych czerwonym piaskowcem, z wąskimi oknami[196],
- Centrum Nauki i Edukacji Muzycznej „Symfonia” (ul. Wojewódzka 33) – oddany do użytku pod koniec 2007 roku według projektu współautorstwa m.in. Tomasza Koniora; stanowi on jednolity kompleks z zabytkowym gmachem Akademii Muzycznej im. K. Szymanowskiego; budynki te połączono szklanym atrium[186],
- Chorzowska 50 (ul. Chorzowska 50) – wraz z dwoma budynkami przy ulicy Sokolskiej 34 tworzy kompleks biurowo-usługowy, wzniesiony w latach 2000–2001, nawiązujących architektonicznie do elementów katowickiej moderny[197],
- Galeria Katowicka (ul. 3 Maja 30) i dworzec kolejowy – wybudowany w latach 2010–2012 kompleks projektu francuskiej pracowni Sud Architectes[198]; jest to zespół obiektów, na który składa się główny dworzec kolejowy stacji Katowice z odtworzonymi żelbetowymi „kielichami” połączony z peronami autobusów transportu zbiorowego w podziemiu i przylegająca do niego Galeria Katowicka[199],
- Gmach Biblioteki Śląskiej (pl. Rady Europy 1) – wybudowany w latach 1990–1997 w stylu postmodernizmu według projektu Juranda Jareckiego, Stanisława Kwaśniewicza i Marka Gierlotki; jest to obiekt wzniesiony na planie zbliżonym do kwadratu z wewnętrznym świetlikiem; gmach swoim kształtem nawiązuje do XX-wiecznych, betonowych szybów kopalnianych[182],
- Gmach Narodowego Banku Polskiego (ul. Bankowa 1) – oddany do użytku w 2006 roku, wybudowany według projektu Wojciecha Wojciechowskiego i Dietera Palety; w architekturze budynku nawiązano do górniczej przeszłości miasta m.in. poprzez zastosowanie czarnego łupku na pokrycie zewnętrznych ścian skrzydła administracyjnego, czy też samo rozplanowanie gmachu[185],
- Międzynarodowe Centrum Kongresowe (pl. Sławika i Antalla 1) – oddane do użytku w 2016 roku, zaprojektowane przez pracownię JEMS Architekci; jest o gmach o prostym kształcie zniekształconym przez zielony dach[200]; największą przestrzeń hali zajmuje sala wielofunkcyjna o powierzchni około 8 tys. m²[201],
- Siedziba Muzeum Śląskiego (ul. T. Dobrowolskiego 1) – z lat 2011–2013 projektu austriackiej pracowni Riegler Riewe Architekten[202], wybudowana na terenach zlikwidowanej kopalni „Katowice”; większość zabudowy wzniesiono pod ziemią, wraz z obiektami pokopalnianymi tworzy ona kompleks muzealny, a nowe obiekty nadziemne mają kształt przeszklonych prostopadłościanów[203],
- Siedziba Narodowej Orkiestry Symfonicznej Polskiego Radia (pl. W. Kilara 1) – wybudowana w latach 2010–2014 projektu pracowni Konior studio na czele z Tomaszem Koniorem[204]; jest to obiekt na planie prostokąta, kryty cegłą klinkierową nawiązującą bezpośrednio do Nikiszowca; wewnątrz znajduje się m.in. sala koncertowa, otoczona zewnętrzną częścią m.in. z atrium[205],
- Silesia City Center (ul. Chorzowska 107) – oddany do użytku w 2005 roku kompleks handlowo-rozrywkowy na terenie zlikwidowanej kopalni „Gottwald”; projekt opracowano w firmie Bose International i w biurze projektowym Stabil[184]; galeria obejmuje ponad trzysta placówek handlowo-usługowych[206].

## Pomniki

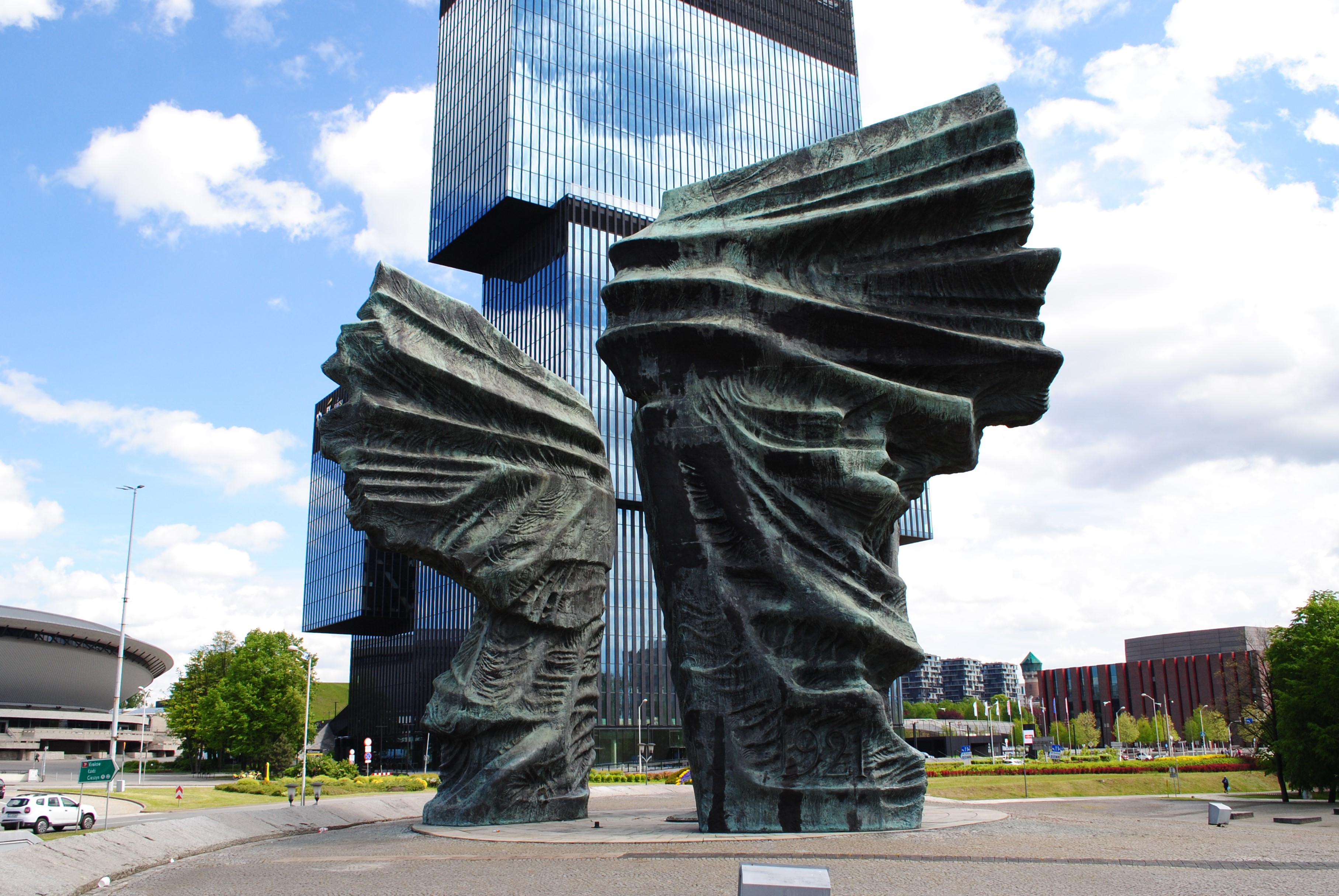
Pomnik Powstańców Śl. (2024)

W Katowicach występują zarówno miejsca pamięci powiązanie z konkretnymi wydarzeniami historycznymi, jak i miejsca symboliczne. Do najważniejszych z nich zalicza się m.in.: pomnik Powstańców Śląskich (przy rondzie gen. J. Ziętka), pomnik Harcerzy Września (pl. Obrońców Katowic), pomnik Ofiar Katynia (pl. Andrzeja), pomnik poległych górników w KWK „Wujek” (pl. NSZZ Solidarność; ul. W. Pola), pomnik Żołnierza Polskiego (pl. Żołnierza Polskiego) czy Wieżę Spadochronową (park T. Kościuszki).
Jednym z najstarszych pomników w centrum Katowic była figura św. Jana z 1816 roku, która w latach 70. XIX wieku została przeniesiona do Brynowa w związku z brukowaniem ulicy św. Jana. Jej replikę ustawiono u wylotu ulicy w 1999 roku. W 1876 roku ukończono regulację placu Wolności, a jego dopełnieniem kompozycyjnym był ustawiony w 1898 roku pomnik dwóch cesarzy niemieckich: Wilhelma I i jego syna Fryderyka III. Został on wysadzony 13 grudnia 1920 roku. W jego miejsce powstał pomnik Nieznanego Powstańca, który został zniszczony w czasie II wojny światowej. Również w tym okresie zniszczono pomnik Józefa Piłsudskiego, który został odsłonięty na terenie huty „Baildon” 12 maja 1937 roku.
Pomnik w czasach powojennych stał się ważnym elementem Katowic. W okresie Polski Ludowej promował ideologię komunizmu, w następstwie czego twórczość rzeźbiarska została zdominowana przez oficjalne zamówienia na pomniki. Upamiętniały one epizody z okresu II wojny światowej oraz oddawały hołd żołnierzom polskim i radzieckim, czego przykładem stał się pomnik Wdzięczności Żołnierzom Armii Radzieckiej, którego rzeźba stała na placu Wolności. Pomnik ten zaprojektował Stanisław Marcinów.

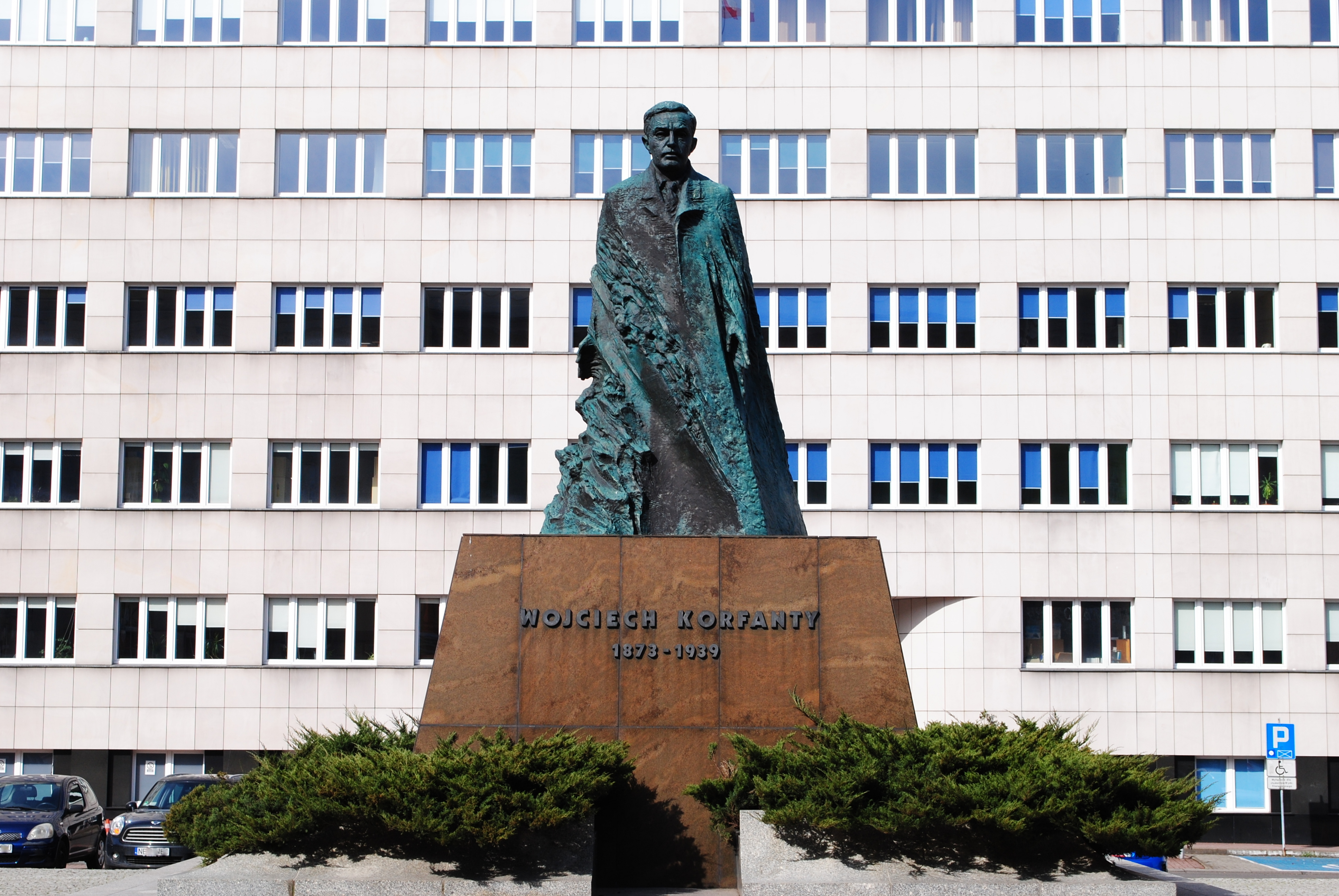
Pomnik W. Korfantego (2021)

Z czasem w Katowicach zaczęły pojawiać się pomniki o znaczących wartościach artystycznych, tworzone przez uznanych rzeźbiarzy. 1 września 1967 roku odbyła się uroczystość odsłonięcia pomnika Powstańców Śląskich, powstałego według projektu architekta Franciszka Zabłockiego i rzeźbiarza Gustawa Zemły. Zainstalowano go na sztucznie wykonanej skarpie przy rondzie, a na jego obrzeżach umieszczono nazwy miejscowości, o które stoczono bitwy w czasie powstań śląskich. Dużymi walorami odznacza także się odsłonięty w 1978 roku pomnik Żołnierza Polskiego autorstwa Bronisława Chromego, którego rzeźba przedstawia orła osłaniającego swoimi skrzydłami grupę żołnierzy. 4 września 1984 roku w pobliżu katowickiego Rynku odsłonięto pomnik Harcerzy Września autorstwa Zygmunta Brachmańskiego.
W 1998 roku na placu Sejmu Śląskiego został postawiony pomnik Wojciecha Korfantego projektu Zygmunta Brachmańskiego. W 2014 roku z placu Wolności zdemontowano rzeźbę pomnika Żołnierzy Radzieckich, którą ustawiono na cmentarzu przy w parku T. Kościuszki.

## Cmentarze

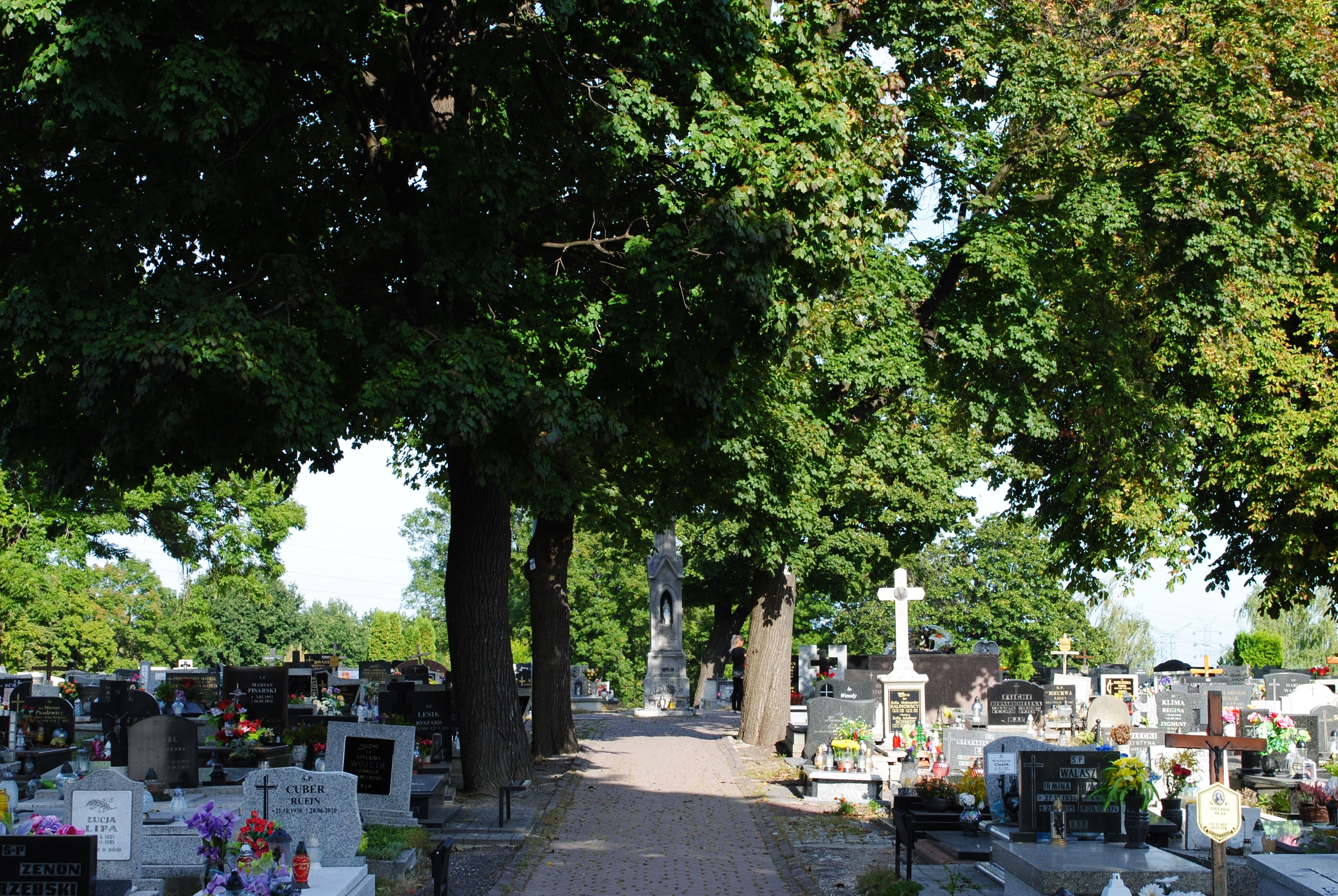
Fragment bogucickiego cmentarza

W Katowicach znajduje się około 25 cmentarzy (w tym pięć komunalnych) o łącznej powierzchni około 75 ha. Największym z nich jest Centralny Cmentarz Komunalny położony przy ulicy Murckowskiej 9. Wspólnoty rzymskokatolickie, ewangelickie i żydowskie w mieście posiadają swoje cmentarze, z czego rzymskokatolickich jest najwięcej.
Pierwszy cmentarz na terenie współczesnych Katowic został założony w Bogucicach prawdopodobnie pod koniec XIV wieku i istniał on aż do 1894 roku. Nieopodal kościoła znajdowała się kaplica, w której od XVIII wieku chowano lokalną szlachtę i prawdopodobnie wokół niej już wówczas istniał drugi cmentarz parafialny. W XIX wieku zaczęto regularnie grzebać tam zmarłych, co było początkiem współczesnej nekropoli przy ulicy W. Wróblewskiego. W połowie XIX wieku w Murckach powstał cmentarz choleryczny w związku z epidemią roku 1846. Po przejściu epidemii został on zamknięty i przestał istnieć.

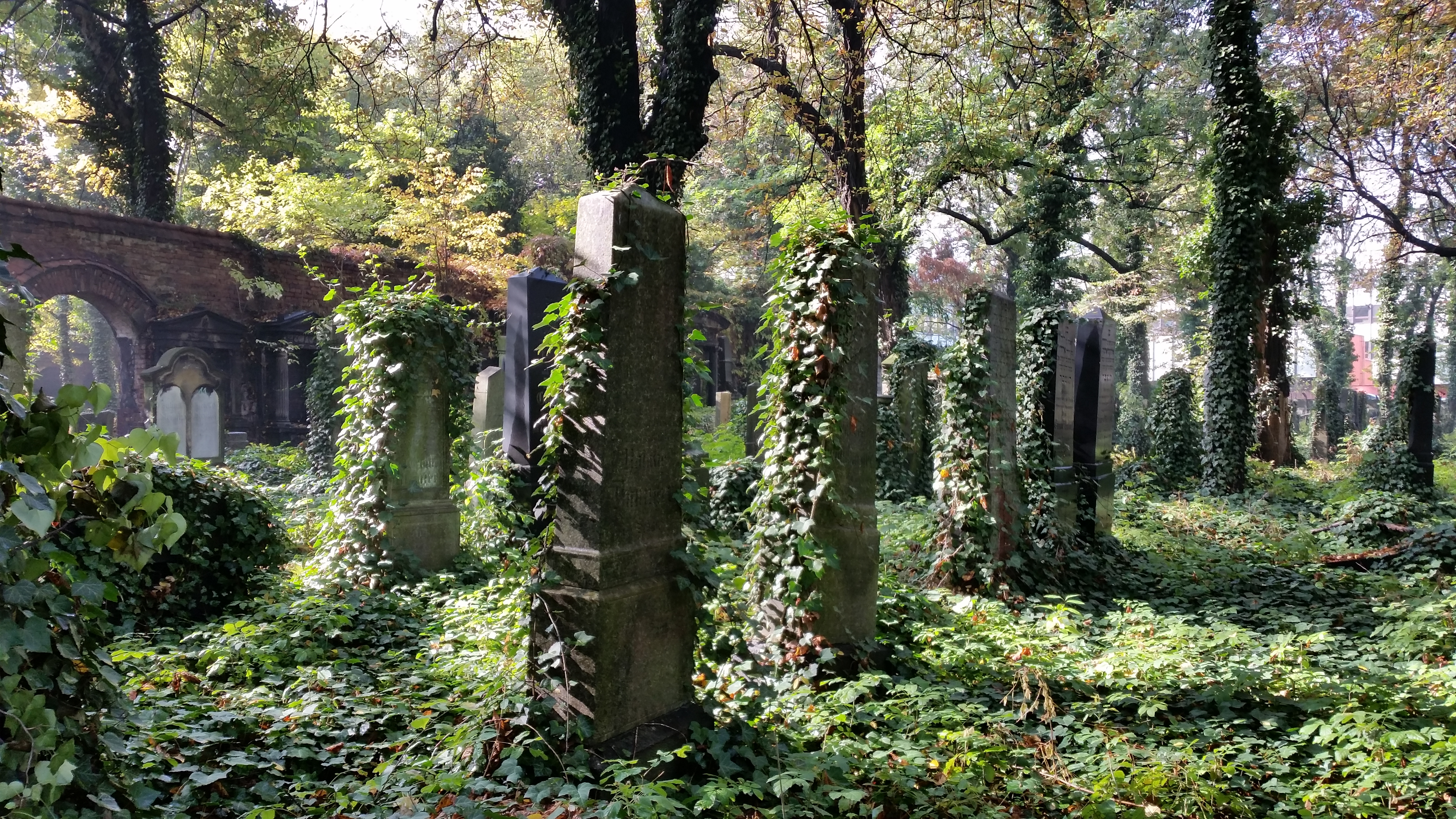
Cmentarz żydowski przy ulicy Kozielskiej w 2015 roku

W Katowicach w drugiej połowie XIX wieku wzniesiono trzy świątynie różnych wyznań: ewangelicką, żydowską i rzymskokatolicką, co wiązało się też z utworzeniem wyznaniowych cmentarzy. W 1856 roku powstał cmentarz ewangelicko-augsburski na rogu ulic K. Damrota i Francuskiej, w 1868 roku żydowski przy ulicy Kozielskiej i w 1870 roku katolicki przy ulicy Francuskiej. Były to pierwsze trwałe cmentarze na terenie ówczesnych Katowic. Zwiększała się z czasem liczba nagrobków na cmentarzu ewangelickim, w konsekwencji czego gmina zdecydowała się na zakup gruntu nieopodal cmentarza katolickiego, na którym w 1884 roku powstał nowy cmentarz. Stary cmentarz nie przetrwał natomiast do współczesnych czasów.

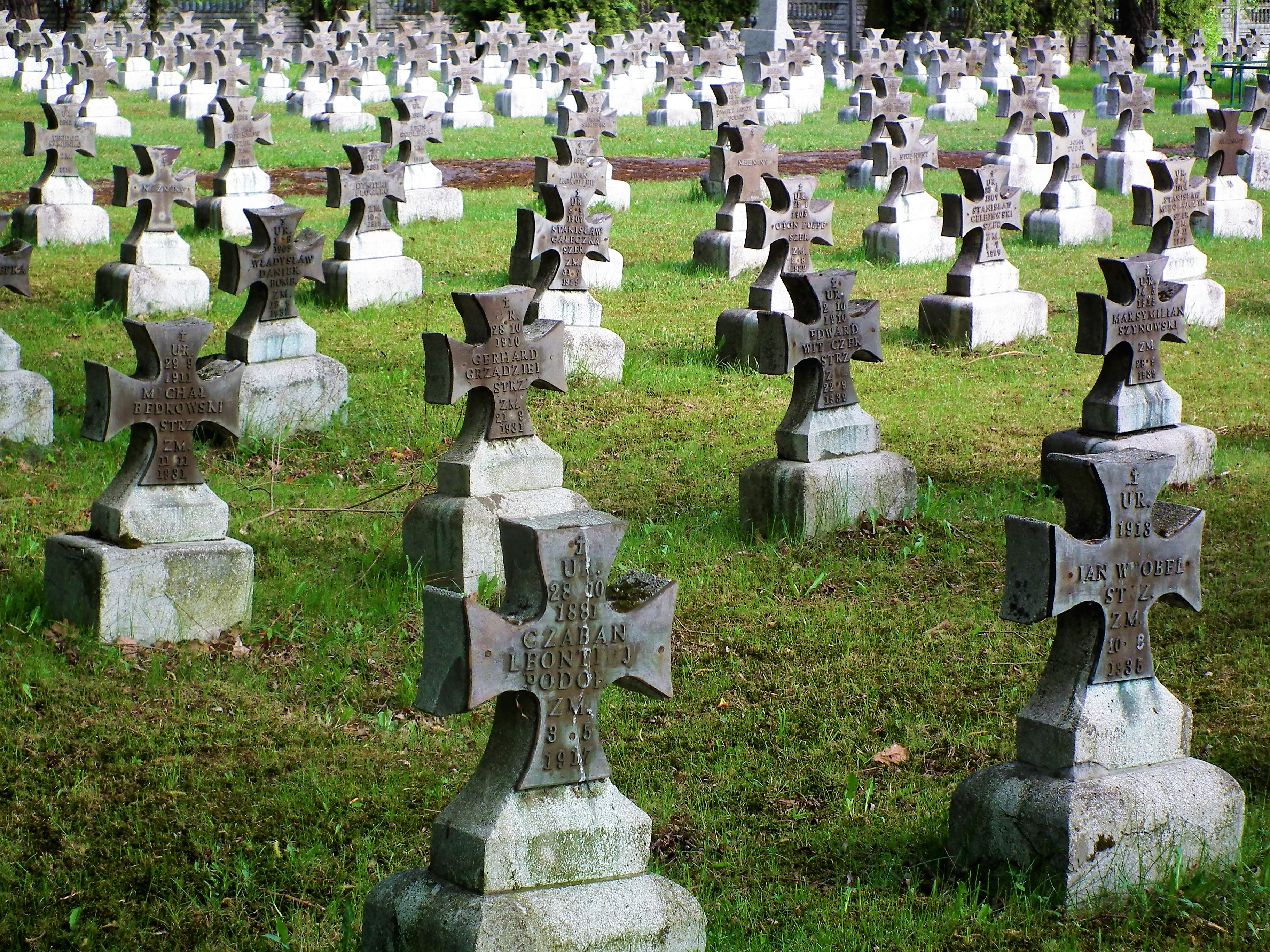
Fragment cmentarza garnizonowego w 2018 roku

Wcześniej, bo w 1860 roku powstał cmentarz przy ulicy Gliwickiej, na którym grzebano zmarłych z Katowic, Brynowa, Załęża oraz Załęskiej i Katowickiej Hałdy. Na przełomie XIX i XX wieku proboszcz parafii Niepokalanego Poczęcia Najświętszej Maryi Panny zdecydował o założeniu nowej nekropolii przy ulicy H. Sienkiewicza. Został on oddany do użytku 1 stycznia 1904 roku. Pod koniec I wojny światowej przy ulicy Ceglanej został założony cmentarz garnizonowy, będący pod opieką parafii garnizonowej, na którym znajduje się m.in. zbiorowa mogiła zmarłych w niewoli jeńców alianckich.
W Katowicach po przyłączeniu sąsiednich dzielnic w 1924 roku istniały cmentarze w Bogucicach przy ulicy W. Wróblewskiego (z XIX wieku), w Dębie przy ulicy Brackiej (z 1894 roku), w Ligocie przy ulicy Panewnickiej 45 (cmentarz komunalny; pierwotnie katolicki z 1907 roku) i Załężu przy ulicy P. Pośpiecha (z 1896 roku). W czasach Polski Ludowej, wraz z powiększeniem miasta w jego granice włączono kolejne nekropolie, w tym w Dąbrówce Małej przy ulicy gen. H. Le Ronda (z lat 1911–1913), Janowie przy ulicy Cmentarnej (z lat 1910–1912) czy Szopienicach przy ulicy Brynicy (katolicki; z 1887 roku) i przy ulicy A. Kocura (ewangelicki; z 1888 roku).
W 1967 roku do parku T. Kościuszki został przeniesiony, powstały po II wojnie światowej, cmentarz żołnierzy radzieckich. Jest on jedynym całkowicie zamkniętym cmentarzem w Katowicach, na którym nie wykonuje się nowych pochówków. W 1984 roku ze względu na pogłębiający się problem braku miejsc na przepełnionych cmentarzach władze miejskie podjęły decyzję o budowie Centralnego Cmentarza komunalnego przy ulicy Murckowskiej.